# Liste der Kulturdenkmale in Dippoldiswalde

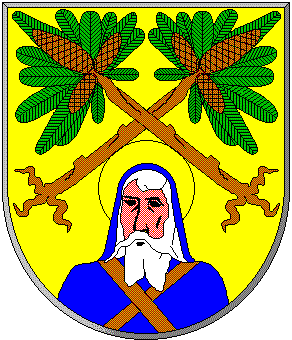
Wappen von Dippoldiswalde

In der Liste der Kulturdenkmale in Dippoldiswalde sind alle Kulturdenkmale der Stadt Dippoldiswalde im Landkreis Sächsische Schweiz-Osterzgebirge und ihrer Ortsteile aufgelistet (Stand: Juli 2017). Die Anmerkungen sind zu beachten.
Diese Liste ist eine Teilliste der Liste der Kulturdenkmale in Sachsen.

## Legende
- Bild: Bild des Kulturdenkmals, ggf. zusätzlich mit einem Link zu weiteren Fotos des Kulturdenkmals im Medienarchiv Wikimedia Commons. Wenn man auf das Kamerasymbol klickt, können Fotos zu Kulturdenkmalen aus dieser Liste hochgeladen werden:
- Bezeichnung: Denkmalgeschützte Objekte und ggf. Bauwerksname des Kulturdenkmals
- Lage: Straßenname und Hausnummer oder Flurstücknummer des Kulturdenkmals. Die Grundsortierung der Liste erfolgt nach dieser Adresse. Der Link (Karte) führt zu verschiedenen Kartendiensten mit der Position des Kulturdenkmals. Fehlt dieser Link, wurden die Koordinaten noch nicht eingetragen. Sind diese bekannt, können sie über ein Tool mit einer Kartenansicht einfach nachgetragen werden. In dieser Kartenansicht sind Kulturdenkmale ohne Koordinaten mit einem roten bzw. orangen Marker dargestellt und können durch Verschieben auf die richtige Position in der Karte mit Koordinaten versehen werden. Kulturdenkmale ohne Bild sind an einem blauen bzw. roten Marker erkennbar.
- Datierung: Baubeginn, Fertigstellung, Datum der Erstnennung oder grobe zeitliche Einordnung entsprechend des Eintrags in der sächsischen Denkmaldatenbank
- Beschreibung: Kurzcharakteristik des Kulturdenkmals entsprechend des Eintrags in der sächsischen Denkmaldatenbank, ggf. ergänzt durch die dort nur selten veröffentlichten Erfassungstexte oder zusätzliche Informationen
- ID: Vom Landesamt für Denkmalpflege Sachsen vergebene, das Kulturdenkmal eindeutig identifizierende Objekt-Nummer. Der Link führt zum PDF-Denkmaldokument des Landesamtes für Denkmalpflege Sachsen. Bei ehemaligen Kulturdenkmalen können die Objektnummern unbekannt sein und deshalb fehlen bzw. die Links von aus der Datenbank entfernten Objektnummern ins Leere führen. Ein ggf. vorhandenes Icon  führt zu den Angaben des Kulturdenkmals bei Wikidata.

## Dippoldiswalde
| Bild                                    | Bezeichnung | Lage                                              | Datierung                                   | Beschreibung | ID       |
| --------------------------------------- | --- | ------------------------------------------------- | ------------------------------------------- | --- | -------- |
| Weitere Bilder                          | Sachgesamtheitsbestandteil der Sachgesamtheit Weißeritztalbahn im OT Dippoldiswalde                                   | (Karte)                                           | 1882–1961                                   | Sachgesamtheitsbestandteil der Sachgesamtheit Weißeritztalbahn. Einzeldenkmal Teilabschnitt Dippoldiswalde: Bahnhof Dippoldiswalde, bestehend aus Empfangsgebäude (dreigeschossiger Putzbau mit Überstand des Satteldaches im Schweizerstil, Erdgeschoss mit Wartehalle, Fahrkartenausgabe, Stückgutabfertigung, Diensträumen, Erstes Obergeschoss mit Wohnungen, 1882, baulich etwas verändert 1959–1961), Bahnsteigüberdachung (ca. 50 m lang und 6 m hoch, Holzstützkonstruktion, 1906), Güterschuppen und Güterrampe, Wasserkran und kleinem Stellwerk (verbrettert, 1930). | 09301537 |
|                                         | Denkmalschutzgebiet Altstadt Dippoldiswalde                                                                           | (Karte)                                           |                                             | Dippoldiswalde mit seiner geschlossenen Ortsstruktur ist ein besonderes, schützenswertes Gebilde. Auf einem Bergsporn über der Weißeritz gelegen, weist es nicht nur ein eindrückliches, fast rundes Altstadtbild auf, sondern ist auch in seiner Gestalt seit dem Hochmittelalter, mit Sicherheit aber seit den Stadtbränden des frühen 17. Jahrhunderts erhalten. Eine Abbildung von 1656 zeigt den wie heute komplett bebauten Geländesporn. Durch diese Authentizität besitzt das Areal, eine von zwei Keimzellen des Ortes, einen hohen bildlichen wie städtebauhistorischen Dokumentationswert. | 09300002 |
| Weitere Bilder                          | Sowjetischer Ehrenfriedhof                                                                                            | Alte Altenberger Straße (Karte)                   | etwa 1970                                   | Anlage aus Portal, Zugangsweg und eigentlichem Friedhof mit Obelisk aus Meißner Granit, Einzelgräbern und Einfriedung aus Löbejüner Porphyr. Begräbnisort von gut 100 sowjetischen Kriegstoten, geschichtlich von Bedeutung, russische Inschrift auf Pyramide/Obelisk. | 08963014 |
|                                         | Schulgebäude und Turnhalle                                                                                            | Alte Altenberger Straße 8 (Karte)                 | 1842 (alter Teil)                           | Schulgebäude – dreiteiliger Schulkomplex aus Altbau, Turnhalle sowie Anbau im Reformstil, baugeschichtlich, ortsgeschichtlich und ortsbildprägend von Bedeutung. | 08963036 |
|                                         | Wohnhaus, massiver Putzbau                                                                                            | Alte Altenberger Straße 9 (Karte)                 | 1. Hälfte 19. Jh.                           | weitgehend im ursprünglichen Aussehen erhalten, städtebaulich von Bedeutung, mittlerer Eingang mit Korbbogen, eingezogene Treppe, Sandstein-Fenstergewände, steiles Satteldach mit Biberschwanz-Kronendeckung, Katzentreppengiebel. | 08963037 |
|                                         | Bogenbrücke über den Mühlgraben                                                                                       | Alte Altenberger Straße 18 (bei) (Karte)          | wohl 19. Jh.                                | baugeschichtlich von Bedeutung, Bauprinzip eines Tonnengewölbes | 08962981 |
| Weitere Bilder                          | St. Nikolaikirche und Nikolaikirchhof                                                                                 | Alte Altenberger Straße 20 (Karte)                | um 1240 und später                          | Kirche, Leichenhalle und Kirchhof: Kirche als dreischiffige Pfeilerbasilika (Chor mit polygonaler Apsis), eine der wenigen Beispiele romanischer Architektur in Sachsen, baugeschichtlich, künstlerisch und ortsgeschichtlich von besonderer Bedeutung. | 08962982 |
|                                         | Vorwerk Wolframsdorf                                                                                                  | Alte Altenberger Straße 40 (Karte)                | bez. 1778 (Inschrifttafel über Wohnhaustür) | Wohnhaus und zwei Seitengebäude – baugeschichtlich und ortsgeschichtlich von Bedeutung. Alle Gebäude mit tief gezogenem Mansarddach, Sandsteingewände, altes Türblatt des Wohnhauses, Werkstein, größtenteils verputzt, kleinteilig gesprosste Fenster, Dach teilweise neu gedeckt. Inschrifttafel: „Stehst Wandrer Du hier / und betrachtest diesen Bau / So lass denn sagen Dir / ich baut dies nicht für mich / sondern für meine Frau.“ | 08963012 |
|                                         | Ehem. Pflug-Mühle; Hafermühle Dippoldiswalde                                                                          | Alte Altenberger Straße 57 (Karte)                | um 1850                                     | Mühlenkomplex mit teilweise erhaltener Technik und Resten des Mühlgrabens – Mühle erbaut um 1850, stillgelegt 1991. Als Mühlenstandort seit dem 16. Jh. bekannt, traufständiges Produktionsgebäude (1913 umgebaut) mit Pflug-Emblem am Giebel, überregional bekanntes Produkt, ortsgeschichtlich, baugeschichtlich und technikgeschichtlich von Bedeutung. | 08963013 |
| Direkt Bild zu diesem Denkmal hochladen | Pumpstation | Alte Dresdner Straße (Karte)                      | bez. 1904                                   | technikgeschichtlich von Bedeutung, kleine Pumpstation, übergiebelt | 08962960 |
|                                         | Bahnhof Dippoldiswalde (Einzeldenkmal zu ID-Nr. 09301537)                                                             | An der Kleinbahn 2 (Karte)                        | 1882                                        | Einzeldenkmale der Sachgesamtheit Weißeritztalbahn, Teilabschnitt Dippoldiswalde, Ortsteil Dippoldiswalde: Bahnhof Dippoldiswalde (Empfangsgebäude, Bahnsteigüberdachung, Wasserkran und kleines Stellwerk) von geschichtlicher, wissenschaftlich-dokumentarischer, landschaftsgestaltender Bedeutung sowie Seltenheitswert. | 09301538 |
|                                         | Wohnhaus in Ecklage und geschlossener Bebauung                                                                        | Badergasse 1 (Karte)                              | Kern 18. Jh.                                | baugeschichtliche und städtebauliche Bedeutung. Zweigeschossiger massiver Putzbau mit gedrungenem Walmdach, weitgehend intaktes Wand-Öffnungs-Verhältnis, fünf stehende Dachgaupen, Biberschwanz-Kronendeckung, zur Marktseite Ladeneinbau. | 09303492 |
|                                         | Wohnhaus mit dominantem Mansarddach                                                                                   | Badergasse 4 (Karte)                              | 2. Hälfte 18. Jh.                           | Relikt alter Bausubstanz im Kernbereich, baugeschichtlich von Bedeutung. Zweigeschossig, massiv, Putzbau, Verhältnis Wand-Öffnung weitgehend intakt, Segmentbogen-Eingang eingezogen, schönes altes Türblatt, Sandsteingewände, steiles Mansarddach, Biberschwanz-Kronendeckung. | 08962944 |
|                                         | Heisterbergk-Denkmal                                                                                                  | Bahnhofstraße (jetzt Dr.-Friedrichs-Str.) (Karte) | bez. 1880                                   | ortsgeschichtlich von Bedeutung. Obelisk auf Sockel, Inschrift: „Dem Andenken des Herrn Bürgermeisters Heisterbergk“ (Denkmal für den Bürgermeister Franz Heisterbergk). | 08962975 |
|                                         | Wohn- und Geschäftshaus, ehemaliges »Stadt-Kaffee«                                                                    | Bahnhofstraße 2; 4 (Karte)                        | 1920er Jahre                                | Ecklage definierend, städtebaulich von Bedeutung. Erdgeschoss mit Ladeneinbauten, neue Fenstersprossungen, zwei Türblätter original, Gurt- und dominantes Traufgesims, drei gliedernde Erker, alle Fenster mit erneuerter Sprossung im originalen Sinne, attikaähnlicher Dachausbau mit drei Giebeln über den Erkern, Biberschwanzdeckung, Rauputz, misslungene Farbgebung. | 08963083 |
|                                         | Wohnhaus in halboffener Bebauung                                                                                      | Bahnhofstraße 3 (Karte)                           | um 1900                                     | städtebaulich von Bedeutung. Beide Geschosse gelber Klinker, mit rotem Ornament abgesetzt, Fenstergewände und Gurtgesims Sandstein, eingezogener Eingang, Reste von Fensterbekrönung. | 08962942 |
|                                         | Postamt | Bahnhofstraße 6 (Karte)                           | bez. 1892 und 1893                          | Postgebäude mit Torpfosten und Resten der Einfriedung – baugeschichtlich und ortsgeschichtlich von Bedeutung. Zweigeschossig, massiv, Bruchsteinsockel, gelber Klinker, ornamental mit rotem abgesetzt, Fensterbekrönungen, aufwändig im Obergeschoss (neobarock als Abschluss zweier Seitenrisalite), Walmdach, zwei Torpfosten, Einfriedung gleiches Material. | 08962974 |
|                                         | Wohnhaus in Ecklage                                                                                                   | Bahnhofstraße 7 (Karte)                           | um 1900                                     | mit Ladenzone, Klinkerfassade mit vergleichsweise aufwändigem Dekor, baugeschichtlich und städtebaulich von Bedeutung. Dreigeschossig, gelber Klinker, mit rotem (in Zierformen) abgesetzt, Erdgeschoss Ladeneinbau, nicht im ursprünglichen Sinne, Fenster mit profilierten Sandsteingewänden, teilweise bekrönt, deren „Spiegel“-Felder im 1. Obergeschoss mit floraler Malerei, dominanter Eckerker, darüber Giebel mit Dachüberstand und Zierfachwerk, glasierte Falzziegel und Biberschwanzdeckung. | 08962952 |
| Weitere Bilder                          | Sandstein-Bildstock                                                                                                   | Brauhofstraße (Karte)                             | wohl 15. Jh.                                | regionalgeschichtlich von Bedeutung, ca. 2,50 m hoch, achteckige Säule, Figürliches nicht mehr vorhanden. | 08962940 |
|                                         | Wohnhaus in geschlossener Bebauung                                                                                    | Brauhofstraße 1 (Karte)                           | 1. Hälfte 19. Jh.                           | einfaches Gebäude mit weitgehend ortsbildtypischem Aussehen, städtebaulich von Bedeutung. Zweigeschossig, teils massiver Putzbau, fünfachsig, mittiger Segmentbogen-Eingang, Ladeneinbau, Obergeschoss zum Teil überputztes Fachwerk, Satteldach, Biberschwanz-Kronendeckung, Sandstein-Fenstergewände. | 08963050 |
|                                         | Wohnhaus in geschlossener Bebauung                                                                                    | Brauhofstraße 3 (Karte)                           | 1. Hälfte 19. Jh.                           | einfaches Gebäude mit weitgehend ortsbildtypischem Aussehen, städtebaulich von Bedeutung. Zweigeschossig, massiver Putzbau, vier Achsen, Satteldach, Biberschwanz-Kronendeckung, zentraler Segmentbogen-Eingang mit eingezogener Treppe, Sandstein-Fenstergewände. | 08963051 |
|                                         | Ehem. Brauerei | Brauhofstraße 4; 6; 8 (Karte)                     | Kern 18. Jh.                                | Brauhof mit langgestrecktem Wohn- und Produktionsgebäude – mit rechtwinklig anschließendem Seitengebäude und Remise, baugeschichtlich, ortsgeschichtlich und ortsbildprägend von Bedeutung. Zweigeschossig, Feldsteinmauerwerk, teilweise Winterfenster, Krüppelwalmdach, Biberschwanz-Kronendeckung; gedrungener Baukörper, zur Vorderseite durch Ladeneinbau verändert, Teil einer Hechtgaupe, Krüppelwalmdach, Biberschwanz-Kronendeckung; Feld- und Bruchsteinmauerwerk. | 08962959 |
|                                         | Wohnhaus in geschlossener Bebauung                                                                                    | Brauhofstraße 5 (Karte)                           | 1. Hälfte 19. Jh.                           | einfaches Gebäude mit weitgehend ortsbildtypischem Aussehen, städtebaulich von Bedeutung. Zweigeschossig, massiver Putzbau, vier Achsen, liegendes Fenster im Erdgeschoss, ansonsten Wand-Öffnung-Verhältnis intakt, Satteldach, Biberschwanz-Kronendeckung, zwei Fledermausgaupen. | 08963052 |
|                                         | Wohnhaus in geschlossener Bebauung                                                                                    | Brauhofstraße 7 (Karte)                           | 1. Hälfte 19. Jh.                           | einfaches Gebäude mit weitgehend ortsbildtypischem Aussehen, städtebaulich von Bedeutung. Zweigeschossig, massiver Putzbau, vier Achsen, liegendes Fenster im Erdgeschoss, ansonsten Wand-Öffnung-Verhältnis intakt, Kronendeckung. | 08963053 |
|                                         | Wohnhaus in offener Bebauung                                                                                          | Brauhofstraße 17 (Karte)                          | um 1820                                     | straßenbildprägend von Bedeutung, massiver zweigeschossiger Putzbau, Sandsteingewände, innen Gewölbe, korbbogiges Haustürgewände, Krüppelwalmdach. | 08962999 |
|                                         | Wohnhaus in offener Bebauung                                                                                          | Brauhofstraße 19 (Karte)                          | nach 1900, im Kern älter                    | massiver Putzbau, umgebaut nach 1900, baugeschichtlich und straßenbildprägend von Bedeutung, massiver zweigeschossiger Putzbau, um 1900 überformt, mit stark zeitgenössischer Dekoration, Jugend- und Reformstileinfluss, Dachtürmchen. | 09301845 |
|                                         | Grünanlage mit OdF-Denkmal                                                                                            | Dr.-Friedrichs-Straße (Karte)                     | um 1900                                     | Grünanlage mit OdF-Denkmal (Clemens Holzschuh) – ortsgeschichtlich und landschaftsgestaltend von Bedeutung. 1913 wurde die am oberen Anfang der Technikumallee stehende Eiche „Körner-Eiche“ getauft, 8. März 1936 Einweihung des Kriegerdenkmals im Stadtpark mit Soldatenfigur im Auftrag der Stadt Dippoldiswalde, Entwurf: Georg Türke, Ausführung: Steinbildhauer Gebrüder Gönnert Dippoldiswalde, 1945 zerstört. | 09300646 |
|                                         | Wohn- und Geschäftshaus, ehem. »Stadt-Kaffee«                                                                         | Dr.-Friedrichs-Straße 1 (Karte)                   | 1920er Jahre                                | Ecklage definierend, städtebaulich von Bedeutung. Erdgeschoss mit Ladeneinbauten, neue Fenstersprossungen, zwei Türblätter original, Gurt- und dominantes Traufgesims, drei gliedernde Erker, alle Fenster mit erneuerter Sprossung im originalen Sinne, attikaähnlicher Dachausbau mit drei Giebeln über den Erkern, Biberschwanzdeckung, Rauputz, misslungene Farbgebung. | 08963083 |
|                                         | Wohnhaus | Dr.-Friedrichs-Straße 3 (Karte)                   | bez. 1771 (Schlussstein Türgewände)         | Relikt alter vorstädtischer Bebauung, baugeschichtlich und städtebaulich von Bedeutung. Zweigeschossig, massiv, womöglich ehemals Fachwerk, gedrungenes, segmentbogiges Türgewände, Fenster Obergeschoss in originaler Größe, Krüppelwalmdach, alter Dachstuhl, in der Konstruktion erhalten. | 08962973 |
|                                         | Postamt | Dr.-Friedrichs-Straße 5 (Karte)                   | um 1960                                     | selten gewordenes, im originalen Aussehen weitgehend belassenes Beispiel der Bautätigkeit in der frühen DDR, baugeschichtlich und städtebaulich von Bedeutung. Zwei Geschosse und Attikageschoss, zeitgenössischer Kratzputz, kleinteilige Fenstersprossung weitgehend erhalten, flaches Walmdach (mit spitzen Dachhäuschen und neuer Biberschwanzdeckung) lässt den Bau italienisch aussehen, Tür verändert, einige Fenster zugesetzt, durch gelungenes Wand-Öffnung-Verhältnis, elegant wirkender Bau. | 08963084 |
|                                         | Villa | Dr.-Friedrichs-Straße 6 (Karte)                   | um 1900                                     | baugeschichtlich und städtebaulich von Bedeutung. Sandstein-Eingangsfreitreppe, Erdgeschoss mit Sandsteingewänden aller Öffnungen, teilweise pittoreske Formen (z. B. Niere), rustizierter Sockel, Holzerker, auf unregelmäßigem Grundriss, Schmuckformen durch Fachwerk und Sandstein-Applikationen, wertvolle Farbglasfenster. | 08963085 |
|                                         | Villa im Reformstil von guter architektonischer Linie sowie Seitengebäude                                             | Dr.-Friedrichs-Straße 15 (Karte)                  | um 1910                                     | baugeschichtlich und städtebaulich von Bedeutung. Heterogener Grundriss, Dachlandschaft Mansardstruktur, Fensterläden, originale Sprossung, Seitenerker, Wintergarten, Biberschwanz-Kronendeckung, mehrere Dachgaupen, mit Garage, Einfriedung nicht original, ansonsten bis ins Detail im ursprünglichen Aussehen erhalten. | 08962972 |
|                                         | Ehem. Lohgerberei; Lohgerber-, Stadt- und Kreismuseum                                                                 | Freiberger Straße 18 (Karte)                      | 1795 Dendro                                 | Lohgerbermuseum: Wohnhaus, Produktionsgebäude und Seitengebäude der ehemaligen Lohgerberei: Fachwerk-Produktionsgebäude, architektonisch, technikgeschichtlich und ortshistorisch bedeutendes Ensemble. Gerber von Dippoldiswalde erstmals 1590 erwähnt, Rote Weißeritz und Mühlgraben lieferten Wasser für den Gerbprozess, Gerberei befand sich vom 18. Jahrhundert (1741 Lohgerberei Andreas Ulbrich erwähnt) bis 1925 (Carl Gotthold Ulbrich) in Familienbesitz. | 08962979 |
|                                         | Sandstein-Treppenstufen zum Mühlgraben historischer Wäscheplatz                                                       | Gerberplatz 2 (bei) (Karte)                       | 19. Jh.                                     | Sandstein-Treppenstufen zum Mühlgraben, historischer Wäscheplatz – städtebaulich von Bedeutung | 08962978 |
|                                         | Villa und drei Sandstein-Zaunpfeiler                                                                                  | Glashütter Straße 6 (Karte)                       | um 1910                                     | baugeschichtlich und städtebaulich von Bedeutung. Zweigeschossig, quadratischer Grundriss, Mansarddach, rustizierter Sockel, Freitreppe führt zum flachen Eingangsvorbau, Fenstersprossung, Lisenengliederung (rustiziert), zentrales Fenster über Eingang mit Bogen, originales Türblatt, Dachüberstand, Kronen-Biberschwanzdeckung. | 08962961 |
|                                         | Wegestein | Glashütter Straße 6 (bei) (Karte)                 | bez. 1835                                   | Streckenmarkierung an der Straße Dresden und Altenberg, verkehrsgeschichtlich von Bedeutung. Sandstein, ca. 120 m hoch, langgezogener Schriftspiegel mit Inschriften und Stern, abgesetzter Sockel, kreuzgewölbeartiger Abschluss. | 08962984 |
|                                         | Doppelwohnhaus der AWG, davor zeitgenössische Laterne                                                                 | Goethestraße 11; 13 (Karte)                       | 1951                                        | eines der wenigen nicht umgebauten Beispiele der Bautätigkeit der frühen DDR, baugeschichtlich von Bedeutung. Dreigeschossig, massiv, Putzbau, zwei Eingänge segmentbogig, Fenster originale Kreuzsprossen, Satteldach, Biberschwanzdeckung, zwei Fledermausgaupen, Geschosse Dreispänner. | 08962964 |
|                                         | Obstgarten – Bestandteil des Ringgrüns                                                                                | Große Mühlstraße (Karte)                          | ab 18. Jh.                                  | stadtbildprägend, ortsentwicklungsgeschichtlich von Bedeutung. Bereits auf dem Grundriss der Stadt Dippoldiswalde von 1785 ist an dieser Stelle ein Baumgarten verzeichnet, auf einer Ansicht von Dippoldiswalde aus dem Jahr 1836 ist der stadtbildprägende Charakter des großen Obstgartens schon gut erkennbar, Obstgehölze verschiedenen Alters, mit Holzlattenzaun eingefriedet, zur Kleinen Mühlstraße Stützmauer aus Sandstein mit Holzlattenzaun. | 09300648 |
|                                         | Wegestein | Große Mühlstraße (Karte)                          | 1835                                        | Kreuzung der Wege Dippoldiswalde – Tharandt, frühe Wegesäule mit Stundenangaben, verkehrsgeschichtlich von Bedeutung, aus Sandstein, ca. 1,20 m hoch, Inschriften mit Stundenangaben, Stern, Höhenbolzen, kreuzgewölbeartiger Abschluss. | 08962969 |
|                                         | Zwei Gedenksteine | Große Mühlstraße (Karte)                          | bez. 1837 (Gedenkstein Friedrich)           | für den Bürgermeister Gabriel Friedrich und für den Bürgermeister Franz Heisterbergk, ortsgeschichtlich von Bedeutung. Zweiteiliger Sandsteinsockel, darüber spitz zulaufende Sandsteinstele mit spitzbogiger Metalltafel, diese und eine weitere im unteren Sockelteil erzählen die Geschichte des G.F., der 1632 bei der Verteidigung der Stadt von den Kroaten erschlagen wurde. | 08962967 |
|                                         | Wohnhaus | Große Mühlstraße 28 (Karte)                       | um 1800                                     | Obergeschoss Fachwerk, baugeschichtlich von Bedeutung. Erdgeschoss massiv, Fenster vergrößert, mit Sandsteingewänden, Fachwerk verputzt, im Giebel verbrettert, Fenster, Obergeschoss in originaler Größe, Giebel verbrettert, Biberschwanzdeckung, eines der wenigen erhaltenen Gebäude mit Holzkonstruktion nahe dem Kernbereich. | 08962968 |
|                                         | Wohnhaus in geschlossener Bebauung                                                                                    | Große Wassergasse 2 (Karte)                       | nach 1826, bez. 1826 (Türgewände)           | Bestandteil der historischen Stadtstruktur, baugeschichtlich und städtebaulich von Bedeutung. Dreigeschossig, dreiachsig, massiv, Putzbau, Sandstein-Türgewände mit Korbbogen und Schlussstein, Türblatt nicht original, Sprossenfenster, Wand-Öffnung-Verhältnis erhalten. | 08962985 |
|                                         | Wohnhaus in geschlossener Bebauung                                                                                    | Große Wassergasse 3 (Karte)                       | nach 1826                                   | Bestandteil der historischen Stadtstruktur, baugeschichtlich und städtebaulich von Bedeutung. Zweigeschossig, siebenachsig, massiv, Putzbau, mittiger Eingang, Erdgeschoss Ladeneinbau, Sandstein-Fenstergewände, Biberschwanz-Kronendeckung, vier Fledermausgaupen in Reihe. | 08962995 |
|                                         | Wohnhaus in geschlossener Bebauung                                                                                    | Große Wassergasse 5 (Karte)                       | 1. Hälfte 19. Jh.                           | baugeschichtlich und städtebaulich von Bedeutung. Zweigeschossig, massiver Putzbau, vier Achsen, Segmentbogen-Tür, Sandsteingewände, Wand-Öffnung-Verhältnis intakt, Biberschwanzdeckung. | 08963048 |
|                                         | Wohnhaus in geschlossener Bebauung                                                                                    | Große Wassergasse 8 (Karte)                       | nach 1826                                   | Bestandteil der historischen Stadtstruktur, baugeschichtlich und städtebaulich von Bedeutung. Wohnhaus in geschlossener Bebauung, traufständiger zweigeschossiger, fünfachsiger massiver Putzbau, mit zentralem eingezogenen Eingang mit Sandsteingewände, späterer Ladeneinbau im Erdgeschoss, das Satteldach im 20. Jh. ausgebaut. | 08962986 |
|                                         | Wohnhaus in geschlossener Bebauung                                                                                    | Große Wassergasse 9 (Karte)                       | nach 1826, bez. 1826                        | Bestandteil der historischen Stadtstruktur, baugeschichtlich und städtebaulich von Bedeutung. Zweigeschossig, dreiachsig, massiv, Putzbau, Sandsteingewände, Türsturz mit Inschrift „J.F. Hofmann No 43 1826“, Fenster-T-Sprossung, Dachhaus unter Schleppdach. | 08962993 |
|                                         | Wohnhaus in geschlossener Bebauung                                                                                    | Große Wassergasse 10 (Karte)                      | nach 1826                                   | Bestandteil der historischen Stadtstruktur, baugeschichtlich und städtebaulich von Bedeutung. Zweigeschossig, vierachsig, Sandstein-Tür- und -Fenstergewände, Wand-Öffnung-Verhältnis intakt, Biberschwanzdeckung. | 08962987 |
|                                         | Wohnhaus in geschlossener Bebauung, am Haus Relief mit Schmiedeszene als Hausemblem                                   | Große Wassergasse 13 (Karte)                      | nach 1826                                   | Bestandteil der historischen Stadtstruktur, baugeschichtlich, städtebaulich und ortsgeschichtlich von Bedeutung. Wohnhaus: zweigeschossig, massiv, Putzbau, vierachsig, Segmentbogen-Türgewände, Sandstein-Fenstergewände, über Eingang gefasste Sandsteintafel „F.A. Nobis“ – drei Männer beschlagen ein Pferd. | 08962957 |
|                                         | Wohnhaus in bildprägender Ecklage, giebelständig sowie in der links anschließenden Mauer integriertes Sandsteinportal | Große Wassergasse 14 (Karte)                      | nach 1826                                   | Bestandteil der historischen Stadtstruktur, baugeschichtlich und städtebaulich von Bedeutung. Zweigeschossig, fünfachsig, massiv, Putzbau, überall Sandsteingewände, neue T-Sprossung, Krüppelwalmdach, Biberschwanz-Kronendeckung, in der links anschließenden Mauer altes Sandsteinportal integriert. | 08962988 |
|                                         | Wohnhaus in geschlossener Bebauung                                                                                    | Große Wassergasse 16 (Karte)                      | nach 1826, bez. 1826                        | Bestandteil der historischen Stadtstruktur, baugeschichtlich und städtebaulich von Bedeutung. Zweigeschossig, dreiachsig, massiv, Putzbau, Segmentbogen-Türgewände (Sandstein), Sandstein-Fenstergewände, Krüppelwalmdach, Biberschwanz-Kronendeckung, Inschrift „J.G.K. No 52 1826“. | 08962989 |
|                                         | Wohnhaus in bildprägender Ecklage                                                                                     | Große Wassergasse 17 (Karte)                      | nach 1826                                   | Bestandteil der historischen Stadtstruktur, baugeschichtlich und städtebaulich von Bedeutung. Zweigeschossig, massiv, Putzbau, 3×7 Achsen, Sandstein-Fenstergewände, Walmdach. | 08962992 |
|                                         | Wohnhaus in halboffener Bebauung                                                                                      | Große Wassergasse 18 (Karte)                      | nach 1826, bez. 1826                        | Bestandteil der historischen Stadtstruktur, baugeschichtlich und städtebaulich von Bedeutung. Drei mal vier Achsen, massiv, Putzbau, Segmentbogenportal mit Schlussstein, Sandstein-Fenstergewände, alte Sprossung, zum Teil Winterfenster, Krüppelwalmdach, Biberschwanz-Kronendeckung, über Portal Inschrifttafel: „No. 51 CFN 1826“. | 08962990 |
|                                         | Wohnhaus in halboffener Bebauung                                                                                      | Große Wassergasse 19 (Karte)                      | nach 1826                                   | Bestandteil der historischen Stadtstruktur, baugeschichtlich und städtebaulich von Bedeutung, massiv, Putzbau, traufständig, fünf Achsen, Erdgeschoss Ladeneinbau, Segmentbogen-Haustür mit Sandsteingewände, alle Fenster mit schöner Sprossung und Sandsteingewände, steiles Krüppelwalmdach, Biberschwanzdeckung, zwei Fledermausgaupen, Anbau gleicher Art im Winkel. | 08962991 |
|                                         | Wegestein | Heideweg (Karte)                                  | 1835                                        | Markierungsstein für Wegekreuz, erneuerte Säule mit Stundenangaben, verkehrsgeschichtlich von Bedeutung, aus Sandstein, ca. 1,20 m hoch, Inschriften mit Stundenangaben, kreuzgewölbeartiger Abschluss, daran Sternapplikation. | 08962970 |
|                                         | Kath. Kirche St. Konrad von Parzham                                                                                   | Heideweg (Karte)                                  | 1957–1959                                   | schlichtes Kirchengebäude in Form einer Basilika mit Campanile, baugeschichtlich und ortsgeschichtlich von Bedeutung | 08962962 |
|                                         | Ackerbürgerhaus in geschlossener Bebauung, mit bemerkenswerter Durchfahrt und wertvollem Torblatt                     | Herrengasse 6 (Karte)                             | 1. Hälfte 19. Jh.                           | baugeschichtlich und städtebaulich von Bedeutung. Dreigeschossig, massiver Putzbau, fünf Achsen, Sandstein-Fenstergewände, Fenstersprossung, Ladeneinbau im Erdgeschoss, Segmentbogen-Durchfahrt mit verziertem Kämpfer, Türblatt mit Kassettenfeldern, Zahnschnitt und insgesamt frühklassizistischem Dekor. | 08963055 |
|                                         | Hinterhaus mit Arkaden                                                                                                | Herrengasse 9 (Karte)                             | nach 1826 und später                        | Hinterhaus mit Arkaden, rechtwinklig angrenzend an Wohnhaus – städtebaulich und wirtschaftsgeschichtlich von Bedeutung, sechsbogige Arkatur, eingeschossig, mit dominantem Mansarddach, Biberschwanz-Kronendeckung. | 08962998 |
|                                         | Wohnhaus in Ecklage und massives, wohl älteres Hintergebäude                                                          | Herrengasse 11 (Karte)                            | um 1850, Kern womöglich älter               | baugeschichtlich und städtebaulich von Bedeutung. Wohnhaus: dreigeschossig, massiv, Putzbau, Erdgeschoss durch Gurtgesims optisch abgetrennt, Wand-Öffnung-Verhältnis weitgehend intakt, Sandstein-Fenstergewände, T-Sprossung, Dach abgewalmt, Hinterhaus massiv, steiles Satteldach. | 08963044 |
|                                         | Wohnhaus in Ecklage, ohne Anbau in der Kleinen Wassergasse                                                            | Herrengasse 13 (Karte)                            | nach 1826 und später                        | Bestandteil der historischen Stadtstruktur, baugeschichtlich und städtebaulich und ortsgeschichtlich von Bedeutung. Zweigeschossig, 4×5 Achsen, massiv, Putzbau, Erdgeschoss mit Ladeneinbau, segmentbogige Haustür in der Mittelachse, Biberschwanzdeckung, Dachhäuschen nicht im ursprünglichen Sinne. | 08963000 |
|                                         | Wohnhaus in geschlossener Bebauung                                                                                    | Herrengasse 15 (Karte)                            | nach 1826                                   | Bestandteil der historischen Stadtstruktur, baugeschichtlich und städtebaulich von Bedeutung. Zweigeschossig, fünf Achsen, massiv, Putzbau, Erdgeschoss Ladeneinbau, Biberschwanz-Kronendeckung, Fenster Obergeschoss mit T-Sprossung. | 08963001 |
|                                         | Wohnhaus in geschlossener Bebauung und Hinterhaus                                                                     | Herrengasse 17 (Karte)                            | nach 1826                                   | Bestandteil der historischen Stadtstruktur, baugeschichtlich und städtebaulich von Bedeutung. Zweigeschossig, vier Achsen, massiv, Putzbau, Erdgeschoss Ladeneinbau, Biberschwanz-Kronendeckung, Fenster, Obergeschoss mit T-Sprossung, Dachausbau unter Schleppdach, Biberschwanz-Kronendeckung, Hinterhaus massiv, mit ursprünglichem Wand-Öffnung-Verhältnis. | 08963002 |
|                                         | Wohnhaus in halboffener Bebauung                                                                                      | Herrengasse 19 (Karte)                            | 2. Hälfte 19. Jh.                           | mit Ladenzone, Bestandteil der historischen Stadtstruktur, städtebaulich und straßenbildprägend von Bedeutung. Dreigeschossig, 6x4 Achsen, massiv, Putzbau, Geschosse durch Gurtgesimse gegliedert, Vitrinen mit Sandsteingewände, kannelierte Pilaster, Fenster der Obergeschoss mit T-Sprossung, Biberschwanzdeckung, fünf Fledermausgaupen, alte Schrift (2×): „R. Nitzsche“. | 08963003 |
|                                         | Wohnhaus in halboffener Bebauung                                                                                      | Herrengasse 20 (Karte)                            | 2. Hälfte 19. Jh.                           | weitgehend im ursprünglichen Aussehen erhalten – baugeschichtlich und städtebaulich von Bedeutung, massiver dreigeschossiger Putzbau, Wand-Öffnung-Verhältnis weitgehend intakt, Fenster mit T-Sprossung, Sandstein-Fenstergewände, Traufgesims. | 08963043 |
|                                         | Wohnhaus (ursprünglich Militärwachthaus mit Gefängnis)                                                                | Herrengasse 22 (Karte)                            | 1827–1830                                   | singulär durch charakteristische Arkatur, straßenbildprägend und ortsgeschichtlich von Bedeutung. Zweigeschossig, massiv, Putzbau, fünfbogige Arkatur (kannelierte Pfeiler, flache Bögen), Obergeschoss: Wand-Öffnung-Verhältnis intakt, Krüppelwalmdach, Biberschwanz-Kronendeckung, dominante Schleppgaupe nicht im Denkmalsinne verbrettert, Erdgeschoss: Ladeneinbauten. | 08962956 |
|                                         | König-Johann-Turm | Hohe Straße (Karte)                               | bez. 1886 (Tafel über Eingang)              | Aussichtsturm – baugeschichtlich und ortsgeschichtlich von Bedeutung, oktogonaler Grundriss, 20 m hoch, viergeschossig, Zyklopenmauerwerk, zum Gedenken an den sächsischen König Johann (1801–1873). | 08963026 |
|                                         | Reste der Stadtmauer                                                                                                  | Karl-Marx-Platz (Karte)                           | vor 1814                                    | ortsgeschichtlich von Bedeutung, 25 und 15 m langes Reststück der Stadtmauer (Feldstein). | 08962951 |
|                                         | Stattliches Wohnhaus mit Eckarkatur                                                                                   | Karl-Marx-Platz 1 (Karte)                         | 1. Hälfte 19. Jh.                           | baugeschichtlich und platzbildprägend von Bedeutung. Zweigeschossig, massiver Putzbau, 5 zu 5 Achsen, Sandstein-Fenstergewände, Eckarkatur mit bauchiger gestauchter Säule und Abakus, Krüppelwalmdach. | 08963069 |
|                                         | Wohnhaus mit weiterem Baukörper im rechten Winkel und Torbogen                                                        | Kirchgässchen 2 (Karte)                           | um 1850, Kern und hinterer Anbau älter      | baugeschichtlich und straßenbildprägend von Bedeutung. Zweigeschossig, mit großem Dachausbau, Sandstein-Fenstergewände, Obergeschoss mit sechsfeldriger Sprossung, Biberschwanz-Kronendeckung, Baukörper im rechten Winkel womöglich ehemals Fachwerkbau, Schleppdach, Torbogen Sandstein, mit Schlussstein. | 08962935 |
|                                         | Lutherdenkmal | Kirchplatz (Karte)                                | eingeweiht 1902                             | Figur des Reformators Martin Luther auf einem Sockel südlich des Kirchenchores, künstlerisch und geschichtlich von Bedeutung. Sandstein, Sockel ca. 2,50 m hoch, Lutherfigur überlebensgroß, mit Bibel in der Hand, Aufschrift Sockel: „Ein feste Burg ist unser Gott“, Bildhauer: Ernst Wilhelm Paul (1856–1931), Architekt: Oppermann. | 08962948 |
|                                         | Spritzenhaus | Kirchplatz (Karte)                                | 1. Hälfte 19. Jh.                           | ortshistorische und technikgeschichtliche Relevanz, kleiner massiver Putzbau, neues Tor, Biberschwanz-Kronendeckung. | 08963035 |
|                                         | Brunnen im Innern des ehemaligen Oberen Brauhauses                                                                    | Kirchplatz 3 (Karte)                              | 19. Jh., wom. älter                         | technikgeschichtlich und sozialgeschichtlich von Bedeutung. Gewölbekappe ist 40×40 cm durchbrochen, lichte Weite ca. 200, Tiefe ca. 475 cm. | 08963071 |
|                                         | Ehem. Amtshof, jetzt Wohnhaus                                                                                         | Kirchplatz 4 (Karte)                              | 2. Hälfte 19. Jh.                           | städtebaulich und platzbildprägend von Bedeutung, massiv, Putzbau, 7×4 Achsen, flacher Mittelrisalit, Fenster-T-Sprossung, Krüppelwalmdach. | 08962997 |
|                                         | Pfarrhaus in offener Bebauung mit Pfarrgarten                                                                         | Kirchplatz 6 (Karte)                              | um 1850, mit späteren Veränderungen         | straßenbildprägend und ortsgeschichtlich von Bedeutung. Zweigeschossig (Obergeschoss niedriger), massiv, Putzbau, Geschosse durch Gurtgesims optisch getrennt, Eingang mit Sandsteingewände und gerader Verdachung mit Aufschrift: „Nicht Gut, nicht Ehr, Gott nur allein, muß alles uns in allem sein!“, Fenstersprossung, Walmdach mit Überstand, Biberschwanz-Kronendeckung. | 08962946 |
|                                         | Bildstock | Kirchplatz 6 (vor) (Karte)                        | wahrscheinlich 15. Jh.                      | regionalgeschichtlich von Bedeutung, steinern, würfelförmiges Kapitell mit Reliefs Neues Testament u. a. | 08960506 |
|                                         | Wohnhaus in geschlossener Bebauung                                                                                    | Kirchplatz 7 (Karte)                              | 1. Hälfte 19. Jh., Kern womöglich älter     | baugeschichtlich und städtebaulich von Bedeutung. Zweigeschossig, massiver Putzbau, vier Achsen, gekurvter Grundriss, Erdgeschoss mit Ladeneinbau, Sandstein-Fenstergewände, zwei Eingänge, Biberschwanz-Kronendeckung. | 08963067 |
| Weitere Bilder                          | Sachgesamtheit Schloss Dippoldiswalde                                                                                 | Kirchplatz 8 (Karte)                              | ab 16. Jh. (Vorgängerbau)                   | Sachgesamtheit Schloss Dippoldiswalde mit den Einzeldenkmalen: Dreiflügelanlage (Renaissanceformen) mit Gartenterrasse, Wehrgang, Rampenweg, Mauern und Böschung (ID-Nr. 08962949) und Schlossgarten (Gartendenkmal) – historisch und künstlerisch bedeutende Anlage. | 09301353 |
|                                         | Schloss Dippoldiswalde (Einzeldenkmal zu ID-Nr. 09301353)                                                             | Kirchplatz 8 (Karte)                              | ab 16. Jh. (Vorgängerbau)                   | Einzeldenkmale der Sachgesamtheit Schloss Dippoldiswalde: Dreiflügelanlage (Renaissanceformen) mit Gartenterrasse, Wehrgang, Rampenweg, Mauern und Böschung – baugeschichtlich, künstlerisch und geschichtlich von Bedeutung. | 08962949 |
|                                         | Wohnhaus in geschlossener Bebauung                                                                                    | Kirchplatz 9 (Karte)                              | um 1850                                     | baugeschichtlich und städtebaulich von Bedeutung. Dreigeschossig, massiver Putzbau, vier Achsen, Wand-Öffnung-Verhältnis weitgehend intakt, Erdgeschoss mit Ladeneinbau, Sandstein-Fenstergewände, profiliertes Traufgesims. | 08963068 |
| Weitere Bilder                          | St. Marien- und Lorenzkirche Dippoldiswalde                                                                           | Kirchplatz 10 (Karte)                             | ab 13. Jh.                                  | Kirche und Kriegerdenkmal (Tafel am Chor) – baugeschichtlich, kunstgeschichtlich und ortsgeschichtlich von Bedeutung. Evangelische Marien- und Laurentiuskirche. Von der Kirche aus dem 1. V. 13. Jh. sind nur die unteren Geschosse des Westturms erhalten, weiteres ist nicht bekannt. Spätgotische Hallenkirche mit eingezogenem, polygonal schließendem Langchor 1496–1506. Nach Brand (1632) Wiederherstellung des Innern 1636–1638 durch Samuel Heber, Bauinschrift an der nördlichen Chorwand. Weitere Innenerneuerungen 1770–1774, 1841 (mit kompletter neuer Raumfassung) und 1901. Heute raumbestimmend die Restaurierungen von 1964/65 und 1975–1980 in der Fassung von 1636–1638. | 08962947 |
|                                         | Ehemalige Superintendentur, mit Garten                                                                                | Kirchplatz 12 (Karte)                             | 1776                                        | massives Gebäude im Kirch- und Schlosskontext (evtl. ehem. Kirchhof) – baugeschichtlich, ortsgeschichtlich und straßenbildprägend von Bedeutung. Zweigeschossig, massiv, Putzbau, Sandsteingewände, korbbogiger Eingang mit Schlussstein, spätere Dachgiebelung, Krüppelwalmdach, Biberschwanz-Kronendeckung. | 08962950 |
|                                         | Wohnhaus in halboffener Bebauung                                                                                      | Kleine Wassergasse 1 (Karte)                      | 1. Hälfte 19. Jh.                           | Bestandteil der historischen Stadtstruktur, baugeschichtlich und städtebaulich von Bedeutung. Zweigeschossig, massiver Putzbau, sechs Achsen, Korbbogen-Eingang, altes Türblatt, Sandstein-Fenstergewände, Biberschwanz-Kronendeckung. | 08963045 |
|                                         | Wohnhaus in halboffener Bebauung                                                                                      | Kleine Wassergasse 3 (Karte)                      | 1. Hälfte 19. Jh.                           | stadtbildprägende Bauweise, Bestandteil der historischen Stadtstruktur, baugeschichtlich und städtebaulich von Bedeutung. Zweigeschossig, massiver Putzbau, drei Achsen, Korbbogen-Eingang, altes Türblatt, Sandstein-Fenstergewände, Biberschwanz-Kronendeckung. | 08963046 |
|                                         | Wohnhaus in halboffener Bebauung                                                                                      | Kleine Wassergasse 4 (Karte)                      | 1. Hälfte 19. Jh., Kern womöglich älter     | auffällig großes ehemaliges Tor (Ackerbürgerhaus?), Bestandteil der historischen Stadtstruktur, baugeschichtlich und städtebaulich von Bedeutung. Zweigeschossig, massiver Putzbau, Sandstein-Fenstergewände, Traufgesims, Segmentbogen-Eingang mit altem Türblatt, Durchfahrt annähernd rundbogig, mit Kämpfer, Biberschwanz-Kronendeckung, Satteldach mit Aufschieblingen. | 08963047 |
|                                         | Wohnhaus in geschlossener Bebauung                                                                                    | Markt 1 (Karte)                                   | um 1850, Kern womöglich älter               | Bestandteil des Marktbildes, baugeschichtlich und städtebaulich von Bedeutung. Dreigeschossig, massiv, Putzbau, vierachsig, Erdgeschoss durch Ladeneinbau verändert, ansonsten Wand-Öffnung-Verhältnis intakt, Fenster mit neuer Sprossung und neuem Sandsteingewände. | 08962934 |
|                                         | Rathaus Dippoldiswalde                                                                                                | Markt 2 (Karte)                                   | ab spätem 15. Jh.                           | Rathaus, davor Brunnen, daneben hierher versetztes Portal (Schulzsches Tor) – Renaissance-Rathaus mit wertvoller Baukunst und -plastik (zum Beispiel zwei Sitznischenportale, Eckfiguren Maria und Laurentius sowie spätgotische Kapelle im Innern), künstlerische, städtebauliche, architektonische und ortshistorische Bedeutung. | 08962936 |
|                                         | Wohnhaus in geschlossener Bebauung                                                                                    | Markt 3; 5 (Karte)                                | um 1850, Kern womöglich älter               | Bestandteil des Marktbildes, baugeschichtlich und städtebaulich von Bedeutung. Dreigeschossig, massiv, Putzbau, sechs Achsen, Wand-Öffnung-Verhältnis intakt, Fenster mit schöner Kreuzsprossung und Sandsteingewände, Erdgeschoss mit Ladeneinbau, zwei Gurtgesimse erhalten, drei Dachhäuschen. | 08962933 |
|                                         | Wohnhaus in geschlossener Bebauung                                                                                    | Markt 6 (Karte)                                   | 2. Hälfte 19. Jh.                           | Bestandteil des Marktbildes, baugeschichtlich und städtebaulich von Bedeutung. Dreigeschossig, massiv, Fenster gesprosst, Segment- und Blendbogengestaltung der Fenster, Gurtbögen, eingezogener Eingang, ein altes Türblatt, Biberschwanz-Kronendeckung. | 08962913 |
|                                         | Wohnhaus in geschlossener Bebauung                                                                                    | Markt 7 (Karte)                                   | 2. Hälfte 19. Jh., Kern womöglich älter     | mit bemerkenswertem Renaissance-Sitznischenportal, Bestandteil des Marktes, baugeschichtlich, künstlerisch und städtebaulich von Bedeutung. Wohnhaus: dreigeschossig, vier Achsen, massiv, Putzbau, ein Gurtgesims, Sandstein-Fenstergewände, Fenstersprossung, auch im Erdgeschoss erhaltene Fensterachsen, Sitznischenportal des Maltitzschen Bergamtes: Sandstein, Rundbogen, mit reichhaltigem, zum Teil gegenständlichen Relief, Triumphbogenmotiv, bekrönt von Voluten und Muschel, drei figürliche Darstellungen, altes Türblatt. | 08962932 |
|                                         | Wohnhaus in geschlossener Bebauung                                                                                    | Markt 8 (Karte)                                   | nach 1826                                   | Bestandteil des Marktbildes, baugeschichtlich und städtebaulich von Bedeutung. Erdgeschoss drei Ladenfenster, Eingang Segmentbogen, Fenstergewände, vierachsig, Fenstersprossung neu, Biberschwanzdeckung, Schleppgaupe, weitgehend im ursprünglichen Sinne renoviert. | 08962914 |
|                                         | Wohnhaus in geschlossener Bebauung                                                                                    | Markt 9 (Karte)                                   | 2. Hälfte 19. Jh., Kern womöglich älter     | Bestandteil des Marktbildes, baugeschichtlich und städtebaulich von Bedeutung. Dreigeschossig, massiv, Putzbau, vier Achsen, Erdgeschoss mit Ladeneinbau, Sandstein-Fenstergewände, Fenstersprossung. | 08962931 |
|                                         | Wohnhaus in geschlossener Bebauung                                                                                    | Markt 10 (Karte)                                  | nach 1826, OG jünger                        | Bestandteil des Marktbildes, baugeschichtlich und städtebaulich von Bedeutung. Dreigeschossig, massiv, Erdgeschoss mit Segmentbogenöffnung, altes Türblatt, Wand-Öffnung-Verhältnis intakt, vierachsig, Biberschwanzdeckung, zwei Schleppgaupen. | 08962915 |
|                                         | Wohnhaus in geschlossener Bebauung, durch Baukörper und steiles Dach hervorgehoben                                    | Markt 11 (Karte)                                  | nach 1841, Kern wahrscheinlich älter        | wahrscheinlich Relikt der Marktbebauung vor dem Brand, baugeschichtlich und städtebaulich von Bedeutung. Dreigeschossig, massiv, Putzbau, vier Achsen, Wand-Öffnung-Verhältnis insgesamt intakt, gesprosste Fenster mit Sandsteingewände, Erdgeschoss mit Ladeneinbau, Satteldach Biberschwanz-Kronendeckung. | 08962930 |
|                                         | Wohnhaus in geschlossener Bebauung                                                                                    | Markt 12 (Karte)                                  | nach 1826, OG jünger                        | Bestandteil des Marktbildes, baugeschichtlich und städtebaulich von Bedeutung. Dreigeschossig, massiv, Putzbau, zwei segmentbogige Eingänge, Schaufenster im Erdgeschoss, Wand-Öffnung-Verhältnis intakt, dreiachsig, Biberschwanz-Kronendeckung, drei Fledermausgaupen. | 08962916 |
|                                         | Wohnhaus in geschlossener Bebauung                                                                                    | Markt 13 (Karte)                                  | nach 1841                                   | Bestandteil des Marktbildes, baugeschichtlich und städtebaulich von Bedeutung. Dreigeschossig, dreiachsig, massiv, Putzbau, Sandstein-Fenstergewände, sechsfeldrige Sprossung, Erdgeschoss mit Ladeneinbau, Satteldach mit Biberschwanzdeckung und zwei Dachhäuschen. | 08962929 |
|                                         | Wohnhaus in geschlossener Bebauung                                                                                    | Markt 14 (Karte)                                  | nach 1826, OG jünger                        | Bestandteil des Marktbildes, baugeschichtlich von Bedeutung. Dreigeschossig, massiv, Putzbau, eingezogener Eingang mit Segmentbogen, Erdgeschoss Ladeneinbau, Wand-Öffnung-Verhältnis ansonsten intakt, dreiachsig, Sandstein-Fenstergewände, Fenstersprossung sechsfeldrig, Biberschwanz-Kronendeckung, drei Fledermausgaupen, im ursprünglichen Aussehen wieder hergestellt. | 08962917 |
|                                         | Wohnhaus in geschlossener Bebauung, mit Resten historistischer Gliederung                                             | Markt 15 (Karte)                                  | 2. Hälfte 19. Jh., Kern älter               | Bestandteil des Marktbildes, baugeschichtlich und städtebaulich von Bedeutung. Dreigeschossig, massiv, Putzbau, dreiachsig, Reste von Fensterbekrönungen, zwei Gurtgesimse, Erdgeschoss mit Ladeneinbau, Sandstein-Fenstergewände. | 08962928 |
|                                         | Wohnhaus in geschlossener Bebauung                                                                                    | Markt 16 (Karte)                                  | nach 1826, OG jünger                        | Bestandteil des Marktbildes, baugeschichtlich und städtebaulich von Bedeutung. Dreigeschossig, massiv, Putzbau, Erdgeschoss Ladeneinbau, Segmentbogen der Öffnungen, die beiden Obergeschoss mit intaktem Wand-Öffnung-Verhältnis, dreiachsig, Fenster mit Pseudosprossung, Biberschwanz-Kronendeckung. | 08962918 |
|                                         | Wohnhaus in geschlossener Bebauung, mit Resten historistischer Gliederung                                             | Markt 17 (Karte)                                  | 2. Hälfte 19. Jh., Kern älter               | Bestandteil des Marktbildes, baugeschichtlich und städtebaulich von Bedeutung. Dreigeschossig, massiv, Putzbau, mit Resten historistischen Ornaments (Fensterbekrönungen, Gurtgesims), Erdgeschoss mit Ladeneinbau, altes Türblatt, innen Kappengewölbe (Pendentifs), Wand-Öffnung-Verhältnis ansonsten intakt, Sandstein-Fenstergewände, sechsfeldrige Sprossung, Satteldach mit Biberschwanz-Kronendeckung, zwei Dachhäuschen, nicht original. | 08962927 |
|                                         | Wohnhaus in geschlossener Bebauung                                                                                    | Markt 18 (Karte)                                  | nach 1826, OG jünger                        | Bestandteil des Marktbildes, baugeschichtlich und städtebaulich von Bedeutung. Dreigeschossig, massiv, Putzbau, Erdgeschoss mit Segmentbogenöffnung, die Obergeschoss mit intaktem Wand-Öffnung-Verhältnis, dreiachsig, Fenster mit T-Sprossung, Gewände wahrscheinlich Sandstein, Biberschwanz-Kronendeckung. | 08962919 |
|                                         | Wohnhaus in geschlossener Bebauung                                                                                    | Markt 19 (Karte)                                  | nach 1841, Kern wahrscheinlich älter        | Bestandteil des Marktbildes, baugeschichtlich und städtebaulich von Bedeutung. Dreigeschossig, massiv, Putzbau, Erdgeschoss mit Segmentbogen-Öffnung, Sandstein-Fenstergewände, Wand-Öffnung-Verhältnis intakt, dreiachsig, Satteldach mit Biberschwanzdeckung, zur Fassade zum Schleppdach ausgeweitet. | 08962926 |
|                                         | Wohnhaus in halboffener Bebauung                                                                                      | Markt 20 (Karte)                                  | 2. Hälfte 19. Jh.                           | Bestandteil des Marktbildes, baugeschichtlich und städtebaulich von Bedeutung. Dreigeschossig, massiv, Putzbau, Erdgeschoss durch große Ladenfenster verändert, um einen Stein vorgeschobener Mittelrisalit, dreiachsig, die Obergeschoss mit intaktem Wand-Öffnung-Verhältnis, siebenachsig, Fenster mit T-Sprossung, im zweiten Obergeschoss Reste von Gesimsornament, Krüppelwalmdach mit Schleppgaupe, Giebelseite verändert, durch flachen Mittelrisalit optisch etwas hervorgehoben. | 08962920 |
|                                         | Wohnhaus in geschlossener Bebauung                                                                                    | Markt 21 (Karte)                                  | nach 1841                                   | Bestandteil des Marktbildes, baugeschichtlich und städtebaulich von Bedeutung. Dreigeschossig, massiv, Putzbau, Erdgeschoss durch Ladeneinbau verändert, ansonsten Wand-Öffnung-Verhältnis intakt, dreiachsig, Fenstergewände Sandstein, Satteldach mit Biberschwanzdeckung, zur Fassade zur Schleppgaupe ausgeweitet. Hier befand sich ursprünglich das Ziertor, das heute an der Rathaus-Ostseite angebracht ist. | 08962925 |
|                                         | Haus Krone | Markt 22 (Karte)                                  | zum Teil nach 1869, Kern älter              | Wohnhaus in halboffener Bebauung, mit markantem Eingang (zwei eingestellte dorisierende Säulen) – Bestandteil des Marktbildes, baugeschichtlich und städtebaulich und ortsgeschichtlich von Bedeutung. Dreigeschossig, massiv, Putzbau, Geschosse durch Gurtgesimse optisch abgegrenzt, fünfachsig, zum Teil profilierte Sandstein-Fenstergewände, zum Teil alte Sprossung, Erdgeschoss mit geraden Fensterverdachungen, Eingang eingezogen, fünfstufige Treppe, altes Türblatt, die Säulen tragen Rundbogenfeld mit Hauszeichen (Krone), Walmdach mit fünf Fledermausgaupen und Biberschwanz-Kronendeckung. | 08962921 |
|                                         | Wohnhaus in geschlossener Bebauung                                                                                    | Markt 23 (Karte)                                  | nach 1841                                   | baugeschichtlich und städtebaulich von Bedeutung. Dreigeschossig, massiv, Putzbau, Erdgeschoss mit Ladeneinbau, Wand-Öffnung-Verhältnis intakt, fünfachsig, sechsfeldrige Fenstersprossung, Satteldach mit Biberschwanz-Kronendeckung, weitgehend im ursprünglichen Aussehen erhalten, trägt zur heterogenen Dachlandschaft der Markt-Westseite bei. | 08962924 |
|                                         | Wohnhaus in geschlossener Bebauung                                                                                    | Markt 25 (Karte)                                  | wahrscheinlich 18. Jh.                      | baugeschichtlich und städtebaulich von Bedeutung. Zweigeschossig, massiver Putzbau, fünf unregelmäßige Achsen, steiles Satteldach, Biberschwanzdeckung, Obergeschoss Fenstersprossung, Erdgeschoss Ladeneinbau, prägt das Marktbild mit, trotz unverhältnismäßigem Dachausbau denkmalwürdig, da weitgehend in der Konstruktion von vor den Stadtbränden erhalten. | 08963049 |
|                                         | Wohn- und Geschäftshaus über U-förmigem Grundriss                                                                     | Markt 27 (Karte)                                  | um 1850                                     | stattlicher Bau im Rundbogenstil (mit gotisierenden Elementen), prägt entscheidend das Marktbild mit, baugeschichtlich, künstlerisch und platzbildprägend von Bedeutung. Dreigeschossig, massiv, Putzbau, Fassade zehnachsig, in Rundbogen Zwillingsfenster gegliedert, mit betonten Mittelachsen über Eingang (Friese mit Blendmaßwerk u. a.), ansonsten Lisenengliederung, dominanter Traufgesims-Bogenfries, zentraler Dacherker, Fenster mit kleinteiliger Sprossung, flaches Satteldach mit seitlichen Giebelaufbauten, insgesamt U-Grundriss, Gotik suggeriert venezianischen Einfluss. | 08962923 |
|                                         | Wohnhaus (mit Anbauten) in offener Bebauung                                                                           | Markt 28 (Karte)                                  | bez. 1851 (Eckrustika SO-Seite)             | stattliches spätklassizistisches Wohnhaus von guter architektonischer Linie, prägt entscheidend das Bils des Marktplatzes, baugeschichtlich und platzbildprägend von Bedeutung. Dreigeschossig, massiv, Putzbau, Fassade sieben Achsen, Ostseite sechs, Westseite (inklusive Anbauten), zwölf Achsen, Fassade mit dreiachsigem Mittelrisalit, hier Eingang mit profiliertem Segmentbogengewände, originales Türblatt, fünf Voluten, die mittlere verziert, tragen das (Gurtgesims-)Gebälk mit Blendbalustrade, das gleiche Prinzip setzt sich eine Etage höher vereinfacht fort, Fenster Mittelrisalit in kleinteiliger Sprossung, Eckrustizierung über dem Erdgeschoss-Gurtgesims bezeichnet „H.H. Reichel 1851“, Traufgesims mit Gliederung, Walmdach mit Biberschwanzdeckung, zentrales Dachhaus, Anbau im gleichen Stil etwas vereinfacht, weiterer Baukörper im rechten Winkel (Giebelseite O) wahrscheinlich älter als o. g. Bau. | 08962922 |
|                                         | Wohnhaus in halboffener Bebauung, alter Baukörper und Dachstuhl erhalten                                              | Marktgässchen 4 (Karte)                           | Kern wohl 18. Jh.                           | baugeschichtlich von Bedeutung, massiver zweigeschossiger Putzbau, innen Gewölbe, Wand-Öffnung-Verhältnis intakt, Biberschwanz-Kronendeckung. | 08962943 |
|                                         | Daniel-Butze-Haus | Niedertorplatz 1 (Karte)                          | bez. 1773 oder 1723 im Türgewände           | Wohnhaus mit verziertem Türgewände – Relikt alter Bausubstanz von vor den Bränden, Bestandteil des Restes der Vorstadtstruktur, baugeschichtlich und straßenbildprägend von Bedeutung. Zweigeschossig, massiv, gedrungener Baukörper, Wand-Öffnung-Verhältnis intakt, Türgewände Sandstein, mit Schlussstein „Daniel Butze 1723E“, Festons, Sandstein-Fenstergewände, Biberschwanz-Kronendeckung. | 08962938 |
|                                         | Wohnhaus | Niedertorplatz 4 (Karte)                          | 18. Jh.                                     | Relikt alter Vorstadt-Bausubstanz, baugeschichtlich und straßenbildprägend von Bedeutung. Optisch hervorgehoben durch Mansarddach, zweigeschossig, mit Dachausbau, Erdgeschoss Ladeneinbau, Fenster Obergeschoss in originaler Größe, Sandstein-Fenstergewände, Biberschwanzdeckung. | 08962958 |
|                                         | Wohnhaus in offener Bebauung                                                                                          | Niedertorstraße 1 (Karte)                         | um 1850                                     | baugeschichtlich von Bedeutung, zweigeschossig, massiver Putzbau, Segmentbogen-Eingang, Sandstein-Fenstergewände, Krüppelwalmdach. | 08963054 |
|                                         | Drei Stadtscheunen | Niedertorstraße 7; 7a (Karte)                     | 2. Hälfte 19. Jh.                           | ortsgeschichtlich und wirtschaftsgeschichtlich von Bedeutung, massiv, Drempelgeschoss mit großen segmentbogenförmigen Toren, noch im ursprünglichen Aussehen erhalten. | 08962971 |
|                                         | OdF-Gedenkstein | Obertorplatz (Karte)                              | nach 1945 (Gedenkstein)                     | Gedenkstein für den Widerstandskämpfer Johannes Rockstroh, ortsgeschichtlich von Bedeutung. | 08963033 |
| Weitere Bilder                          | Postmeilensäule | Obertorplatz (Karte)                              | bez. 1723, Kopie                            | Kopie einer Distanzsäule, verkehrsgeschichtlich von Bedeutung. Kopie der Kursächsischen Distanzsäule aus Sandstein der Dippoldiswalder Heide bezeichnet 1723, bestehend aus Wappenstück, Inschriftenblock und Sockel. Die Inschriften sind nur auf zwei Seiten (Westen und Osten) eingetragen, die fehlenden wurden wahrscheinlich nie ergänzt. Die Säule wurde von Bildhauermeister Trabitz gefertigt und von Maurermeister Janzsch aufgestellt. 1873 wurde die Originalsäule abgebrochen. Reststücke sind nicht mehr vorhanden. Sandsteinobelisk mit Distanzinschriften, bezeichnet 1723, Wappenstück und Sockel, Kopie. | 09304963 |
|                                         | Wohnhaus in Ecklage mit Anbau zur Brauhofstraße                                                                       | Obertorplatz 1 (Karte)                            | 1871                                        | baugeschichtlich und städtebaulich von Bedeutung. Zweigeschossig, 5×9 Achsen, massiv, Putzbau, Gurtgesims, Reste der Fensterbekrönung im Obergeschoss, Walmdach mit Schieferdeckung, Dachhäuschen. | 08963004 |
|                                         | Wohnhaus in geschlossener Bebauung                                                                                    | Obertorplatz 3 (Karte)                            | 1871                                        | baugeschichtlich und städtebaulich von Bedeutung. Zweigeschossig, fünfachsig, massiv, Putzbau, Gurtgesims, Reste der Fensterbekrönung, drei Dachhäuschen, Bestandteil einer Häuserzeile der Vorstadtbebauung. | 08963005 |
|                                         | Massives Wohnhaus in geschlossener Bebauung                                                                           | Obertorplatz 4 (Karte)                            | 2. Hälfte 19. Jh.                           | städtebaulich und platzbildprägend von Bedeutung. Zweigeschossig, Erdgeschoss Segmentbogenfenster, Segmentbogentür mit Schlussstein, altes Türblatt, Gurtgesims trennt Obergeschoss ab, Reste von Fensterbekrönung, im Kontext mit Nr. 6 zu sehen. | 08963039 |
|                                         | Wohnhaus in geschlossener Bebauung                                                                                    | Obertorplatz 5 (Karte)                            | 1871                                        | baugeschichtlich und städtebaulich von Bedeutung. Zweigeschossig, vierachsig, massiv, Putzbau, Gurtgesims, Reste der Fensterbekrönung, zwei Dachhäuschen, Erdgeschoss mit Ladeneinbau, Schieferdeckung, alte Schrift „Bandagen-Haus. Joh. Ottiger“, Bestandteil einer Häuserzeile der Vorstadtbebauung. | 08963006 |
|                                         | Wohnhaus in halboffener Bebauung                                                                                      | Obertorplatz 6 (Karte)                            | 2. Hälfte 19. Jh.                           | städtebaulich und platzbildprägend von Bedeutung, zweigeschossig, massiv, Putzbau. | 08963040 |
|                                         | Wohnhaus in geschlossener Bebauung                                                                                    | Obertorplatz 7 (Karte)                            | 1871                                        | baugeschichtlich und städtebaulich von Bedeutung. Zweigeschossig, fünfachsig, massiv, Putzbau, Gurtgesims, Reste der Fensterbekrönung, drei Dachhäuschen, ohne Ladeneinbau, Bestandteil einer Häuserzeile der Vorstadtbebauung. | 08963007 |
|                                         | Wohnhaus in geschlossener Bebauung                                                                                    | Obertorplatz 9 (Karte)                            | 1871                                        | baugeschichtlich und städtebaulich von Bedeutung. Zweigeschossig, siebenachsig, massiv, Putzbau, Gurtgesims, Reste der Fensterbekrönung, drei Dachhäuschen, Erdgeschoss Ladeneinbauten, Rundbogenöffnungen, Fenster Obergeschoss mittels zweier Zweiergruppen rhythmisiert, Bestandteil einer Häuserzeile der Vorstadtbebauung. | 08963008 |
|                                         | Wohnhaus in halboffener Bebauung                                                                                      | Obertorplatz 10 (Karte)                           | 2. Hälfte 19. Jh.                           | städtebaulich und platzbildprägend von Bedeutung. Zweigeschossig, massiv, Erdgeschoss durch Gurtgesims von Obergeschoss optisch getrennt, Fenster mit Resten von Bekrönung, neue T-Sprossung, flaches Walmdach. | 08963041 |
|                                         | Wohnhaus in geschlossener Bebauung                                                                                    | Obertorplatz 12; 14 (Karte)                       | nach 1900                                   | baugeschichtlich und städtebaulich von Bedeutung. Alle Fenster Sandsteingewände, segmentbogiges zentrales Tor mit Schlussstein, reich verziertes Portalblatt (hölzern), flacher Mittelrisalit, mit Dreieck übergiebelt, einige Jugendstilelemente am Haus, jedoch auch historistisches Ornament (drei Fensterpilaster), zwei Blitzableiter, einer mit seltenem Jugendstil-Blattornament. | 08963042 |
|                                         | Wohnhaus in halboffener Bebauung                                                                                      | Obertorplatz 13 (Karte)                           | 1871                                        | baugeschichtlich und städtebaulich von Bedeutung. Zweigeschossig, sechsachsig, massiv, Putzbau, Erdgeschoss Ladeneinbau, Sandstein-Haustürgewände, Schleppgaupe, Schieferdeckung, Drempel, Dachhäuschen, Bestandteil einer Häuserzeile der Vorstadtbebauung. | 08963010 |
|                                         | Postmeilensäule (Viertelmeilenstein)                                                                                  | Pfortenberg (Karte)                               | bez. 1723                                   | Viertelmeilenstein (Original), verkehrsgeschichtlich von Bedeutung. Der Viertelmeilenstein aus Sandstein weist die seltene Primitivform auf. Der ca. 1 m hohe, oben spitz zulaufende Stein trägt die Inschriften „AR“ (Augustus Rex), „1723“ und das Posthornzeichen sowie auf dem zweiten Spiegel die Reihen-Nr. 9. Der ursprüngliche Standort war aus Richtung Dresden kommend, am jetzigen Abzweig nach Glashütte. Im Zuge des Straßenausbaus der Straße Dresden – Dippoldiswalde ist er wahrscheinlich um 1835 gegenüber der Posthalterei umgesetzt worden. Der Stein ist einer der wenigen originalen Postmeilensäulen in Sachsen. | 08962953 |
|                                         | Wohnhaus | Pfortenberg 1 (Karte)                             | wohl 18. Jh.                                | baugeschichtlich und platzbildprägend von Bedeutung. Zweigeschossig, massiver Putzbau, Sandstein-Fenstergewände, steiles Krüppelwalmdach, evtl. im Pfortenkontext historisch relevant. | 08963070 |
|                                         | Alte Pforte; Gasthaus                                                                                                 | Pfortenberg 2 (Karte)                             | bez. 1770 (Schlussstein Türgewände)         | Gasthaus, zum ehemaligen Marstall gehörend – ortsgeschichtlich von Bedeutung. Haus zum Pfortenberg vor ca. 100 Jahren mit einfacher Putzgliederung verkleidet, korbbogiges Sandstein-Türgewände mit profiliertem Schlussstein bezeichnet 1770, altes Türblatt, älterer Baukörper von der Rückseite gut erkennbar, Krüppelwalmdach, Biberschwanzdeckung, Giebel verschiefert, Gebäude bezeichnet die Lage einer der drei ehemaligen Pforten der Stadt, es stellt den Rest der Stallanlage dar, deren Kern bis ins 16. Jh. zurückgeht. | 08962954 |
|                                         | Vier erhaltene Stadtscheunen                                                                                          | Planberg (Karte)                                  | 2. Hälfte 19. Jh.                           | ortshistorisch von Bedeutung. Bruch- und Feldsteinmauerwerk, Sandstein-Öffnungsgewände, teilweise mit Hecht- oder Fledermausgaupen, Schiefer- und Biberschwanzdeckung – es standen hier noch mehr als doppelt so viele dieser Scheunen. | 08962983 |
| Weitere Bilder                          | Grabmal | Plattenweg (Karte)                                | 1762                                        | Grabmal (Tatarengrab) – ortsgeschichtlich von Bedeutung. Zum Gedenken an Mustapha Sulkowicz, Premierleutnant unter den kurfürstlich-sächsischen und königlich-polnischen Obersten, der hier erschossen und begraben wurde. | 08963025 |
|                                         | Wohnhaus | Rosengasse 6 (Karte)                              | vor 1800                                    | Wohnhaus, als einziges Beispiel in der Gasse hochgradig im ursprünglichen Aussehen erhalten, baugeschichtlich von Bedeutung. | 08962945 |
|                                         | Wohnhaus in geschlossener Bebauung                                                                                    | Schuhgasse 2 (Karte)                              | 1. Hälfte 19. Jh.                           | Wohnhaus in geschlossener Bebauung, am Haus Sandsteintafel zum Gedenken an den Stadtbrand 1826 – weitgehend im ursprünglichen Aussehen erhalten, baugeschichtlich und straßenbildprägend von Bedeutung. Inschrift: „Gedenken an den Abend des 4ten Märzes 1826“. Wohnhaus: zweigeschossig, massiver Putzbau, vier Achsen, Erdgeschoss mit Segmentbogenöffnungen, Satteldach mit Biberschwanz-Kronendeckung, über Eck Konditorei, Rundbogenfenster. | 08962955 |
|                                         | Wohnhaus in geschlossener Bebauung                                                                                    | Schuhgasse 4 (Karte)                              | 1. Hälfte 19. Jh.                           | ortsbildprägend von Bedeutung. Zweigeschossig, massiver Putzbau, vier Achsen, Segmentbogen-Eingang, Sandstein-Fenstergewände, Fenstersprossung. | 08963058 |
|                                         | Wohnhaus in geschlossener Bebauung                                                                                    | Schuhgasse 5 (Karte)                              | nach 1826, Kern evtl. älter                 | Strukturbestandteil der Ortskernbebauung, baugeschichtlich relevant, zweigeschossiger massiver Putzbau mit einfacher Lochfassade, wahrscheinlich nach dem Stadtbrand 1826 errichtet, Kern evtl. älter, Satteldach mit später installierter Schleppgaupe. | 09303493 |
|                                         | Wohnhaus in geschlossener Bebauung                                                                                    | Schuhgasse 7 (Karte)                              | 1. Hälfte 19. Jh.                           | ortsbildprägend von Bedeutung. Zweigeschossig, massiver Putzbau, vier Achsen, eingerückter Eingang segmentbogig, Sandstein-Fenstergewände, Biberschwanz-Kronendeckung. | 08963059 |
|                                         | Wohnhaus in geschlossener Bebauung                                                                                    | Schuhgasse 9 (Karte)                              | 1. Hälfte 19. Jh.                           | ortsbildprägend von Bedeutung. Zweigeschossig, massiver Putzbau, vier Achsen, Erdgeschoss Ladeneinbau, Sandstein-Fenstergewände, Biberschwanz-Kronendeckung. | 08963060 |
|                                         | Türstock und Haustür eines Wohnhauses                                                                                 | Schuhgasse 10 (Karte)                             | 1. Hälfte 19. Jh.                           | mit wertvollem biedermeierlichem Türblatt, künstlerisch und handwerklich von Bedeutung, zweiflügelig, Türstock: Sandstein-Segmentbogen. | 08963063 |
|                                         | Wohnhaus in geschlossener Bebauung                                                                                    | Schuhgasse 11 (Karte)                             | 1. Hälfte 19. Jh.                           | ortsbildprägend von Bedeutung. Zweigeschossig, massiver Putzbau, vier Achsen, eingerückter seitlicher Segmentbogen-Eingang, altes Türblatt. | 08963061 |
|                                         | Wohnhaus in geschlossener Bebauung                                                                                    | Schuhgasse 12 (Karte)                             | 1. Hälfte 19. Jh.                           | im ortsbildtypischen Aussehen erhalten, zweigeschossig, massiver Putzbau, sieben Achsen, Segmentbogen-Türgewände, Sandstein-Fenstergewände, neue (Pseudo-)Sprossung, Biberschwanz-Kronendeckung. | 08963064 |
|                                         | Wohnhaus in geschlossener Bebauung                                                                                    | Schuhgasse 13 (Karte)                             | 1. Hälfte 19. Jh.                           | im ortsbildtypischen Aussehen erhalten, zweigeschossig, massiver Putzbau, drei Achsen, seitlich Segmentbogen-Tür, Sandstein-Fenstergewände, Biberschwanz-Kronendeckung. | 08963062 |
|                                         | Wohnhaus in geschlossener Bebauung                                                                                    | Schuhgasse 14 (Karte)                             | nach 1826, Kern womöglich älter             | Strukturbestandteil der Ortskernbebauung, baugeschichtlich relevant, dreigeschossiger massiver Putzbau, 2. Obergeschoss nachträglich aufgestockt, flaches Satteldach, Sprossenfenster. | 09303494 |
|                                         | Wohnhaus in geschlossener Bebauung                                                                                    | Schuhgasse 15 (Karte)                             | nach 1826                                   | Strukturbestandteil der Ortskernbebauung, baugeschichtlich relevant, zweigeschossiger massiver Putzbau mit nachträglichen Änderungen im Erdgeschoss und Dachbereich. | 09303495 |
|                                         | Rackesches Haus | Schuhgasse 17 (Karte)                             | bez. 1826                                   | Wohnhaus in geschlossener Bebauung, schönes Türblatt – einziges Haus der Schuhgasse, das den Brand von 1826 überstanden hat (Inschrifttafel), baugeschichtlich und ortsgeschichtlich von Bedeutung. Zweigeschossig, massiver Putzbau, sechs Achsen, Erdgeschoss Ladeneinbau, Obergeschoss Sandstein-Fenstergewände. | 08963065 |
|                                         | Wohnhaus in geschlossener Bebauung                                                                                    | Schuhgasse 19; 21 (Karte)                         | 2. Hälfte 19. Jh., Kern womöglich älter     | baugeschichtlich von Bedeutung. Zweigeschossig, massiver Putzbau, zwei Eingänge mit alten Türblättern, im Erdgeschoss Segmentbogenfenster mit Schlussstein, Quaderung, Obergeschoss Sandstein-Fenstergewände, Biberschwanz-Kronendeckung mit vergleichsweise aufwändiger historistischer Erdgeschoss-Gestaltung. | 08963066 |
| Direkt Bild zu diesem Denkmal hochladen | Historische Quellfassung und zwei Gedenksteine sowie drei Positionssteine der ehemaligen Wasserleitung                | Talsperrenstraße (Karte)                          | 1867                                        | Sammelbehälter von 1867, als die Quellfassung von 1535 neu geschaffen wurde und die Leitungen durch Eisenrohre ersetzt wurden, unterhalb der Fassung Gedenkstein (Sandstein) bezeichnet 1530, auf dem Behälter beschrifteter Stein bezeichnet 1867, technikgeschichtliche und ortshistorische Bedeutung. | 09305083 |
|                                         | Wegestein | Talsperrenstraße (Karte)                          | bez. 1837                                   | verkehrsgeschichtlich von Bedeutung, ca. 80 cm, Sandstein, Entfernungen in Stunden angegeben. | 08962963 |
|                                         | Wohnstallhaus mit integriertem Wirtschaftsteil                                                                        | Talsperrenstraße 11 (Karte)                       | Kern 18. Jh.                                | Obergeschoss Fachwerk, hölzerner Wirtschaftsteil, im Ort selten gewordenes Beispiel erhaltener Holzbauweise, baugeschichtlich von Bedeutung. Erdgeschoss massiv, Fenster Obergeschoss in originaler Größe, Krüppelwalmdach. | 08962965 |
|                                         | Wohnhaus in Ecklage                                                                                                   | Technikum-Allee 2 (Karte)                         | vor 1800                                    | Obergeschoss wahrscheinlich verputztes Fachwerk, in der Konstruktion weitgehend erhalten, Zeugnis alter Bausubstanz von vor den Bränden, Bestandteil des Restes der Vorstadtstruktur, baugeschichtlich von Bedeutung. Erdgeschoss massiv, kleiner Ladeneinbau, Sandsteingewände der Haustür, Fenster Obergeschoss in originaler Größe, Krüppelwalmdach, drei Fledermausgaupen, Kronendeckung. | 08962937 |
| Weitere Bilder                          | Ratsmühle Dippoldiswalde                                                                                              | Weißeritzstraße 1 (Karte)                         | um 1890                                     | Mühlenanlage mit Mühlen- und Speichergebäude mit Seitenflügeln (u. a. Wohnmühlenhaus), weiteres Produktionsbau und Seitengebäude sowie Mühlgraben – fünfstöckiges Mühlen- und Speichergebäude mit zwei zweistöckigen Seitenflügeln (u. a. Wohnmühlenhaus), weiterer Produktionsbau mit betonter Mittelachse, Fachwerk-Seitengebäude, Anlage von baugeschichtlicher und ortsgeschichtlicher Bedeutung. | 08962966 |
|                                         | Handels- und Gewerbeschule mit Skulpturenportal, Türblatt und Einfriedung                                             | Weißeritzstraße 4 (Karte)                         | 1935–1936                                   | baugeschichtlich und künstlerisch-handwerklich von Bedeutung. Zweigeschossiger massiver Putzbau mit ausgebautem Dachgeschoss, neobarocke Elemente, es dominiert Architektursprache der 1920er Jahre, rustikale Einfriedung, zwei Torpfosten mit Zippenbekrönung, aufwändiges Türblatt mit schön gestaltetem Oberlicht (integrierte Laterne), drei Skulpturen: weibliche über Schlussstein, zwei Maiskolben haltend, rechts und links zwei Kinder (eher angezogene Putti, mit Symbolen für Verkehr, Fleiß, Industrie). | 08962976 |

## Ammelsdorf
| Bild                                    | Bezeichnung                                                 | Lage                        | Datierung               | Beschreibung | ID       |
| --------------------------------------- | ----------------------------------------------------------- | --------------------------- | ----------------------- | --- | -------- |
| Direkt Bild zu diesem Denkmal hochladen | Wohnstallhaus, Stallgebäude und Scheune eines Dreiseithofes | Ammelsdorf 6 (Karte)        | Bezeichnet mit 1811     | Obergeschoss Fachwerk, verbrettert, u.a. baugeschichtliche Bedeutung | 09277414 |
| Direkt Bild zu diesem Denkmal hochladen | Wohnstallhaus mit hölzernem Scheunenteil                    | Ammelsdorf 10 (Karte)       | um 1800 (Wohnstallhaus) | Obergeschoss Fachwerk, regionaltypische Holzbauweise, baugeschichtlich von Bedeutung. Erdgeschoss massiv, Sandsteingewände, Eingänge mit Segmentbogen, Obergeschoss Straßenseite Sichtfachwerk, Fenster in originaler Größe, Giebelseite verbrettert, Fenster in originaler Größe rückgebaut, Satteldach, ursprünglicher Scheunenteil später in Holzkonstruktion verlängert, jedoch mit flachem Satteldach. | 09277415 |
| Direkt Bild zu diesem Denkmal hochladen | Wohnstallhaus                                               | Ammelsdorf 15 (Karte)       | 18. Jh.                 | Obergeschoss Fachwerk verbrettert, u. a. baugeschichtliche Bedeutung. Erdgeschoss massiv, Sandsteingewände, Fenster mit Sprossung, Doppelfenster, Fenster Obergeschoss originale Größe, Satteldach. | 09277426 |
| Direkt Bild zu diesem Denkmal hochladen | Ehemalige Schule                                            | Ammelsdorf 25 (Karte)       | um 1820                 | Obergeschoss Fachwerk verbrettert, baugeschichtlich und ortshistorisch von Bedeutung. Erdgeschoss massiv, späterer Eingangsvorbau, hohes Krüppelwalmdach. | 09277424 |
|                                         | Gemeindeamt                                                 | Ammelsdorf 29 (Karte)       | bez. 1878 (Wetterfahne) | bildprägend, bau- und ortshistorisch von Bedeutung. Putzbau mit Sandsteingliederung, Mittelrisalit mit mächtigem Dachreiter, zweigeschossig, im Erdgeschoss Eingang und Fenster mit Segmentbogen, Sandsteingewände und gerader Verdachung, Obergeschoss Fenster mit Konsolen an Sohlbänken, gerade Verdachung, am Mittelrisalit gekoppeltes Fenster, Verdachung mit Konsolen und floralen Ornamenten, Dachreiter mit Putznutung, Uhr, Glockengeschoss mit Zwillings-Rundbogenfenster, Konsolenfries, Haube, Walmdach. | 09277423 |
|                                         | Kriegerdenkmal Erster Weltkrieg                             | Ammelsdorf 29 (bei) (Karte) | 1920(Kriegerdenkmal)    | ortshistorisch relevant, auf einem getreppten Sockel, Obelisk mit Eichenblattgirlande und Eisernem Kreuz. | 09277422 |
| Direkt Bild zu diesem Denkmal hochladen | Wohnstallhaus eines Dreiseithofes                           | Ammelsdorf 35 (Karte)       | um 1800                 | Obergeschoss Sichtfachwerk, regionaltypische Holzbauweise, baugeschichtlich von Bedeutung. Erdgeschoss massiv, Stallteil geglättet, Obergeschoss Fenster in originaler Größe, Fachwerk mit wechselndem Ständerabstand, Fußstreben, Satteldach, Giebel verbrettert. | 09277417 |
| Direkt Bild zu diesem Denkmal hochladen | Wohnstallhaus mit hölzernem Scheunenteil                    | Ammelsdorf 41 (Karte)       | um 1800 (Wohnstallhaus) | Obergeschoss Fachwerk, baugeschichtlich von Bedeutung. Erdgeschoss massiv, Sandsteingewände, Obergeschoss Fachwerk, Ostseite Sichtfachwerk, sonst verbrettert oder verschalt, Fenster in originaler Größe, Satteldach. | 09277418 |
| Direkt Bild zu diesem Denkmal hochladen | Wohnhaus                                                    | Ammelsdorf 42 (Karte)       | 18. Jh.                 | Obergeschoss Fachwerk verbrettert, regionaltypische Holzbauweise, baugeschichtlich von Bedeutung. Erdgeschoss massiv, Sandsteingewände, Obergeschoss Fenster in originaler Größe, Satteldach. | 09277421 |
| Direkt Bild zu diesem Denkmal hochladen | Wohnstallhaus                                               | Ammelsdorf 51 (Karte)       | 18. Jh.                 | Obergeschoss Fachwerk verbrettert, u. a. baugeschichtliche Bedeutung. Erdgeschoss massiv, Sandsteingewände, Satteldach. | 09277420 |
| Weitere Bilder                          | Körnermühle Ammelsdorf                                      | Ammelsdorf 58; 59 (Karte)   | Ende 19. Jh.            | Mühlenanwesen mit Wohnmühlenhaus (Nr. 59) im Schweizerstil, Scheune, Produktionsgebäude mit Scheunenanbau über Eck, dahinter Turbinenanlage und Transformatorenhaus, mit Mühlgraben sowie Straßenbrücke – technisches Denkmal und ortshistorisch von Bedeutung. | 09277413 |

## Berreuth
| Bild                                    | Bezeichnung                                                               | Lage                                      | Datierung                      | Beschreibung | ID       |
| --------------------------------------- | ------------------------------------------------------------------------- | ----------------------------------------- | ------------------------------ | --- | -------- |
|                                         | Kriegerdenkmal für die Gefallenen des Ersten Weltkrieges                  | Berreuther Straße (Karte)                 | 1925 (Kriegerdenkmal)          | ortsgeschichtlich von Bedeutung, Monolith mit Eisernem Kreuz und Aufschrift, Entwurf vom Bildhauer Gustav Eberlein | 08963031 |
| Direkt Bild zu diesem Denkmal hochladen | Sachgesamtheit ehemaliges Rittergut Berreuth                              | Berreuther Straße 13; 13a; 15; 17 (Karte) | wohl 18. Jh. bis 1. H. 19. Jh. | Sachgesamtheit ehemaliges Rittergut Berreuth mit den Einzeldenkmalen: Wohngebäude (Obergeschoss Fachwerk), ehemalige Scheune (Obergeschoss Fachwerk) und Stallscheune (Obergeschoss Fachwerk) des ehemaligen Rittergutes (ID-Nr. 08963028) – baugeschichtliche und ortsgeschichtliche Bedeutung. | 08963027 |
| Direkt Bild zu diesem Denkmal hochladen | Wohngebäude, Scheune und Stallscheune (Einzeldenkmale zu ID-Nr. 08963027) | Berreuther Straße 13; 13a; 15 (Karte)     | 1. Hälfte 19. Jh.              | Einzeldenkmale des ehemaligen Ritterguts Berreuth: Wohngebäude (Obergeschoss Fachwerk), ehemalige Scheune (Obergeschoss Fachwerk) und Stallscheune (Obergeschoss Fachwerk) (ID-Nr. 08963027) – baugeschichtliche und ortsgeschichtliche Bedeutung.                                               | 08963028 |
| Direkt Bild zu diesem Denkmal hochladen | Wohnhaus und anschließende Scheune eines Zweiseithofes                    | Berreuther Straße 21 (Karte)              | 18. Jh.                        | Wohnhaus Obergeschoss Fachwerk, Scheune Holzkonstruktion, u. a. baugeschichtliche Bedeutung. Wohnhaus: Erdgeschoss massiv, Holzkonstruktion intakt, Schleppdach, Holzscheune schiefergedeckt. | 08963030 |

## Dönschten
| Bild                                    | Bezeichnung             | Lage                            | Datierung                | Beschreibung | ID       |
| --------------------------------------- | ----------------------- | ------------------------------- | ------------------------ | --- | -------- |
| Direkt Bild zu diesem Denkmal hochladen | Wohnstallhaus           | Bergstraße 3 (Karte)            | bez. 1755, erneuert      | Obergeschoss Fachwerk, verbrettert, besterhaltenes Relikt der ursprünglichen Ortsbebauung, baugeschichtliche Bedeutung. Erdgeschoss massiv, zum Teil Sandsteingewände, alte Putzstrukturen, Fenster Obergeschoss in originaler Größe, Schlagläden, Satteldach. | 09278064 |
| Direkt Bild zu diesem Denkmal hochladen | Transformatorenhäuschen | Talstraße 19 (oberhalb) (Karte) | 1930er oder 1950er Jahre | technikgeschichtlich von Bedeutung, mit regionaltypischer Verbretterung Bruchsteinsockel, Zeltdach, verschiefert. | 09278063 |

## Elend
| Bild                                    | Bezeichnung    | Lage                               | Datierung                   | Beschreibung | ID       |
| --------------------------------------- | -------------- | ---------------------------------- | --------------------------- | --- | -------- |
| Direkt Bild zu diesem Denkmal hochladen | Alte Schäferei | Oberfrauendorfer Straße 24 (Karte) | bez. 1824 (ehem. Schäferei) | Wohnhaus der ehemaligen Schäferei – baugeschichtliche und ortsgeschichtliche Bedeutung, zweigeschossig, massiv, gedrungener Baukörper, Tür- und Fenstergewände, Krüppelwalmdach, im Seitengebäude Wappen-Schlussstein. | 08963023 |

## Hennersdorf
| Bild                                    | Bezeichnung                                                           | Lage                                    | Datierung                     | Beschreibung | ID       |
| --------------------------------------- | --------------------------------------------------------------------- | --------------------------------------- | ----------------------------- | --- | -------- |
| Direkt Bild zu diesem Denkmal hochladen | Wegestein                                                             | - (Karte)                               | bez. 1857                     | verkehrsgeschichtlich von Bedeutung, ca. 140 cm hoher Sandsteinpfeiler | 09277382 |
|                                         | Wegestein                                                             | Obere Dorfstraße (Karte)                | 19. Jh.                       | verkehrsgeschichtliche Relevanz, Sandstein, ca. 170 cm hoch | 09277388 |
|                                         | Gasthof Hennersdorf                                                   | Obere Dorfstraße 1f (Karte)             | um 1830                       | ortshistorisch von Bedeutung, gehört mit Stallscheune (Untere Dorfstraße 1b) zu einer großen Vierseitanlage, auch bildprägend. Erdgeschoss massiv, Obergeschoss Fachwerk verbrettert (untypisch horizontal), Fenster Obergeschoss in originaler Größe, Sprossung, Krüppelwalmdach. | 09277409 |
|                                         | Wohnstallhaus und Stallgebäude eines Dreiseithofes                    | Obere Dorfstraße 2 (Karte)              | 19. Jh. (Wohnstallhaus)       | beide im Obergeschoss Sichtfachwerk, regionaltypische Holzbauweise, baugeschichtlich von Bedeutung. Wohnstallhaus: Erdgeschoss massiv, Sandsteingewände, Fenster Obergeschoss in originaler Größe, Fachwerk teils verbrettert, untypische blaue Farbgebung der Holzkonstruktion, Satteldach, Stall: Erdgeschoss massiv, Obergeschoss in ursprünglicher Gliederung, Satteldach. | 09277411 |
|                                         | Pfarrhaus mit Pfarrgarten                                             | Obere Dorfstraße 8 (Karte)              | um 1830                       | ortshistorisch von Bedeutung, massiver Putzbau mit Sandsteingewänden, zweigeschossig, zweiflügelige alte Haustür, an der Giebelseite einige Fenster zugesetzt, im Obergeschoss NW-Seite verbrettert, ebenso Giebel verbrettert, Krüppelwalmdach verschiefert. Pfarrgarten als Nebenanlage mit Einfriedung (Zaunpfeiler aus Sandstein mit neuen Zaunfeldern aus Holzlatten) und Gehölzen (Solitärbaum Kastanie vor dem Ost-Giebel des Pfarrhauses). | 09277395 |
|                                         | Kriegerdenkmal Erster Weltkrieg                                       | Obere Dorfstraße 8 (bei) (Karte)        | 1922 (Kriegerdenkmal)         | ortsgeschichtliche Bedeutung. Sandstein von dem Bildhauer Otto Stein aus Frauenstein, mit Relief eines Soldaten und abschließendem Eisernen Kreuz, davor vierstufige Freitreppe, an den Seiten sind die Namen der Gefallenen eingraviert, . Denkmalplatz: kleiner in der Grundfläche dreieckiger erhöhter Platz an der NO-Ecke des Pfarrhauses, im NO Stützmauer als Trockenmauer aus Bruchsteinen mit Treppe aus vier Sandsteinstufen, vor der Stützmauer Reste einer inzwischen ausgewachsenen Hainbuchenhecke (NW-Seite fünf Hainbuchen, SO-Seite eine Hainbuche), ein das Denkmal rahmendes Baumpaar (zwei Fichten). | 09277396 |
| Weitere Bilder                          | Katharinenkirche Hennersdorf und Kirchhof                             | Obere Dorfstraße 8a (Karte)             | um 1500                       | Kirche Hennersdorf, Kirchhof mit Einfriedungsmauer und zwei Kirchhofstore – Saalkirche mit Dachreiter, ortsgeschichtliche und baugeschichtliche Bedeutung. Evangelische Pfarrkirche. Schlichte Saalkirche, um 1500, unter Einbeziehung älterer Teile: tonnengewölbter Sakristeianbau an der Nordseite mit Spitzbogenportal zum Schiff hin. Restaurierungen 1832 und 1932. Verputzter Bruchsteinbau mit 5/10-Schluss und hohem Dachreiter. Portal mit geradem Abschluss an der Westseite, Fenster segment- und rundbogig. Das Innere flachgedeckt, eingeschossige Emporeneinbauten.                                       | 09277397 |
|                                         | Feuerwehrhäuschen mit integriertem Schlauchturm                       | Obere Dorfstraße 9a (Karte)             | um 1900                       | ortshistorisch von Bedeutung, kleiner massiver Putzbau, Sandsteingewände, an der Südseite verbretterter Aufgang, Drempelzone sowie Schlauchturm verbrettert, Satteldach. | 09277398 |
|                                         | Felsenkeller                                                          | Obere Dorfstraße 9a (gegenüber) (Karte) | 19. Jh.                       | wirtschaftsgeschichtlicher Aspekt, Eingang mit Sandsteingewänden | 09277399 |
|                                         | Wohnstallhaus und Scheune eines Dreiseithofes sowie Einfriedungsmauer | Obere Dorfstraße 12; 12a (Karte)        | um 1800 (Wohnstallhaus)       | Wohnstallhaus Obergeschoss Sichtfachwerk, Scheune Holzkonstruktion, straßenbildprägend, regionaltypische Holzbauweise, baugeschichtlich von Bedeutung. Wohnstallhaus: Erdgeschoss massiv, zum Teil verändert, Obergeschoss in ursprünglicher Gliederung, Fachwerk mit Fußstreben, Fenster größtenteils mit Sprossung, Giebel verbrettert, Satteldach verschiefert, Scheune: Bruchsteinsockel, Holzkonstruktion, Satteldach. | 09277384 |
|                                         | Wohnstallhaus                                                         | Obere Dorfstraße 14 (Karte)             | 18. Jh.                       | Obergeschoss Fachwerk verbrettert, regionaltypische Holzbauweise, baugeschichtlich von Bedeutung. Erdgeschoss massiv, Fenster Obergeschoss in originaler Größe, Satteldach. | 09277392 |
|                                         | Wohnstallhaus (ohne Anbau)                                            | Obere Dorfstraße 17 (Karte)             | um 1800                       | Obergeschoss Fachwerk verbrettert, baugeschichtlich von Bedeutung. Erdgeschoss massiv, Stalleingang mit Segmentbogen, Wohnhausteil mit später angefügtem Vorbau, Fenster Obergeschoss eventuell zum Teil leicht vergrößert, Satteldach. | 09277390 |
|                                         | Seitengebäude eines Vierseithofes                                     | Obere Dorfstraße 24 (Karte)             | 1. Hälfte 19. Jh.             | Seitengebäude mit Oberlaube – architektonisch von Interesse. Erdgeschoss massiv, Obergeschoss verbrettert, Fenster zum Teil mit originaler Sprossung, Satteldach, Wohnstallhaus 1929 abgebrannt. | 09277389 |
|                                         | Wohnstallhaus und Scheune eines Dreiseithofes                         | Obere Dorfstraße 30 (Karte)             | 1846 (Wohnstallhaus)          | Wohnstallhaus Obergeschoss Fachwerk verbrettert und verschindelt, regionaltypische Holzbauweise, baugeschichtlich von Bedeutung. Wohnstallhaus: Erdgeschoss massiv, später angefügter Eingangsvorbau, Obergeschoss Fachwerk verbrettert, Giebelseite verschindelt (beides erneuert), Fenster in originaler Größe, Satteldach, Scheune: stattlicher Bau, verbrettert, Fenster mit Sprossung, geringe Veränderungen, Satteldach. | 09277387 |
|                                         | Wohnstallhaus und Auszugshaus                                         | Obere Dorfstraße 32 (Karte)             | bez. 1859 (Türstock)          | beide zum Teil mit Sichtfachwerk, baugeschichtlich von Bedeutung. Wohnhaus: Erdgeschoss massiv, Eingang mit flachem Segmentbogen, Obergeschoss weitgehend in ursprünglicher Gliederung, in der Giebelseite ein liegendes Fenster, südliche Seite verbrettert, Satteldach verschiefert, Stall: Erdgeschoss massiv, Eingang mit Segmentbogen, Obergeschoss Fachwerk mit Diagonalstreben, Fenster mit Sprossung, Satteldach verschiefert, die Gebäude im Hakengrundriss. | 09277386 |
|                                         | Wohnstallhaus                                                         | Obere Dorfstraße 33 (Karte)             | um 1820                       | Obergeschoss Fachwerk, teils verbrettert, regionaltypische Holzbauweise, baugeschichtlich von Bedeutung. Erdgeschoss massiv, Sandsteingewände, Fenster Obergeschoss in originaler Größe, Krüppelwalmdach, Biberschwanz-Kronendeckung, langer niedriger Dachhecht. | 09277412 |
|                                         | Wohnstallhaus                                                         | Obere Dorfstraße 35 (Karte)             | um 1800                       | Obergeschoss Fachwerk verbrettert, mit hölzernem Wirtschaftsteil, baugeschichtliche Bedeutung. Erdgeschoss massiv, Fenster Obergeschoss in originaler Größe, Satteldach verschiefert. | 09277383 |
|                                         | Wohnstallhaus und zwei Scheunen eines Dreiseithofes                   | Obere Dorfstraße 38 (Karte)             | 18. Jh. (Wohnstallhaus)       | Wohnstallhaus Obergeschoss Fachwerk, bild- und strukturprägend, u. a. baugeschichtliche Bedeutung. Wohnstallhaus: Erdgeschoss massiv, Eingangsvorbauten, Fenster Obergeschoss in originaler Größe, Obergeschoss Fachwerk verbrettert, Satteldach, kleine Scheune: Holzkonstruktion verbrettert, Satteldach, große Scheune: überwiegend Holzkonstruktion verbrettert, Fenster mit Sprossung, Satteldach. | 09277394 |
|                                         | Wohnstallhaus                                                         | Obere Dorfstraße 39 (Karte)             | um 1800                       | Obergeschoss Fachwerk verbrettert, regionaltypisch, baugeschichtlich von Bedeutung. Erdgeschoss massiv, Sandsteingewände, an der südlichen Giebelseite ergänzt, Fenster Obergeschoss in originaler Größe, Fenster mit Sprossung, Satteldach verschiefert. | 09277400 |
|                                         | Wohnhaus mit über Eck angeordnetem Stallteil eines Häusleranwesens    | Obere Dorfstraße 40 (Karte)             | 1. Drittel 18. Jh. (Wohnhaus) | kleiner Zweiseithof, Obergeschoss, straßenseitig Sichtfachwerk, architektonisch wertvoll, ortsbildprägend, baugeschichtlich von Bedeutung. Wohnhaus: Erdgeschoss massiv, Eingangsvorbau mit böhmischer Verbretterung, Fachwerk-Obergeschoss mit Kopf- und Fußstreben, Stallteil: Fachwerk mit Diagonalstreben, südwestliche Giebelseite verbrettert, Fenster mit Sprossung, Satteldach. | 09277401 |
|                                         | Wohnstallhaus mit Scheunenteil                                        | Obere Dorfstraße 44b (Karte)            | Kern um 1800, Teile jünger    | Obergeschoss Fachwerk verbrettert, baugeschichtliche Bedeutung. Erdgeschoss massiv, Wohnhaus-Eingang mit Korbbogen, Fenster Obergeschoss in originaler Größe, Satteldach. | 09277402 |
|                                         | Ehemalige Schmiede in exponierter Lage                                | Untere Dorfstraße 1a (vor) (Karte)      | um 1830                       | baugeschichtliche und ortshistorische Bedeutung. Zweigeschossig, Türgewände profiliert, Fenster mit Sprossung, zum Teil Winterfenster, einige Fenster zugesetzt, im Giebel Zwillingsfenster (Rundbogen), Krüppelwalmdach. | 09277408 |
|                                         | Seitengebäude eines Bauernhofes                                       | Untere Dorfstraße 1b (neben) (Karte)    | um 1830                       | große Stallscheune mit Wohnteil, Obergeschoss Fachwerk, gehört mit dem Gasthof (Obere Dorfstraße 1f) zu einer großen Vierseitanlage, von ortshistorischer und ortsbildprägender Bedeutung. Stallteil: Erdgeschoss massiv, Eingang mit profiliertem Sandsteingewände, im Wohnteil Sandsteinfenstergewände, Obergeschoss Sichtfachwerk in ursprünglicher Gliederung, Krüppelwalmdach. | 09277410 |
|                                         | Wohnhaus                                                              | Untere Dorfstraße 55; 55a (Karte)       | um 1800                       | baugeschichtlich von Bedeutung. Zweigeschossiger massiver Putzbau, Sandsteingewände, Eingang mit Korbbogen, zum Teil Winterfenster, Satteldach verschiefert, Westseite verschalt. | 09277404 |
|                                         | Wohnstallhaus                                                         | Untere Dorfstraße 60 (Karte)            | 18. Jh.                       | Obergeschoss Fachwerk verbrettert, regionaltypische Holzbauweise, baugeschichtliche Bedeutung. Erdgeschoss massiv, Fenster Obergeschoss in originaler Größe, Satteldach. | 09277403 |
|                                         | Lehngut (ehemals Wohnstallhaus)                                       | Untere Dorfstraße 70 (Karte)            | bez. 1838, Kern älter         | u. a. ortshistorisch von Interesse, überwiegend massiver Bau in Hanglage, Eingang mit Korbbogen, südliche Traufseite Obergeschoss Fachwerk verbrettert, Satteldach. | 09277405 |

## Malter
| Bild                                    | Bezeichnung                                                                                | Lage                              | Datierung             | Beschreibung | ID       |
| --------------------------------------- | ------------------------------------------------------------------------------------------ | --------------------------------- | --------------------- | --- | -------- |
| Weitere Bilder                          | Sachgesamtheitsbestandteil der Sachgesamtheit Weißeritztalbahn im OT Malter                | (Karte)                           | 1881                  | Sachgesamtheitsbestandteil der Sachgesamtheit Weißeritztalbahn. Einzeldenkmale der Sachgesamtheit Weißeritztalbahn, Teilabschnitt Dippoldiswalde, OT Malter: Bahnhof Malter (Empfangsgebäude) und Eisenbahnbrücken. | 09301535 |
| Weitere Bilder                          | Bahnhof Malter mit Empfangsgebäude und Eisenbahnbrücke (Einzeldenkmale zu ID-Nr. 09301535) | Am Bahndamm 2a (Karte)            | 1912 (Bahnhof)        | Einzeldenkmale der Sachgesamtheit Weißeritztalbahn, Teilabschnitt Dippoldiswalde, OT Malter: Bahnhof Malter (Empfangsgebäude) und Eisenbahnbrücken. Reste der alten Bahntrassierung, Eisenbahnbrücke (ca. Streckenkilometer 10) über Ausläufer der Talsperre, Bahnhof Malter mit Empfangsgebäude daneben Lampenstube und Freitritt (Toilettenhäuschen) (ID-Nr. 09301535) – von geschichtlicher, wissenschaftlich-dokumentarischer, landschaftsgestaltender Bedeutung sowie Seltenheitswert.                                                 | 09301536 |
| Direkt Bild zu diesem Denkmal hochladen | Sachgesamtheit Talsperre Malter                                                            | Am Stausee (Karte)                | 1908–1913 (Talsperre) | Sachgesamtheit Talsperre Malter mit den Einzeldenkmalen: Staumauer, Schieberschacht, zwei Schieberhäusern, Wärterhaus, Hochwasserüberlauf und Turbinenhaus (ID-Nr. 08963323) – architektonisch-wasserbautechnische Gesamtanlage von besonderem baukünstlerischen und technikgeschichtlichen Wert. Originale Schieberanlage, im Turbinenhaus noch originale Francis-Spiralturbine der Bauzeit in Betrieb. | 09303658 |
| Direkt Bild zu diesem Denkmal hochladen | Staumauer, Schieberschacht und Gebäude (Einzeldenkmal zu ID-Nr. 09303658)                  | Am Stausee 1; 6 (Karte)           | 1908–1913             | Einzeldenkmale der Sachgesamtheit Talsperre Malter: Staumauer, Schieberschacht, zwei Schieberhäusern, Wärterhaus, Hochwasserüberlauf und Turbinenhaus (ID-Nr. 09303658) – architektonisch-wasserbautechnische Gesamtanlage von besonderem baukünstlerischen und technikgeschichtlichen Wert. Originale Schieberanlage, im Turbinenhaus noch originale Francis-Spiralturbine der Bauzeit in Betrieb. | 08963323 |
| Direkt Bild zu diesem Denkmal hochladen | Steinborn Malter                                                                           | Am Wochenend (Karte)              | 1867                  | Historische Quellfassung und zwei Gedenksteine sowie drei Positionssteine der ehemaligen Wasserleitung – Sammelbehälter von 1867, als die Quellfassung von 1535 neu geschaffen wurde und die Leitungen durch Eisenrohre ersetzt wurden, unterhalb der Fassung Gedenkstein (Sandstein) bezeichnet 1530, auf dem Behälter beschrifteter Stein bezeichnet 1867, technikgeschichtliche und ortshistorische Bedeutung. | 09305083 |
| Direkt Bild zu diesem Denkmal hochladen | Straßenbrücke, drei Bögen                                                                  | Dippoldiswalder Straße (Karte)    | um 1910               | im Zusammenhang mit der Talsperre errichtet, technikgeschichtlich von Bedeutung, Sandstein, Haustein. | 08963392 |
| Direkt Bild zu diesem Denkmal hochladen | Wohnstallhaus und drei Seitengebäude eines Vierseithofes                                   | Dippoldiswalder Straße 63 (Karte) | vor 1800              | bildprägend durch exponierte Lage, zwei Gebäude durchweg verbrettert, das dritte im Obergeschoss Sichtfachwerk, Satteldächer, zwei mit Schieferdeckung. | 08963395 |
| Direkt Bild zu diesem Denkmal hochladen | Bauernhof mit Wohnstallhaus, Stallgebäude und Scheune sowie Torpfeiler und Brunnen         | Privatweg 11 (Karte)              | bez. 1801             | Wohnstallhaus und Stallgebäude Obergeschoss Fachwerk, Holzscheune, in seiner Struktur und seinem Aussehen am besten erhaltener Dreiseithof im Ort, baugeschichtlich von Bedeutung. Wohnstallhaus: Erdgeschoss massiv, Sandsteingewände an Türen mit Segmentbogen, Obergeschoss Fenster in originaler Größe, Satteldach verschiefert, drei liegende Dachfenster, Stall: Erdgeschoss massiv, zum Teil mit Sandsteingewände, Obergeschoss Fenster in originaler Größe, Mittelgiebel verbrettert, Satteldach wie auch bei Scheune verschiefert. | 08963393 |

## Naundorf
| Bild           | Bezeichnung                                                                   | Lage                       | Datierung                    | Beschreibung | ID       |
| -------------- | ----------------------------------------------------------------------------- | -------------------------- | ---------------------------- | --- | -------- |
|                | Hirschturm; Aussichtsturm                                                     | (Karte)                    | bez. 1909                    | Schlosskontext, ortshistorisch relevant. Feldstein-Aussichtsturm wurde errichtet auf Betreiben des Schlossbesitzers Heinrich Oscar Bierling. | 09278119 |
|                | Kalkofen                                                                      | (Karte)                    | 19. Jh.                      | technikgeschichtlich von Bedeutung | 09278034 |
|                | Kalkofen                                                                      | (Karte)                    | um 1900                      | technisches Denkmal, errichtet durch Schlossbesitzer Bierling | 09278120 |
| Weitere Bilder | Sachgesamtheitsbestandteil der Sachgesamtheit Weißeritztalbahn im OT Naundorf | (Karte)                    | 1924 (Haltepunkt Naundorf)   | Sachgesamtheitsbestandteil der Sachgesamtheit Weißeritztalbahn. Teilabschnitt Schmiedeberg, OT Naundorf mit dem Einzeldenkmal: Haltepunkt Naundorf (ID-Nr. 09301544). | 09301541 |
|                | Kriegerdenkmal Erster Weltkrieg                                               | Dorfstraße 4 (bei) (Karte) | nach 1918 (Kriegerdenkmal)   | ortshistorisch relevant, Porphyrstele, ca. 2 m hoch | 09278032 |
| Weitere Bilder | Sachgesamtheit Schlossanlage Naundorf und Ottos Eck                           | Schlossberg 1; 1g (Karte)  | ab 17. Jh.                   | Sachgesamtheit Schlossanlage Naundorf mit folgenden Einzeldenkmalen: Schloss, NW-Tor und Nord-Tor jeweils mit zwei Torpfeilern und Einfriedung (im Osten und im Westen des Schlosses), Tor zum Landschaftspark mit zwei Torpfeilern, Einfriedung im Südwesten und Westen des Landschaftsparks, im Park Skulptur „Diana“ und „Amazone“, Aussichtsturm „Ottos Eck“, Obelisk, und Gedenkstein (ID-Nr. 09301305) sowie Parkteil mit Teich im Osten des Schlosses und nördlich der Straße der Landschaftspark (Gartendenkmale) – Anlage von geschichtlicher und gartenkünstlerischer Bedeutung. | 09278033 |
| Weitere Bilder | Schloss Naundorf (Einzeldenkmal zu ID-Nr. 09278033)                           | Schlossberg 1; 1g (Karte)  | ab 17. Jh. (Schloss)         | Einzeldenkmale der Sachgesamtheit Schlossanlage Naundorf: Schloss (südlich der Straße), NW-Tor und Nord-Tor jeweils mit zwei Torpfeilern und Einfriedung, bestehend aus drei Teilen im Osten, im Südosten und im Westen des Schlosses, auf der anderen Straßenseite nördlich vom Schloss: Tor zum Landschaftspark mit zwei Torpfeilern, Einfriedung im Südwesten und Westen des Landschaftsparks, im Park Skulptur »Diana« und »Amazone«, Aussichtsturm »Ottos Eck«, Obelisk, und Gedenkstein – Anlage von geschichtlicher und gartenkünstlerischer Bedeutung.                             | 09301305 |
| Weitere Bilder | Gasthaus                                                                      | Schlossberg 2 (Karte)      | erwähnt 1777                 | Obergeschoss Sichtfachwerk, Konstruktion erhalten, baugeschichtlich und ortsgeschichtlich von Bedeutung. Erdgeschoss massiv, Sandsteingewände, Fenster Obergeschoss in originaler Größe, Giebel verbrettert, Krüppelwalmdach, Biberschwanzdeckung. | 09278035 |
|                | Wohnstallhaus                                                                 | Schlossberg 10 (Karte)     | bez. 1845 (Türstock)         | Obergeschoss Fachwerk, verbrettert, ehemaliges Spritzenhaus, ortsgeschichtlich von Bedeutung. Erdgeschoss massiv, Bruchstein, Sandsteingewände, Fenster Obergeschoss in originaler Größe, Satteldach. | 09278031 |
|                | Gasthaus mit Saal                                                             | Schlossberg 23b (Karte)    | Ende 19. Jh.                 | ortshistorisch relevant, zweigeschossiger Putzbau, Sandsteingewände, zentrales Dachhaus, Krüppelwalmdach, Schieferdeckung, rückwärtiger Tanzsaal mit eigenem Eingang, mit Rundbogen, Rundbogenfenster, Sandsteingewände profiliert und mit rustizierten Zierquadern, originale Tür, originale Sprossung, Doppelfenster. | 09278030 |
| Weitere Bilder | Haltepunkt Naundorf (Einzeldenkmal zu ID-Nr. 09301541)                        | Tal Naundorf 28b (Karte)   | 1924 (Haltepunkt Naundorf)   | Einzeldenkmal der Sachgesamtheit Weißeritztalbahn, Teilabschnitt Schmiedeberg, OT Naundorf: Haltepunkt Naundorf (ID-Nr. 09301541) – von geschichtlicher, wissenschaftlich-dokumentarischer, landschaftsgestaltender Bedeutung sowie Seltenheitswert. | 09301544 |
|                | Wohnhaus                                                                      | Tal Naundorf 29b (Karte)   | um 1900                      | villenartiges Wohnhaus mit Anklängen an den Schweizerstil, ehemalige Strohhutfabrik, ortshistorischer Kontext, Wohnhaus: zweigeschossiger massiver Putzbau. | 09278093 |
|                | Villa „Glück auf“                                                             | Tal Naundorf 29d (Karte)   | 1902                         | Villa mit Anklängen an den Schweizerstil – v. a. baugeschichtliche Relevanz. Als dreigeschossiges Sommerhaus gebaut, unregelmäßiger Grundriss, Putzgliederung, Holzerker (ehemals offen), im Erdgeschoss zur Straßenseite späterer Anbau, Krüppelwalmdach mit Überstand, glasierte Biberschwanzdeckung, bis etwa 1974 ein Glockentürmchen, das aus statischen Gründen abgetragen wurde. Fenster im Erdgeschoss teilweise Bleiglasfenster. | 09278095 |
|                | Fabrikantenvilla                                                              | Tal Naundorf 31b (Karte)   | nach 1900 (Fabrikantenvilla) | baugeschichtliche Bedeutung, unregelmäßiger Grundriss, Sockel Polygonalmauerwerk, Farbverglasung zum großen Teil verloren, Sandstein-Fenstergewände, Fenstersprossung, Biberschwanz-Kronendeckung, Walmdach, gegiebelte Risalite, mit aufwändig gestalteten Fensterpartien. | 09278094 |

## Obercarsdorf
| Bild                                    | Bezeichnung                                                                        | Lage                                        | Datierung                         | Beschreibung | ID       |
| --------------------------------------- | ---------------------------------------------------------------------------------- | ------------------------------------------- | --------------------------------- | --- | -------- |
|                                         | Steinkreuz                                                                         | Alte Obererzgebirgische Poststraße (Karte)  | Spätmittelalter                   | regionalhistorisch von Interesse, Sandstein, Formen reduziert | 09277352 |
| Weitere Bilder                          | Wegestein                                                                          | B 171 (Karte)                               | bez. 1898 und 1883                | verkehrsgeschichtlich von Bedeutung, ca. 120 cm hoch, oben abgerundet, Sandstein. | 09277357 |
|                                         | Gasthof Obercarsdorf                                                               | Dorfstraße 14 (Karte)                       | Mitte 19. Jh.                     | ortshistorisch von Bedeutung. Putzbau, in exponierter Lage, zweigeschossig, massiv, Sandsteingewände, über der Tür und seitlich je ein Fenster mit gerader Verdachung, profilierte Traufe, am Giebel Drillingsrundbogenfenster, Krüppelwalmdach, Biberschwanz-Kronendeckung. | 09277342 |
|                                         | Wohnstallhaus und Scheune eines Dreiseithofes                                      | Dorfstraße 24 (Karte)                       | bez. 1761 (Wohnstallhaus)         | baugeschichtliche Bedeutung. Wohnstallhaus: massiv, zum Teil Sandsteingewände, Satteldach, Scheune: überwiegend Holzkonstruktion verbrettert, Satteldach verschiefert. | 09277336 |
| Direkt Bild zu diesem Denkmal hochladen | Transformatorenhäuschen                                                            | Dorfstraße 24 (hinter) (Karte)              | um 1920                           | in ländlicher Holzbauweise, technikgeschichtlich von Bedeutung, schmaler Bau, Fachwerk, mit Ziegel ausgemauert, zum Teil verbrettert, Zeltdach, verschiefert, mit Aufsatz. | 09277335 |
|                                         | Wohnstallhaus, Stallgebäude und Torpfeiler eines Dreiseithofes                     | Dorfstraße 25 (Karte)                       | um 1800 (Wohnstallhaus)           | strukturprägend und baugeschichtliche Bedeutung. Wohnstallhaus: zweigeschossiger massiver Putzbau, Satteldach, zwei alte Blitzableiter, Stall: Erdgeschoss massiv, Obergeschoss größtenteils verbrettert, verbretterter Mittelgiebel, Satteldach. | 09277334 |
|                                         | Wohnstallhaus                                                                      | Dorfstraße 27 (Karte)                       | bez. 1799, Kern wesentlich älter  | Obergeschoss Fachwerk mit Andreaskreuzen, baugeschichtlich von Bedeutung. Erdgeschoss massiv, ein Eingang mit Rundbogen, Obergeschoss zum Teil ausgemauert, westlicher Teil des Obergeschosses mit Balkenköpfen, Fenster mit originaler Sprossung, Satteldach. | 09277332 |
|                                         | Felsenkeller                                                                       | Dorfstraße 28 (gegenüber) (Karte)           | 19. Jh.                           | wirtschaftsgeschichtlicher Aspekt, Sandsteinmauer mit Holztür an den Hang gebaut, kegelartiger Abzug. | 09277331 |
|                                         | Transformatorenhäuschen                                                            | Dorfstraße 31a (gegenüber) (Karte)          | um 1920                           | oberer Teil verbrettert, technisches Denkmal | 09277329 |
|                                         | Wohnstallhaus                                                                      | Dorfstraße 32 (Karte)                       | bez. 1841                         | baugeschichtliche und strukturelle Bedeutung. Zweigeschossiger massiver Putzbau, Sandsteingewände über dem Eingang mit gerader Verdachung, Satteldach. | 09277328 |
|                                         | Wegestein                                                                          | Dorfstraße 32 (bei) (Karte)                 | bez. 1804                         | verkehrsgeschichtlich von Bedeutung, ca. 180 cm, Sandstein | 09277327 |
|                                         | Ehem. Erbgericht                                                                   | Dorfstraße 34 (Karte)                       | 18. Jh. (Wohnstallhaus)           | Wohnstallhaus, Scheune und Torbogen eines ehemaligen Dreiseithofes – strukturelle, baugeschichtliche und ortshistorische Bedeutung. Wohnstallhaus: zweigeschossiger massiver Putzbau, Sandsteingewände, Tür mit Segmentbogen, Satteldach, Scheune: im unteren Teil massiv, an der Hofseite Stein mit Posthorn eingemauert, zum Teil noch Sandsteingewände, sonst Holzkonstruktion, verbrettert, Torbogen: Sandstein mit großem Schlussstein mit Wappen.                                                            | 09277349 |
|                                         | Wohnstallhaus, Stallgebäude und Scheune eines ehemaligen Vierseithofes             | Dorfstraße 36 (Karte)                       | Ende 19. Jh. (Wohnstallhaus)      | Wohnstallhaus Obergeschoss Fachwerk, strukturelle und baugeschichtliche Bedeutung. Wohnstallhaus: Erdgeschoss massiv, zum Teil verändert, Obergeschoss in ursprünglicher Gliederung, Fenster mit Sprossung, Satteldach verschiefert, Stall: zweigeschossig, verputzt, Fenster mit Sprossung, im Giebel Zwillingsrundbogenfenster, Satteldach, Scheune: nahezu vollständig verschiefert, Satteldach. | 09277324 |
|                                         | Wohnstallhaus, zwei Seitengebäude und Scheune eines Vierseithofes                  | Dorfstraße 37 (Karte)                       | 2. Hälfte 19. Jh. (Wohnstallhaus) | strukturelle und baugeschichtliche Bedeutung. Wohnstallhaus: zweigeschossiger massiver Putzbau, Sandsteingewände, Satteldach, Stall: Erdgeschoss massiv (verändert), Obergeschoss Fachwerk verbrettert, Satteldach, kleiner Stall mit Sichtfachwerk, Satteldach, Scheune: im unteren Teil massiv (verändert), Obergeschoss Fachwerk verbrettert, Satteldach. | 09277350 |
|                                         | Wohnstallhaus, Stallgebäude und Scheune eines Dreiseithofes                        | Dorfstraße 38 (Karte)                       | bez. 1856 (Wohnstallhaus)         | strukturelle und baugeschichtliche Bedeutung. Wohnstallhaus: zweigeschossiger massiver Putzbau, Sandsteingewände, Giebel mit Drillingsfenster und Lünette, Satteldach, Stall: massiv, Drempelzone verbrettert, Satteldach, Scheune: im unteren Teil massiv (verändert), oberer Teil verbrettert, Giebelseite massiv, mit Rundbogen-Zwillingsfenster, Satteldach. | 09277351 |
| Direkt Bild zu diesem Denkmal hochladen | Wohnstallhaus eines Vierseithofes                                                  | Dorfstraße 42 (Karte)                       | bez. 1841                         | Obergeschoss z. T. Fachwerk, regionaltypische Holzbauweise, baugeschichtlich von Bedeutung. Erdgeschoss massiv, Sandsteingewände, Türen mit Segmentbogen, Obergeschoss Fenster in ursprünglicher Größe, alte Sprossung, nördlicher Teil massiv, Südseite Sichtfachwerk, Westseite verbrettert, Satteldach. | 09277323 |
|                                         | Wohnstallhaus und Scheune eines Dreiseithofes                                      | Dorfstraße 43 (Karte)                       | 2. Hälfte 19. Jh. (Wohnstallhaus) | Wohnstallhaus Obergeschoss Fachwerk verbrettert, regionaltypische Holzbauweise, baugeschichtlich von Bedeutung. Wohnstallhaus: Erdgeschoss massiv, Bruchsteinmauerwerk verputzt, Sandsteingewände, Türgewände profiliert, Hofseite Obergeschoss Fachwerk verbrettert, Satteldach, Ladegaupe mit Vorkragung für Hebevorrichtung, Scheune im unteren Teil massiv, Obergeschoss verbrettert, Fenster mit alter Sprossung, Satteldach.                                                                                 | 09277325 |
|                                         | Wohnstallhaus, zwei Stallgebäude und Stützmauer mit Torpfeiler eines Dreiseithofes | Dorfstraße 44 (Karte)                       | um 1870 (Wohnstallhaus)           | strukturelle und baugeschichtliche Bedeutung. Wohnstallhaus: massiv, Sandsteingewände, Türgewände profiliert, ebenso an der Giebelseite, Drempel, im Giebel Rundbogenfenster mit alter Sprossung, Satteldach, 1. Stall: zweigeschossig, massiv, im Obergeschoss Sandsteingewände, Drempel, Satteldach, 2. Stall: ebenfalls massiv, Drempelzone verbrettert, Satteldach. | 09277326 |
|                                         | Wohnstallhaus, Auszugshaus und Scheune eines ehemaligen Vierseithofes              | Dorfstraße 47 (Karte)                       | bez. 1844 (Wohnstallhaus)         | Fachwerkgebäude, baugeschichtliche Bedeutung. Wohnstallhaus: Erdgeschoss und Giebelseite massiv, Sandsteingewände, Eingänge mit Segmentbogen, Obergeschoss Sichtfachwerk, Eckfußstreben, Fenster mit originaler Sprossung, Satteldach. Ausgedinge: Erdgeschoss massiv, Sandsteingewände, Türen mit Segmentbogen, Obergeschoss Fachwerk, zum Teil verbrettert, Eckfußstreben, Fenster mit Sprossung, Satteldach, Scheune: unterer Teil massiv, sonst verbrettert bzw. verschalt, Satteldach.                        | 09277333 |
|                                         | Schule                                                                             | Dorfstraße 51 (Karte)                       | bez. 1888                         | Putzbau mit Dachreiter, ortshistorisch und baugeschichtlich von Bedeutung, zweigeschossig, Sandsteingewände über der Tür mit gerader Verdachung und Konsolen, im Obergeschoss ebenfalls gerade Verdachungen, Dachreiter mit abgefasten Ecken, Uhr, Glockengeschoss, Welscher Haube und Laterne, Satteldach, linker Anbau mit Krüppelwalmdach. | 09277338 |
|                                         | Kriegerdenkmal Erster Weltkrieg                                                    | Dorfstraße 51 (unterhalb) (Karte)           | nach 1918                         | ortshistorische Relevanz, profilierter Sandsteinsockel mit Eisernem Kreuz | 09277337 |
|                                         | Wohnstallhaus                                                                      | Dorfstraße 53 (Karte)                       | um 1800                           | Obergeschoss Fachwerk verputzt, baugeschichtlich von Bedeutung. Erdgeschoss massiv, Gewölbe noch vorhanden, Obergeschoss Fenster in ursprünglicher Größe, Satteldach, Giebel verbrettert. | 09277339 |
|                                         | Gemeindeamt                                                                        | Dorfstraße 57 (Karte)                       | bez. 1927                         | Putzbau mit zentralem Dachhaus, ortshistorisch relevant, zweigeschossig, Sandsteingewände, Eingang mit Sandsteinquadern und Voluten in der Verdachung, leicht ausschwingende Freitreppe mit rustizierten Sandsteinen an den Stützmauern, Fenster mit originaler Sprossung, Krüppelwalmdach, Biberschwanzdeckung. | 09277340 |
|                                         | Häuslerhaus                                                                        | Dorfstraße 58 (Karte)                       | vermutlich 18. Jh.                | Obergeschoss Fachwerk, ornamental verbrettert, baugeschichtliche und sozialgeschichtliche Bedeutung. Erdgeschoss massiv, Obergeschoss Fenster in originaler Größe, Pferdekopfdach, verschiefert. | 09277341 |
| Weitere Bilder                          | Sachgesamtheitsbestandteil der Sachgesamtheit Weißeritztalbahn im OT Obercarsdorf  | Dresdner Landstraße (Karte)                 | 1882                              | Sachgesamtheitsbestandteil der Sachgesamtheit Weißeritztalbahn. Teilabschnitt Schmiedeberg, OT Obercarsdorf, mit folgendem Einzeldenkmal: Haltepunkt Obercarsdorf, bestehend aus Empfangsgebäude, Dienstraum und Warteraum mit Fahrkartenausgabe (ID-Nr. 09301542), eingeschossiger Massivbau mit kleinem verbretterten Teil, Sandsteingewände, flaches Satteldach mit Überstand, vermutlich ursprünglich 1882, 1928/1929 und 1934/1935 umgebaut.                                                                  | 09301545 |
| Weitere Bilder                          | Haltepunkt Obercarsdorf mit Empfangsgebäude (Einzeldenkmal zu ID-Nr. 09301545)     | Dresdner Landstraße 87 (gegenüber) (Karte)  | 1882                              | Einzeldenkmal der Sachgesamtheit Weißeritztalbahn, Teilabschnitt Schmiedeberg, OT Obercarsdorf: Haltepunkt Obercarsdorf, bestehend aus Empfangsgebäude mit Dienstraum und Warteraum mit Fahrkartenausgabe (ID-Nr. 09301545), eingeschossiger Massivbau mit kleinem verbretterten Teil, Sandsteingewände, flaches Satteldach mit Überstand, vermutlich urspr. 1882, 1928/29 und 1934/35 umgebaut – von geschichtlicher, wissenschaftlich-dokumentarischer, landschaftsgestaltender Bedeutung sowie Seltenheitswert. | 09301542 |
| Direkt Bild zu diesem Denkmal hochladen | Mundloch                                                                           | Dresdner Landstraße (Karte)                 | 1855                              | Mundloch des Entwässerungsstollns der bedeutenden Sadisdorfer Kupfergrube Mitte des 19. Jahrhunderts, bergbaugeschichtlich von Bedeutung. Sandsteingewände mit spitzbogigem Giebel, bezeichnet Pöbler Hauptstolln 1855, Stollnvortieb zwischen 1835 und 1846. | 09277355 |
|                                         | Wegestein                                                                          | Dresdner Landstraße 119 (gegenüber) (Karte) | bez. 1852                         | verkehrsgeschichtlich von Bedeutung, ca. 120 cm hoch, Sandstein | 09277353 |
|                                         | Klappermühle Obercarsdorf                                                          | Dresdner Landstraße 131 (Karte)             | um 1870                           | Mühlengebäude, u. a. ortshistorisch von Bedeutung. Putzbau mit Sandsteingewänden und zentralem Dacherker, dreigeschossig, massiv, zentrale Tür mit gerader Verdachung, die beiden mittleren Fenster im Obergeschoss mit Verdachung, im Dacherker Zwillings-Rundbogenfenster und seitlich Blendokuli, Rückseite Dacherker mit Zierfachwerk, Satteldach, vier Gaupen. | 09277354 |
| Direkt Bild zu diesem Denkmal hochladen | Wohnhaus                                                                           | Weißeritzweg 1 (Karte)                      | bez. 1805                         | Obergeschoss Fachwerk, baugeschichtlich von Bedeutung. Erdgeschoss massiv (verändert), Sandsteinportal mit Korbbogen und Schlussstein, Obergeschoss Fenster in ursprünglicher Größe, unregelmäßiges Fachwerk mit Diagonalstreben, Giebelseiten verbrettert, Satteldach. | 09277346 |
|                                         | Wohnhaus                                                                           | Weißeritzweg 8 (Karte)                      | um 1800                           | Obergeschoss Fachwerk verbrettert, regionaltypische Holzbauweise, baugeschichtlich von Bedeutung. Erdgeschoss massiv, Obergeschoss Fenster in ursprünglicher Größe, Satteldach. | 09277344 |

## Oberhäslich
| Bild                                    | Bezeichnung                               | Lage                           | Datierung                          | Beschreibung | ID       |
| --------------------------------------- | ----------------------------------------- | ------------------------------ | ---------------------------------- | --- | -------- |
| Direkt Bild zu diesem Denkmal hochladen | Mord- und Sühnekreuz                      | (Karte)                        | 15./16. Jh.                        | ortsgeschichtlich von Bedeutung | 08963172 |
|                                         | Drei Sandsteintafeln am Haus              | Dresdner Landstraße 14 (Karte) | bez. 1926, bez. 1837 und bez. 1856 | Drei Sandsteintafeln zur Geschichte des Hauses (Giebelseite), auf Brände hinweisend – zwei Sandstein-Torpfosten. | 08963075 |
| Direkt Bild zu diesem Denkmal hochladen | Wohnstallhaus                             | Dresdner Landstraße 24 (Karte) | 2. Hälfte 18. Jh.                  | Obergeschoss Fachwerk, eines der wenigen noch erhaltenen Beispiele von Holzbauweise im Ort, u. a. baugeschichtliche Bedeutung, bildprägend, | 08963074 |
|                                         | Vorwerk Oberhäslich (Freigut Oberhäslich) | Dresdner Landstraße 31 (Karte) | bez. 1772                          | Ehemaliges Herrenhaus, ehemaliges Wirtschaftsgebäude und zwei weitere Wirtschaftsgebäude eines ehemaligen Vorwerks, davor Transformatorenhäuschen – strukturprägender Vierseithof, ortshistorische und architektonische Bedeutung, davor Fachwerk-Transformatorenhäuschen (Technisches Denkmal). | 08963073 |

## Paulsdorf
| Bild                                    | Bezeichnung                       | Lage                             | Datierung                             | Beschreibung | ID       |
| --------------------------------------- | --------------------------------- | -------------------------------- | ------------------------------------- | --- | -------- |
| Direkt Bild zu diesem Denkmal hochladen | Weidegut Paulsdorf                | Am Weidegut 1b (Karte)           | bez. 1856 (Schrifttafel), Kern älter  | Wohnstallhaus, zwei daran angebaute Stallflügel, Scheune und Torpfeiler eines Bauernhofes: Wohnstallhaus Obergeschoss Fachwerk, Feldsteinscheune, in seiner Struktur erhaltenes, ortsbildprägendes Gut, baugeschichtliche und ortshistorische Bedeutung. Wohnstallhaus: Erdgeschoss massiv, Obergeschoss teils verbrettert, teils Sichtfachwerk, Fenster weitgehend in originaler Größe, Satteldach am Haken abgewalmt, die beiden Stallflügel überwiegend massiv, beim Westflügel der nördliche Obergeschoss-Teil Fachwerk, im Erdgeschoss Segmentbögen, Walmdächer, Feldsteinscheune mit Sandsteingewänden, Satteldach, Holztraufe, zum Teil Segmentbogenfenster im Obergeschoss. | 08963379 |
| Direkt Bild zu diesem Denkmal hochladen | Bogenbrücke, Haustein, zwei Bogen | Talsperrenstraße (Karte)         | um 1910                               | im Zusammenhang mit der Talsperre errichtet, Sandstein | 08963390 |
|                                         | Bildstock mit Kreuzigungsrelief   | Thomas-Müntzer-Straße (Karte)    | 15. Jh.                               | heimatgeschichtliche und kunstgeschichtliche sowie künstlerische Bedeutung, Sandstein, Kopfstück – urspr. im Haus Nr. 19 Flurstück 67/68 des gefluteten Dorfes Niedermalter eingemauert, ab 1919 mit Sockel vom Baumeister Fritzsch aus Dippoldiswalde unterhalb des heutigen Campingplatzes Paulsdorf Flurstück 207 aufgestellt, seit 1923 am heutigen Standort aufgestellt. | 08963386 |
|                                         | Bildstock                         | Thomas-Müntzer-Straße (Karte)    | Spätmittelalter                       | spätmittelalterliche Kreuzigungsszene, künstlerische und geschichtliche Bedeutung, mit Kreuzigungsszene, Sockel um 1920 und 1989 erneuert. | 09303497 |
| Direkt Bild zu diesem Denkmal hochladen | Gerätehaus der Feuerwehr          | Thomas-Müntzer-Straße (Karte)    | Ende 19. Jh.                          | ortshistorisch von Interesse, Satteldach verschiefert, Fachwerk, teils verbrettert | 08963384 |
|                                         | Wohnstallhaus                     | Thomas-Müntzer-Straße 17 (Karte) | bez. 1802 (Schlussstein über der Tür) | Obergeschoss Fachwerk, baugeschichtliche Bedeutung. Erdgeschoss massiv, Obergeschoss Fenster in originaler Größe, westliche Giebelseite massiv, Wirtschaftsteil hakenförmig angebaut, Satteldach verschiefert, Wirtschaftsteil Biberschwanzdeckung, Ehemaliges Erbgericht. | 08963385 |
| Direkt Bild zu diesem Denkmal hochladen | Wohnhaus                          | Thomas-Müntzer-Straße 27 (Karte) | bez. 1804 (Türstock)                  | Obergeschoss Fachwerk, baugeschichtliche Bedeutung. Erdgeschoss massiv, Sandsteingewände, Türgewände mit Segmentbogen und Schlussstein, Obergeschoss Fenster in originaler Größe, flaches Satteldach, Obergeschoss wahrscheinlich um 1900 neu entstanden (Drempel). | 08963382 |

## Reichstädt
| Bild                                    | Bezeichnung                                                 | Lage                               | Datierung                                       | Beschreibung | ID       |
| --------------------------------------- | ----------------------------------------------------------- | ---------------------------------- | ----------------------------------------------- | --- | -------- |
| Direkt Bild zu diesem Denkmal hochladen | Wohnhaus                                                    | Am Dorfbach 3 (Karte)              | 1. Hälfte 19. Jh.                               | Obergeschoss Fachwerk, baugeschichtliche Bedeutung. Erdgeschoss massiv, Obergeschoss in ursprünglicher Gliederung, Satteldach verschiefert. | 08963136 |
| Direkt Bild zu diesem Denkmal hochladen | Wohnstallhaus                                               | Am Dorfbach 4 (Karte)              | um 1800                                         | Obergeschoss Fachwerk, baugeschichtliche Bedeutung. Erdgeschoss massiv, Sandsteingewände, Obergeschoss weitgehend ursprüngliche Konstruktion, über Wirtschaftsteil (südlicher Teil) verändert, Satteldach, ursprüngliches Aussehen überwiegend erhalten. | 08963135 |
| Direkt Bild zu diesem Denkmal hochladen | Bogenbrücke                                                 | Am Dorfbach 5 (bei) (Karte)        | 2. Hälfte 19. Jh.                               | unter Verwendung von Bruchsteinen und Hausteinen errichtete Brücke zur Überquerung des Reichstädter Baches, ortsgeschichtlich technikgeschichtlich und verkehrsgeschichtlich von Bedeutung, Bruchstein und Haustein, Sandstein. | 08963134 |
| Direkt Bild zu diesem Denkmal hochladen | Wohnhaus                                                    | Am Dorfbach 6 (Karte)              | 1. Hälfte 19. Jh.                               | Obergeschoss Fachwerk, baugeschichtliche Bedeutung. Erdgeschoss massiv, Sandsteingewände, Obergeschoss Fenster in originaler Größe, Satteldach. | 08963133 |
| Direkt Bild zu diesem Denkmal hochladen | Wohnstallhaus                                               | Am Dorfbach 8 (Karte)              | 1. Hälfte 19. Jh.                               | Obergeschoss Fachwerk, baugeschichtliche Bedeutung. Erdgeschoss und eine Giebelseite massiv, Obergeschoss weitgehend in ursprünglicher Gliederung, Satteldach, Wohnbereich Sichtfachwerk, sonst verbrettert. | 08963132 |
| Direkt Bild zu diesem Denkmal hochladen | Wohnstallhaus                                               | Am Dorfbach 27 (Karte)             | 2. Hälfte 19. Jh.                               | Obergeschoss Fachwerk, baugeschichtlich und strukturprägend von Bedeutung. Erdgeschoss massiv, Sandsteingewände, Obergeschoss in ursprünglicher Gliederung, Satteldach, Giebel mit zwei Rundbogenfenstern. | 08963130 |
| Direkt Bild zu diesem Denkmal hochladen | Dreiseithof mit Anklängen an Schweizerstil, mit Einfriedung | Am Dorfbach 30 (Karte)             | um 1900                                         | baugeschichtliche Bedeutung. Wohnhaus: massiv, zweigeschossig, Sandsteingewände, Fenster teils mit Sprossung, Giebel mit Rundbogen und Rundfenster, die beiden Stallgebäude im Erdgeschoss massiv, Obergeschoss verbrettert. | 08963141 |
| Direkt Bild zu diesem Denkmal hochladen | Wohnstallhaus und Scheune eines Dreiseithofes               | Am Dorfbach 34; 34a (Karte)        | bez. 1856                                       | Obergeschoss Fachwerk, u. a. baugeschichtlich von Bedeutung. Wohnstallhaus: Erdgeschoss massiv, Sandstein-Fenster- und -Türgewände, an den Türen profiliert, Obergeschoss in ursprünglicher Konstruktion, Satteldach verschiefert, zwei liegende Dachfenster, Holzscheune: Erdgeschoss teils massiv, Satteldach. | 08963121 |
| Direkt Bild zu diesem Denkmal hochladen | Wohnstallhaus eines ehemaligen Zweiseithofes                | Am Dorfbach 35 (Karte)             | um 1800                                         | baugeschichtliche Bedeutung. Zweigeschossig, überwiegend massiv, ehemals Fachwerk, ansonsten sehr authentisch, Erdgeschoss teils Winterfenster, Südseite Obergeschoss und Giebel verbrettert, Satteldach, mit Sandsteingewänden und Korbbogenportal. | 08963120 |
| Direkt Bild zu diesem Denkmal hochladen | Wohnhaus                                                    | Am Dorfbach 37 (Karte)             | bez. 1865                                       | Obergeschoss Fachwerk, baugeschichtlich von Bedeutung. Erdgeschoss massiv, Sandsteingewände, Obergeschoss Fenster in originaler Größe, hölzerne Gewände, Satteldach verschiefert. | 08963119 |
| Weitere Bilder                          | Sachgesamtheit Schloss Reichstädt                           | Am Schloß 1; 2; 5 (Karte)          | 1535–1852                                       | Sachgesamtheit Schloss Reichstädt mit den Einzeldenkmalen: Schloss, Büste des Adam Rudolph von Schönberg (1712–1795) im Ehrenhof, Verwalterhaus, ehem. Brauerei, Mauer (ehem. französischen vom englischen Gartenteil trennend), Orangerie und Gärtnerhaus (ID-Nr. 08963126), Grabkapelle auf dem Friedhof (ID-Nr. 08963125) sowie Schlossgarten, Areal des ehemaligen Lust- und Küchengartens, zwei Alleen (Gartendenkmale) und Gewächshäuser (Sachgesamtheitsteile) – orts- und bauhistorische sowie gartenkünstlerische Bedeutung. | 09300984 |
| Weitere Bilder                          | Schloss Reichstädt (Einzeldenkmal zu ID-Nr. 09300984)       | Am Schloß 1; 2; 5 (Karte)          | bez. 1872, alter Kern (ehem. Brauerei)          | Einzeldenkmale der Sachgesamtheit Schloss Reichstädt: Schloss, Grabkapelle, Büste des Adam Rudolph von Schönberg im Ehrenhof sowie zwei Wirtschaftsgebäude (ehem. Verwalterhaus, ehem. Brauerei), Mauer im Garten, Orangerie und Gärtnerhaus – orts- und bauhistorische sowie gartenkünstlerische Bedeutung. | 08963126 |
| Weitere Bilder                          | Reichstädter Windmühle (Turmholländer mit Ausstattung)      | Hauptstraße (Karte)                | bez. 1850                                       | kleinste und am höchsten gelegene Windmühle Deutschlands, technik- und ortshistorisch von Interesse, singulär. Runder Baukörper aus Granitquadern, Kegeldach mit Holzschindeln, Holzflügel (nur noch zum Teil bespannt), 1982/83 wieder hergestellt, kleinste und höchstgelegene Windmühle im Osterzgebirge (mittlerweile Deutschlands, Stand: 2012), bis 1883 in Betrieb. | 08963095 |
| Direkt Bild zu diesem Denkmal hochladen | Brechhaus                                                   | Hauptstraße (Karte)                | 19. Jh.                                         | kleiner Bruchsteinbau von heimatgeschichtlicher Bedeutung Giebel verbrettert, eingeschossig, mit Unterkellerung, Name rührt vom Flachsbrechen her. | 08963282 |
| Direkt Bild zu diesem Denkmal hochladen | Wegestein                                                   | Hauptstraße (Karte)                | 19. Jh.                                         | verkehrsgeschichtlich von Bedeutung, ca. 1 m hoch, rechteckiger Stein, Sandstein | 08963113 |
|                                         | Gedenkstein                                                 | Hauptstraße 2 (bei) (Karte)        | evtl. 19. Jh.                                   | für Rudolf Sigismund Blochmann (1784–1871), ortsgeschichtlich von Bedeutung. Rudolf Sigismund Blochmann (Begründer der deutschen Gastechnik, geb. 1784 im Pfarrhaus in Reichstädt, gest. 1871), die Reliefplatte 1996 erneuert. | 08963128 |
|                                         | Dorfkirche Reichstädt und Kirchhof                          | Hauptstraße 2a (Karte)             | Ende 15. Jh. (Chor)                             | Kirche, Kirchhof, Aufbahrungshaus und Einfriedung mit Torpfeilern sowie Grabsteine und Kriegerdenkmal von 1920 für die Gefallenen des Ersten Weltkrieges – bau- und ortsgeschichtliche, teilweise künstlerische Bedeutung. Evangelische Pfarrkirche. Saalkirche mit 3/8-Chorschluss (Ende 15. Jh.), Westturm (1625) mit achteckigem Glockengeschoss, Welscher Haube und Laterne, 1892 durchgreifende Erneuerung des Inneren und Äußeren durch Theodor Quentin aus Pirna.                                                              | 08963125 |
| Direkt Bild zu diesem Denkmal hochladen | Wohnhaus (altes Schulgebäude)                               | Hauptstraße 3 (Karte)              | um 1830                                         | Obergeschoss Fachwerk, prägt das Ortsbild im Umkreis von Kirche und Schloss mit, baugeschichtlich und ortsgeschichtlich von Bedeutung. Erdgeschoss massiv, Sandsteingewände, Tür mit Korbbogen, zweiflügeliges Türblatt, Obergeschoss in ursprünglicher Konstruktion, Winterfenster, Krüppelwalmdach. | 08963124 |
| Direkt Bild zu diesem Denkmal hochladen | Wohnhaus                                                    | Hauptstraße 6 (Karte)              | 2. Hälfte 19. Jh.                               | Obergeschoss Fachwerk, baugeschichtliche Bedeutung. Erdgeschoss massiv, Sandsteingewände, Tür mit Korbbogen, Winterfenster, Obergeschoss Fenster in originaler Größe, südwestliche Giebelseite verändert, Satteldach verschiefert, nördliche Giebelseite verschiefert, Sonnenmotive, weitgehend im ursprünglichen Aussehen erhalten. | 08963123 |
| Direkt Bild zu diesem Denkmal hochladen | Wohnstallhaus eines ehemaligen Zweiseithofes                | Hauptstraße 14 (Karte)             | 1. Hälfte 19. Jh.                               | Obergeschoss Fachwerk, u. a. baugeschichtliche Bedeutung. Erdgeschoss massiv, Sandsteingewände, Türgewände mit Segmentbogen, Obergeschoss in ursprünglicher Gliederung, Fenster mit Sprossung, Giebel verbrettert, Satteldach verschiefert. | 08963122 |
| Direkt Bild zu diesem Denkmal hochladen | Wohnhaus                                                    | Hauptstraße 16 (Karte)             | 1. Hälfte 19. Jh.                               | Obergeschoss Fachwerk, baugeschichtliche Bedeutung. Erdgeschoss massiv, Sandstein-Tür- und -Fenstergewände, Winterfenster, Obergeschoss in ursprünglicher Gliederung, Satteldach. | 08963112 |
| Direkt Bild zu diesem Denkmal hochladen | Wohnstallhaus                                               | Hauptstraße 18 (Karte)             | 2. Hälfte 19. Jh.                               | ohne Anbau über Eck, Obergeschoss Fachwerk, baugeschichtlich von Bedeutung. Erdgeschoss massiv, Sandstein-Tür- und -Fenstergewände, Obergeschoss in ursprünglicher Gliederung, Satteldach verschiefert. | 08963118 |
| Direkt Bild zu diesem Denkmal hochladen | Wohnstallhaus eines ehemaligen Dreiseithofes                | Hauptstraße 39 (Karte)             | Ende 19. Jh.                                    | Obergeschoss teils Sichtfachwerk, teils verputzt, bild- und strukturprägend, baugeschichtlich von Bedeutung, giebelständig zur Straße, Erdgeschoss massiv, Winterfenster, profiliertes Sandstein-Türgewände, Obergeschoss in ursprünglicher Konstruktion, Giebel zur Straße mit Sichtfachwerk, zwei Segmentbogenfenster, Satteldach. | 08963108 |
| Direkt Bild zu diesem Denkmal hochladen | Spritzenhaus mit hölzernem Schlauchturm                     | Hauptstraße 46 (gegenüber) (Karte) | 2. Hälfte 19. Jh.                               | ortshistorisch von Bedeutung, massiver kleiner Bau mit Tor zur Straße, Giebel und Krüppelwalmdach verschiefert, Turm mit flachem Satteldach. | 08963105 |
| Direkt Bild zu diesem Denkmal hochladen | Massives Wohnstallhaus                                      | Hauptstraße 54 (Karte)             | bez. 1832                                       | Massives Wohnstallhaus (ohne Anbau), südlich Feldstein-Stützmauer – u. a. baugeschichtlich von Bedeutung. Sandstein-Korbbogentürgewände, mit Schlussstein, Sandstein-Fenstergewände, Fenster in originaler Größe, profiliertes Traufgesims, Krüppelwalmdach, nördliche Giebelseite verbrettert, Obergeschoss westliche Seite mit böhmischer Verbretterung. | 08963103 |
| Direkt Bild zu diesem Denkmal hochladen | Ehemalige Schule                                            | Hauptstraße 64 (Karte)             | bez. 1911                                       | Einflüsse des Reformstils, bau- und ortshistorisch von Interesse. Fenster im Erdgeschoss vergrößert, über dem Eingang Girlande mit Bezeichnung, Putzbau mit Verbretterung im Giebel und im Dachhaus, Dachreiter mit Glockenstuhl, die Glocke (wahrsch.14. Jh., Inschrift: „Maria, du bist eine Sprache des Trostes“) stammt aus der ehem. Nothelferkirche oberhalb des Ortes (gegründet vom Kloster Ossegg). | 08963057 |
| Direkt Bild zu diesem Denkmal hochladen | Wohnstallhaus und Scheune eines Dreiseithofes               | Hauptstraße 65 (Karte)             | bez. 1852 (Türstock), Kern wahrscheinlich älter | Wohnstallhaus Obergeschoss Fachwerk, bildprägend und baugeschichtliche Bedeutung. Erdgeschoss massiv, Sandstein-Tür- und -Fenstergewände, Obergeschoss in ursprünglicher Gliederung, teils Winterfenster, originale Sprossung, Satteldach, Scheune zur Straßenseite teils massiv, Fenster mit originaler Sprossung, Satteldach, mächtige Holzkonstruktion mit Zierfachwerk an der Giebelseite zur Straße. | 08963102 |
|                                         | Wohnstallhaus eines Dreiseithofes                           | Hauptstraße 76 (Karte)             | bez. 1880                                       | Obergeschoss Fachwerk, aufwändige Verschieferung, bildprägend und baugeschichtliche Bedeutung. Erdgeschoss massiv, profilierte Sandsteingewände, Obergeschoss in ursprünglicher Konstruktion, Fenster teils mit originaler Sprossung, reich gegliederte Verschieferung, am Giebel Sonnenmotive, Satteldach, am Giebel Zierbalken, schiefergedeckt. | 08963100 |
| Weitere Bilder                          | Wohnstallhaus und Scheune eines Dreiseithofes               | Hauptstraße 78 (Karte)             | Ende 19. Jh.                                    | straßenbildprägend und baugeschichtliche Bedeutung. Wohnstallhaus: zweigeschossig, massiv, 13 zu 3 Achsen, Fenster in ursprünglicher Größe, teils originale Sprossung, Sandsteingewände, Satteldach, Holzscheune: Hakengrundriss, Erdgeschoss teils massiv, Satteldach. | 08963098 |
|                                         | Wohnhaus mit rechtwinklig angesetztem Scheunenteil          | Hauptstraße 80 (Karte)             | 1. Hälfte 19. Jh.                               | Obergeschoss Fachwerk, Scheunenteil Ziergiebel, bildprägend und baugeschichtliche Bedeutung. Erdgeschoss massiv, Obergeschoss Fenster in originaler Größe, Satteldach verschiefert, Scheunenteil vollständig aus Holz, im Giebel böhmische Verbretterung und Zierwerk, mit Sonnenmotiven verschiefert. | 08963097 |
| Direkt Bild zu diesem Denkmal hochladen | Seitengebäude                                               | Hauptstraße 82a (Karte)            | wahrscheinlich 1858                             | kleiner Bruchsteinbau, Zeugnis der landwirtschaftlichen Entwicklung, heimatgeschichtlich von Bedeutung, verputzt, mit Dachüberstand, von Balken gestützt, Walmdach, verbrettert. | 08963096 |
| Weitere Bilder                          | Kapelle und Gedenkstein                                     | Hauptstraße 84a (Karte)            | 1872                                            | Kapelle, daneben Gedenkstein zur Erinnerung an die hier ursprünglich stehende Kahlehöhenkirche – neugotische Kapelle, ortshistorische Bedeutung. Sandstein-Tür- und -Fenstergewände, spitzbogig, Krüppelwalmdach verschiefert, altes zweiflügeliges Türblatt, Freitreppe, im Untergeschoss großes Tor, an dieser Stelle stand bis 1872 die schon im 13. Jh. erwähnte Wallfahrtskirche „Zu den 14 Nothelfern“, die heutige Kapelle Erbbegräbnis der Reichstädter Rittergutsherrschaft von Schönberg.                                   | 08963114 |
|                                         | Wohnstallhaus, Stall und Scheune eines Dreiseithofes        | Hauptstraße 91 (Karte)             | 1. Hälfte 19. Jh.                               | in seiner Struktur erhalten, Wohnstallhaus Obergeschoss Fachwerk, u. a. bauhistorische Bedeutung. Wohnstallhaus: Erdgeschoss massiv, Obergeschoss weitgehend in ursprünglicher Konstruktion, Satteldach, angrenzender Stall mit zweigeschossigem hölzernen Vorbau, Satteldach, Scheune mit Satteldach, Erdgeschoss der Nebengebäude teils massiv. | 08963099 |
| Direkt Bild zu diesem Denkmal hochladen | Bruchsteinbogenbrücke                                       | Hauptstraße 112 (bei) (Karte)      | 19. Jh.                                         | Bruchsteinbogenbrücke; heimatgeschichtliche Bedeutung | 09306326 |
| Direkt Bild zu diesem Denkmal hochladen | Wohnstallhaus                                               | Hauptstraße 120 (Karte)            | 1. Hälfte 19. Jh.                               | Obergeschoss Fachwerk, baugeschichtlich von Bedeutung. Erdgeschoss massiv, Obergeschoss in ursprünglicher Gliederung, Fenster mit Sprossung, Satteldach, Fachwerk teils verputzt, teils verschiefert. | 08963107 |
| Direkt Bild zu diesem Denkmal hochladen | Gasthof „Zu den grünen Linden“                              | Hauptstraße 123 (Karte)            | um 1900                                         | Gasthof mit Baumreihe – ortshistorisch relevant, zweigeschossig, Satteldach, verschiefert, eine Gaupe, massiver Bau mit Sandsteingewänden und Zierwerk am Dachstuhl. | 08963117 |
| Direkt Bild zu diesem Denkmal hochladen | Wohnstallhaus, Stall und Scheune eines Dreiseithofes        | Hauptstraße 124 (Karte)            | Mitte 19. Jh.                                   | bildprägend und baugeschichtlich von Bedeutung. Wohnstallhaus massiv: Sandstein-Tür- und -Fenstergewände, Giebel verbrettert, Krüppelwalmdach, Stall: Erdgeschoss Sandstein-Tür- und -Fenstergewände, Obergeschoss in ursprünglicher Gliederung, Krüppelwalmdach, Scheune Giebel verbrettert, Krüppelwalmdach, Giebelseite der Scheune zur Straße mit Zierfachwerk. | 08963109 |
| Direkt Bild zu diesem Denkmal hochladen | Buschmühle                                                  | Hauptstraße 129 (Karte)            | um 1800                                         | Mühlenanwesen – ortshistorisch bedeutend, massiver Baukörper mit Sandsteingewänden, am Wohnhaus schmales Korbbogentürgewände, Giebel verkleidet, am Betriebsgebäude Anbau mit Schleppdach, Satteldach, heute Sägemühle. | 08963110 |
| Direkt Bild zu diesem Denkmal hochladen | Bruchsteinbogenbrücke                                       | Obercarsdorfer Straße              |                                                 | Bruchsteinbogenbrücke; heimatgeschichtliche Bedeutung | 09306327 |
| Direkt Bild zu diesem Denkmal hochladen | Wohnhaus                                                    | Obercarsdorfer Straße 2 (Karte)    | 2. Hälfte 19. Jh.                               | baugeschichtlich von Bedeutung, massiv, zweigeschossig, verputzt, Fenster teils mit Sprossung und Winterfenstern, in der Spitze des Giebels zwei Rundbogenfenster, Satteldach verschiefert, Natursteingewände. | 08963138 |
|                                         | Zwei Wegesteine                                             | Röthenbacher Straße (Karte)        | 19. Jh.                                         | verkehrsgeschichtlich von Bedeutung | 08963127 |
| Direkt Bild zu diesem Denkmal hochladen | Wohnstallhaus                                               | Talstraße 6 (Karte)                | 18. Jh.                                         | Obergeschoss Fachwerk, baugeschichtlich von Bedeutung. Erdgeschoss massiv, hölzerner Scheunenteil, Obergeschoss Fenster in originaler Größe, Satteldach verschiefert. | 08963140 |
|                                         | Hofmühle – Mühlenanwesen mit Inschrifttafel                 | Talstraße 10 (Karte)               | bez. 1841, Kern vermutlich älter                | Hofmühle oder Ehrlichmühle – Obergeschoss Fachwerk, baugeschichtlich und ortsgeschichtlich von Bedeutung. Erdgeschoss massiv, Sandsteingewände profiliert, über den Türen gerade Verdachungen, einige Fenster mit ursprünglicher Sprossung, Eckquaderung, zum Wirtschaftsteil Stützpfeiler, Obergeschoss in ursprünglicher Gliederung, Krüppelwalmdach, verschiefert, durch die Länge des Baukörpers und die flachen Rundbogennischen aus Sandstein über den Fenstern im Ortsbild singulär.                                           | 08963137 |
|                                         | Niederer Gasthof                                            | Talstraße 16 (Karte)               | bez. 1844                                       | Gasthof mit Saal und Dachreiter, mit Inschrifttafel – an straßenbildprägender Stelle, orts- und bauhistorische Bedeutung, massiver zweigeschossiger Bau mit Sandsteingewänden, an der Giebelseite mit palladioartigen Fenstern, Krüppelwalmdach, Biberschwanz-Kronendeckung, drei alte Blitzableiter, laut Inschrifttafel war hier auch das alte Erbgericht. | 08963139 |

## Reinberg
| Bild                                    | Bezeichnung       | Lage                             | Datierung                  | Beschreibung | ID       |
| --------------------------------------- | ----------------- | -------------------------------- | -------------------------- | --- | -------- |
| Direkt Bild zu diesem Denkmal hochladen | Wegestein         | (Karte)                          | 19. Jh.                    | verkehrshistorisch von Bedeutung, Sandstein | 08963078 |
| Direkt Bild zu diesem Denkmal hochladen | Wegestein         | (Karte)                          | bez. 1835                  | verkehrshistorisch relevant | 09303490 |
|                                         | Ehem. Teichmühle  | Am Hafterteich 34; 34b (Karte)   | bez. 1835 (Wohnmühlenhaus) | Mühle mit Wohnmühlenhaus, Seitengebäude, Damm, Brücke mit Wehr und Reste des Wasserbaus – Mühlenanwesen von ortshistorischer und technikgeschichtlicher Bedeutung. Wohnmühlenhaus: Obergeschoss Fachwerk, Erdgeschoss massiv, W-Seite Fachwerk verbrettert, Türgewände mit Inschrift, Krüppelwalmdach, Seitengebäude: massiv, womöglich ehemals Holzkonstruktion, Krüppelwalmdach. | 08963076 |
|                                         | Massives Wohnhaus | Am Hafterteich 35 (Karte)        | um 1850                    | baugeschichtliche Bedeutung, zweigeschossig, massiver Putzbau, Sandsteingewände, Krüppelwalmdach, Biberschwanzdeckung inzwischen ruinös (2010). | 08963077 |
| Direkt Bild zu diesem Denkmal hochladen | Wegestein         | Reinberger Dorfstraße (Karte)    | 2. Hälfte 19. Jh.          | verkehrsgeschichtlich von Bedeutung, Sandstein, profiliert, ca. 1,70 m hoch | 08963080 |
| Direkt Bild zu diesem Denkmal hochladen | Wohnstallhaus     | Reinberger Dorfstraße 19 (Karte) | 18. Jh.                    | Obergeschoss Fachwerk, baugeschichtlich von Bedeutung. Erdgeschoss massiv, gesprosste Winterfenster, Giebelseite verbrettert, sonst Sichtfachwerk, Fenster Obergeschoss in originaler Größe, sechsfeldrige Sprossung, Satteldach. | 08963081 |

## Reinholdshain
| Bild                                    | Bezeichnung | Lage                                                                             | Datierung                           | Beschreibung | ID       |
| --------------------------------------- | --- | -------------------------------------------------------------------------------- | ----------------------------------- | --- | -------- |
|                                         | Bogenbrücke | Alte Poststraße (Karte)                                                          | wahrscheinlich 19. Jh.              | technisches Denkmal | 08963092 |
| Direkt Bild zu diesem Denkmal hochladen | Wohnstallhaus eines Vierseithofes | Alte Poststraße 4 (Karte)                                                        | bez. 1786 (Türgewände Schlussstein) | Obergeschoss Fachwerk, u. a. baugeschichtliche Bedeutung; Erdgeschoss massiv, Sandstein-Fenstergewände, Fenster Obergeschoss in originaler Größe, steiles Satteldach, zwei Segmentbogen-Türgewände, eine Seite Schieferdeckung. | 08963093 |
|                                         | Wohnstallhaus mit zwei aufwändig gestalteten Portalen und zwei Seitengebäude eines Dreiseithofes                                                                                         | Alte Poststraße 6; 6a (Karte)                                                    | bez. 1870                           | architektonisch und ortsgeschichtlich von Bedeutung; Wohnstallhaus massiv, Eckrustizierung, zweigeschossig, mit Kniestock, Giebel mit Drillingsfenster, Sandstein-Fenstergewände, Stall mit Pfeilern und Gewölbe, Türbekrönung rechts mit Inschrift, Seitengebäude gegenüber ehemals mit Fachwerk. | 08963094 |
|                                         | König-Johann-Denkmal: Denkmal des königlich-sächsischen Militärvereins | Am Bauzentrum (Karte)                                                            | nach 1871                           | ortsgeschichtlich von Bedeutung. Insgesamt knapp 4 m hoch, Haubitze auf 2,50 m hohem, sich verjüngendem Sandsteinsockel, von Kanonenkugeln umringt, recht platte männliche Symbolik, alles auf Plateau, einige Solitärbäume. Standort: Kleiner Denkmalhügel mit Plateaufläche, axial auf das Denkmal ausgerichtete Treppe, rechts und links der Treppe den Blick zum Denkmal leitende Bäume, Linden auf der Plateaufläche, Blickbeziehung von der Straße. | 08963091 |
| Direkt Bild zu diesem Denkmal hochladen | Wegestein | Glashütter Straße (Karte)                                                        | bez. 1837                           | verkehrshistorisch relevant | 09303491 |
|                                         | Wegestein | Glashütter Straße (Karte)                                                        | 19. Jh.                             | verkehrsgeschichtlich von Bedeutung; ca. 1,90 m hoch. | 08963090 |
|                                         | Bauernschänke | Glashütter Straße 19 (Karte)                                                     | um 1850                             | Gasthaus von bildprägender Wirkung und ortshistorischer Relevanz (ohne Anbau im rechten Winkel); zweigeschossig, massiver Putzbau mit Annex (dort Fenstergewände profiliert), Gurtgesims, Sandstein-Fenstergewände, Krüppelwalmdach, zentraler profilierter Türstock (Sandstein). | 08963088 |
|                                         | Wohnhaus mit Schmiede sowie Mord- und Sühnekreuz in der Einfriedung | Glashütter Straße 26 (Karte)                                                     | 1887                                | im ursprünglichen Aussehen weitgehend erhalten, ortsgeschichtlich relevant; Wohnhaus: zweigeschossig, massiv, Sandstein-Fenstergewände, gegiebelter zentraler Dacherker. | 08963089 |
| Direkt Bild zu diesem Denkmal hochladen | Torbogen | Kreischaer Straße 12 (Karte)                                                     | um 1800                             | Sandstein-Torbogen mit Kämpfer und Schlussstein, heimatgeschichtliche Relevanz | 08963087 |
| Direkt Bild zu diesem Denkmal hochladen | Gedenkstein, für einen vom Blitz Erschlagenen | Reinhardtsgrimmaer Straße (890 m östlich der Kreuzung Glashütter Straße) (Karte) | bez. 1837                           | Gedenkstein, für einen vom Blitz Erschlagenen, ortsgeschichtlich von Bedeutung; ca. 50 cm hoch, Sandstein, Inschrift: Johann Gottlieb Böhmer (zum Gedenken). | 08962994 |
|                                         | Sachgesamtheit Vorwerk Reinholdshain bestehend aus den Einzeldenkmalen: Wohnhaus (Herrenhaus), drei Seitengebäuden sowie Resten des Parkes mit zwei eingefassten Teichen (Gartendenkmal) | Vorwerk 2 (Karte)                                                                | bez. 1673 (Türgewände Herrenhaus)   | Sachgesamtheit Vorwerk Reinholdshain bestehend aus den Einzeldenkmalen: Wohnhaus (Herrenhaus), drei Seitengebäuden und Resten des Torbogens (Einzeldenkmale ID-Nr. 08963086) sowie Resten des Parkes mit zwei eingefassten Teichen (Gartendenkmal) – von ortshistorischer Bedeutung. Wohnhaus: zweigeschossig, massiv, große, meist achtfeldrig gesprosste Fenster mit Sandsteingewänden, altes Türgewände mit Schlussstein (Pflug) von 1946, am Haus ebenfalls aus der Zeit, Plastik eines „Dukatenscheißers“. | 09300650 |
|                                         | Einzeldenkmale der Sachgesamtheit Vorwerk Reinholdshain: Wohnhaus (Herrenhaus), drei Seitengebäude und Reste des Torbogens                                                               | Vorwerk 2 (Karte)                                                                | bez. 1673 (Türgewände)              | Einzeldenkmale der Sachgesamtheit Vorwerk Reinholdshain: Wohnhaus (Herrenhaus), drei Seitengebäude und Reste des Torbogens (Sachgesamtheit ID-Nr. 09300650) – von ortshistorischer Bedeutung. Wohnhaus: zweigeschossig, massiv, große, meist achtfeldrig gesprosste Fenster mit Sandsteingewänden, altes Türgewände mit Schlussstein (Pflug) von 1946, am Haus, ebenfalls aus der Zeit, Plastik eines „Dukatenscheißers“. Torbogen zu DDR-Zeiten durch LPG zerstört, Material aber noch vorhanden, Seitengebäude massiv, eingeschossig, Krüppelwalmdach mit Biberschwanz-Kronendeckung, hölzerne Dachhäuschen, die anderen Seitengebäude (Stall, Scheune) Feldstein, ebenfalls mit Biberschwanz-Kronendeckung. | 08963086 |

## Sadisdorf
| Bild                                    | Bezeichnung                                    | Lage                             | Datierung                      | Beschreibung | ID       |
| --------------------------------------- | ---------------------------------------------- | -------------------------------- | ------------------------------ | --- | -------- |
|                                         | Wegestein                                      | (Karte)                          | 19. Jh.                        | verkehrsgeschichtlich von Bedeutung | 09304070 |
|                                         | Gasthof Sadisdorf mit Saal                     | Frauensteiner Straße 9b (Karte)  | A. 20. Jh.                     | ortshistorisch von Interesse, zweigeschossiger Putzbau, massiv, profilierte Sandsteingewände, zweiflügeliges altes Türblatt, Mansarddach mit fünf Gaupen, Saal mit großen Fenstern, Gewände profiliert, zweiflügelige Tür, Walmdach. | 09277374 |
|                                         | Pfarrhaus                                      | Frauensteiner Straße 12 (Karte)  | um 1870                        | baugeschichtlich und ortshistorisch von Bedeutung. Zweigeschossig, massiv, Gewände, Gesimse und Ecklisenen aus Sandstein, im Giebel Zwillings-Rundbogenfenster und Okulus, Satteldach. | 09277373 |
| Weitere Bilder                          | St.-Gallus-Kirche Sadisdorf                    | Frauensteiner Straße 13 (Karte)  | 1633–1644, Kern älter (Kirche) | Kirche Sadisdorf, Kirchhof (erweitert zum Friedhof) und Einfriedung, Leichenhalle, Grab des Rittergutsbesitzers auf Naundorf, Kriegerdenkmal für die Gefallenen des Ersten Weltkrieges und OdF-Gedenkstein – Saalkirche mit quadratischem Westturm, baugeschichtliche und ortsgeschichtliche Bedeutung. Evangelische Pfarrkirche. Fast quadratische Saalkirche mit 5/10-Schluss und quadratischem Westturm, erbaut 1633–1644, unter Einbeziehung älterer Bauteile: Südwand ehem. mit romanischem Portal und Fenster (bei Umbau zugemauert), Nordwand mit romanischem Fenster und Tonnengewölbe in der Sakristei (1886 verändert). | 09277372 |
|                                         | Ehemalige Schmiede                             | Frauensteiner Straße 14b (Karte) | um 1830                        | bau- und ortsgeschichtliche Relevanz, bild- und strukturprägend, zweigeschossig, Sandsteingewände, Tür mit flachem Korbbogen, Winterfenster, Krüppelwalmdach, Giebel verbrettert, Biberschwanzdeckung, Fledermausgaupe, rückwärtiger Anbau. | 09277371 |
|                                         | Portal mit Schlussstein (mit Handwerkszeichen) | Frauensteiner Straße 16 (Karte)  | um 1800                        | Türbogen mit Tischlerei-Zeichen, im Ort singulär, ortsgeschichtlich von Bedeutung | 09277377 |
|                                         | Ehemalige Schule                               | Frauensteiner Straße 17 (Karte)  | um 1870                        | Putzbau mit Mittelrisalit und Dachreiter, ortshistorisch von Interesse, Hausteinsockel, zweigeschossig, Mittelrisalit mit zurückgesetztem Eingang, originale zweiflügelige Tür, davor Segmentbogen mit Schlussstein, zweiläufige Freitreppe mit originalem Gitter, Sandstein-Fenster-Gewände und Sandstein-Tür-Gewände profiliert, im Obergeschoss mit geraden Verdachungen, Gurtgesimse, flaches Walmdach, verschiefert. | 09277370 |
|                                         | Torbogen eines Dreiseithofes                   | Frauensteiner Straße 24a (Karte) | bez. 1873 (Torbogen)           | heimatgeschichtliches Detail | 09277369 |
|                                         | Wohnstallhaus und Scheune Zweiseithofes        | Frauensteiner Straße 31a (Karte) | 1885 (Wohnstallhaus)           | bild- und strukturprägend, baugeschichtliche Relevanz. Wohnstallhaus: zweigeschossiger massiver Putzbau, Sandsteingewände, an der Giebelseite Zierrosetten, 1 Okulus, Satteldach, Scheune: Holzkonstruktion verbrettert, Fenster mit originaler Sprossung, Satteldach. | 09277367 |
|                                         | Wohnhaus mit Wirtschaftsteil                   | Frauensteiner Straße 38 (Karte)  | um 1800                        | baugeschichtlich von Bedeutung. Erdgeschoss sowie Ost-Obergeschoss (hier ein liegendes Fenster) massiv, Sandsteingewände, sonst Obergeschoss Fachwerk verbrettert, Fenster in originaler Größe, Wirtschaftsteil Holzkonstruktion, verbrettert, Satteldach verschiefert. | 09277365 |
|                                         | Wohnstallhaus                                  | Frauensteiner Straße 52 (Karte)  | um 1800                        | Obergeschoss Fachwerk, regionaltypische Holzbauweise, baugeschichtlich von Bedeutung. Erdgeschoss massiv, Holztor am Wirtschaftsteil, Eingänge mit Segmentbogen, Obergeschoss Sichtfachwerk mit Diagonalstreben und Kopfstreben, Fenster in originaler Größe, Giebelseite mit Holzschindeln, Satteldach, südliche Längsseite überwiegend verbrettert. | 09277379 |
| Direkt Bild zu diesem Denkmal hochladen | Mundloch eines Stollens                        | Saubachtalstraße (Karte)         | vermtl. 19. Jh.                | baugeschichtlich und technikgeschichtlich von Bedeutung | 09277428 |

## Schmiedeberg
| Bild                                    | Bezeichnung                                                                       | Lage                                           | Datierung                                          | Beschreibung | ID       |
| --------------------------------------- | --------------------------------------------------------------------------------- | ---------------------------------------------- | -------------------------------------------------- | --- | -------- |
| Weitere Bilder                          | Sachgesamtheitsbestandteil der Sachgesamtheit Weißeritztalbahn im OT Schmiedeberg | (Karte)                                        | 1919–1922, Viadukt Schmiedeberg mit EÜ Schenkgasse | Sachgesamtheitsbestandteil der Sachgesamtheit Weißeritztalbahn. Einzeldenkmale im OT Schmiedeberg - Viadukt Schmiedeberg (1919/20 errichtet, 170 m lange Bogenbrücke) mit Anschlussbrückenbauwerk (1922 errichtet, 21 m lange Pendelpfeilerbrücke aus Beton) - Bahnhof Schmiedeberg mit Empfangsgebäude und Güterschuppen - Haltepunkt Buschmühle Weiteres zur Streckengeschichte.                                                                                      | 09301546 |
| Weitere Bilder                          | Kirche Zur Heiligen Dreieinigkeit                                                 | Alte Altenberger Straße (Karte)                | 1713–1716                                          | Kirche, davor Kriegerdenkmal für die Gefallenen des Ersten Weltkrieges – barocker Zentralbau nach Plänen von George Bähr (1666–1738), baugeschichtlich, ortsgeschichtlich und künstlerisch von Bedeutung. Evangelische Dreifaltigkeitskirche. Beachtenswerter Zentralbau, 1713–1716 von George Bähr. Restaurierungen 1830, 1840, 1854, 1883 (umfangreiche Veränderungen durch Christian Friedrich Arnold), 1958–1961 Wiederherstellung des urspr. Zustandes, 1978–1988. | 09278039 |
|                                         | Wohnstallhaus und Scheune                                                         | Alte Altenberger Straße 1d (Karte)             | bez. 1868 (Türstock), Kern wahrscheinlich 18. Jh.  | Obergeschoss Fachwerk verbrettert, Relikt der ursprünglichen ländlichen Bebauung, baugeschichtlich von Bedeutung. Wohnstallhaus: Erdgeschoss massiv, Sandsteingewände, Eingang mit Segmentbogen, Fenster Obergeschoss weitgehend in originaler Größe, mit Sprossung, zwei Fenster etwas verbreitert, Giebel verbrettert, Satteldach, Scheune: Holzkonstruktion, verbrettert, große Tore, Satteldach.                                                                    | 09278051 |
|                                         | Hickmann’scher Gasthof Schmiedeberg                                               | Alte Altenberger Straße 18 (Karte)             | 2. Hälfte 19. Jh., Turm nach 1896                  | Ehemaliger Gasthof mit bildprägendem Turm – ortshistorisch von Bedeutung, zweigeschossiger massiver Putzbau, Sandsteingewände, flacher dreiachsiger Mittelrisalit mit Eingang, Gewände profiliert, Gurtgesimse, Mansarddach, Schieferdeckung, ein alter Blitzableiter, Turm mit Putznutung und Quaderungen, Blendbogen, mächtige Haube (verschiefert) mit Laterne. | 09278046 |
|                                         | Pfarrhaus, erste Schule des Ortes                                                 | Alte Altenberger Straße 28 (Karte)             | 1708/1709                                          | baugeschichtlich und ortshistorisch von Bedeutung, zweigeschossiger massiver Putzbau mit Sandsteingewänden, Walmdach, Schieferdeckung, breite Schleppgaupe. | 09278040 |
|                                         | Wegestein                                                                         | Alte Altenberger Straße 28 (gegenüber) (Karte) | 19. Jh.                                            | verkehrsgeschichtlich von Bedeutung, Sandstein, ca. 70 cm hoch | 09278038 |
|                                         | Wohnhaus und älterer Gewölbekeller                                                | Alte Altenberger Straße 30 (Karte)             | bez. 1897, Keller womöglich 17. Jh.                | baugeschichtliche Bedeutung, zweigeschossig, massiv, Gurtgesimse, profilierte Putzfaschen, unterschiedliche Verdachungen, Eckquaderungen, Eingang an Seite verlegt, Walmdach, Schieferdeckung. | 09278041 |
|                                         | Wohnhaus                                                                          | Alte Altenberger Straße 32 (Karte)             | um 1900                                            | baugeschichtlich relevant, zweigeschossig, gelber Klinker, Eckpilaster, Bänder und Gesimse sowie Zierformen am Giebel mit rotem Klinker, Sandsteingewände, im Erdgeschoss profiliert, mit geraden Verdachungen, zur Straße profiliertes Sandsteingesims, Krüppelwalmdach, zwei Gaupen mit seitlichen Anschwüngen, zentrales Dachhaus. | 09278042 |
| Direkt Bild zu diesem Denkmal hochladen | Wegestein                                                                         | Alte Altenberger Straße 33 (gegenüber) (Karte) | 19. Jh.                                            | verkehrsgeschichtlich von Bedeutung, Sandstein, ca. 50 cm hoch | 09278043 |
|                                         | Viadukt Schmiedeberg und Bahnhof Schmiedeberg (Einzeldenkmale zu ID-Nr. 09301546) | Alte Altenberger Straße 34b; 34c (Karte)       | 1924, Bahnhof Schmiedeberg                         | Einzeldenkmale im OT Schmiedeberg - Viadukt Schmiedeberg (1919/20 errichtet, 170 m lange Bogenbrücke) mit Anschlussbrückenbauwerk (1922 errichtet, 21 m lange Pendelpfeilerbrücke aus Beton) - Bahnhof Schmiedeberg mit Empfangsgebäude und Güterschuppen - Haltepunkt Buschmühle Weiteres zur Streckengeschichte. | 09301547 |
|                                         | Ehem. Mühlenbauanstalt und Maschinenfabrik Gebrüder Seck – Zweigwerk Schmiedeberg | Alte Altenberger Straße 64 (Karte)             | 1912–1913                                          | Fabrikgebäude einer ehemaligen Gießerei – straßenbildprägend durch Reihung der Segment- bzw. Rundbögen, orts- und technikgeschichtlich von Bedeutung, architektonisch wertvoll bisher erhaltener Baukörper: 28 Joche, zweigeschossiger Putzbau mit Kopfbau, Lisenen und Fensterbögen durch helle Ziegel abgesetzt, Fenster weitgehend mit originaler Sprossung, flaches Satteldach.                                                                                     | 09278066 |
|                                         | Ehem. Buschmühle                                                                  | Altenberger Straße 70; 71; 72; 74 (Karte)      | 2. Hälfte 19. Jh.                                  | Mühlenanwesen mit Mühlengebäude (mit Anbau), zwei Wohnhäusern und einer Scheune – ortshistorisch relevant, war einst auch Gasthaus, ortsgeschichtlich und technikgeschichtlich von Bedeutung. | 09278060 |
|                                         | Haltepunkt Buschmühle (Einzeldenkmale zu ID-Nr. 09301546)                         | Altenberger Straße 71 (bei) (Karte)            | 1924, Bahnhof Schmiedeberg                         | Einzeldenkmale der Sachgesamtheit Weißeritztalbahn, Teilabschnitt Schmiedeberg, OT Schmiedeberg: Viadukt Schmiedeberg mit Eisenbahnüberführung Schenkgasse, Bahnhof Schmiedeberg mit Empfangsgebäude und Güterschuppen sowie Haltepunkt Buschmühle – von geschichtlicher, wissenschaftlich-dokumentarischer, landschaftsgestaltender Bedeutung sowie Seltenheitswert.                                                                                                   | 09301547 |
|                                         | Portal eines Wohnhauses                                                           | Lutherplatz 19 (Karte)                         | bez. 1849                                          | Sandstein-Türstock mit Korbbogen, heimatgeschichtliches Detail | 09278068 |
|                                         | Schule (mit Dachreiter) und Turnhalle                                             | Lutherplatz 24c (Karte)                        | 1908 (Schule)                                      | im Reformstil, ortshistorisch und baugeschichtlich relevant. Schule: zweigeschossiger Putzbau (nach Westen später verlängert), Eingang mit aufwändigem Sandsteingewände und originaler Tür, unter den Fenstern durchgehende rustizierte Sohlbänke, hohes Mansarddach, Biberschwanzdeckung, mit Dachhaus, Dachreiter, mit Uhr, Schieferdeckung, Turnhalle: eingeschossiger Putzbau, Mittelrisalit in der Dachzone mit Okuli, Mansarddach, Biberschwanzdeckung.           | 09278052 |
|                                         | Wohnhaus                                                                          | Lutherplatz 25 (Karte)                         | um 1850                                            | Obergeschoss Fachwerk verbrettert, Relikt regionaltypischer Holzbauweise, Strukturbestandteil des alten Ortskerns, baugeschichtlich von Bedeutung. Erdgeschoss massiv, Fenster Obergeschoss in originaler Größe, Krüppelwalmdach, breites Dachhaus, Biberschwanz-Kronendeckung. | 09278053 |
|                                         | Wohnhaus                                                                          | Lutherplatz 28 (Karte)                         | um 1800                                            | Obergeschoss Fachwerk verputzt, Relikt ländlicher Holzbauweise in verändertem Kontext, baugeschichtlich von Bedeutung. Erdgeschoss massiv, Sandsteingewände, Fenster Obergeschoss in originaler Größe, Giebel verschalt, Satteldach mit Schieferdeckung. | 09278054 |
|                                         | Wohnstallhaus                                                                     | Lutherplatz 29 (Karte)                         | 18. Jh.                                            | Obergeschoss Fachwerk, verbrettert, Strukturbestandteil der Reste des alten Dorfkerns und baugeschichtliche Bedeutung. Erdgeschoss massiv, Sandsteingewände mit Segmentbogen (später eingesetzt), Fenster Obergeschoss in originaler Größe, Satteldach. | 09278055 |
|                                         | Wohnhaus                                                                          | Lutherplatz 30 (Karte)                         | nach 1800                                          | Obergeschoss Fachwerk, verbrettert, Relikt der ländlichen Bebauung in städtischem Kontext, Strukturbestandteil der Reste des alten Dorfkerns, baugeschichtlich von Bedeutung Erdgeschoss massiv, Sandsteingewände, Eingang mit Segmentbogen, Winterfenster, Fenster Obergeschoss in originaler Größe, Giebel verschiefert, Krüppelwalmdach mit Schieferdeckung. | 09278056 |
|                                         | Wohnhaus                                                                          | Molchgrund 34 (Karte)                          | um 1890                                            | baugeschichtliche Relevanz, mit Putzgliederungen und Anklängen an Schweizerstil, eingeschossig, massiv, Sandsteingewände, im Giebel zwei Rundbogenfenster mit Schlussstein und floralem Ornament, Mittelrisalit mit Dachhaus, Satteldach mit Holzzierwerk, zwei stehende Gaupen. | 09278047 |
|                                         | Villa                                                                             | Molchgrund 38 (Karte)                          | um 1900                                            | baugeschichtliche Relevanz, mehrfarbig gestalteter Klinkerbau, über Polygonalmauerwerk-Sockel zweigeschossig, gelber Klinker, roter Klinker als Schmuckband an Ecken, Gurtgesims, Traufzone, Erker an straßenseitigem Mittelrisalit mit Dachhaus und Rundbogenfenstern, originale Sprossung fehlt, Walmdach mit Schieferdeckung. | 09278048 |
|                                         | Villa                                                                             | Molchgrund 42 (Karte)                          | um 1900                                            | baugeschichtliche Relevanz, mit Sandsteinelementen und auffälliger Dachkonstruktion, denkmalwürdig trotz einiger Glättungen. Zweigeschossiger massiver Putzbau über Natursteinsockel (polygonal), Sandsteingewände, Gurtgesims, Traufzone verbrettert, hohes Dach mit spitzen Giebeln, drei stehende Gaupen. | 09278049 |
|                                         | Villa mit langer Zufahrt                                                          | Molchgrund 49 (Karte)                          | nach 1900                                          | vor allem baugeschichtliche Relevanz, mit Sandsteinelementen und Holzzierwerk, polygonales Sockelgeschoss, zweigeschossig, verputzt, Sandsteingewände, Tür mit profilierten Gewänden, Rundbogen und Ornament, alte Tür, darüber großes rundbogiges Treppenhausfenster, Gurtgesimse, Holzveranden, an den Seiten Risalite mit Dachhäusern (mit verbrettertem Giebel), stehende Gaupen, Krüppelwalmdach.                                                                  | 09278050 |
| Direkt Bild zu diesem Denkmal hochladen | Ehem. Gasthof Niederpöbel                                                         | Niederpöbel 7 (Karte)                          | 1. Hälfte 19. Jh., Verschieferung bez. 1884        | Obergeschoss Fachwerk, baugeschichtlich und ortsgeschichtlich von Bedeutung. Erdgeschoss massiv, Fenstergewände, Fenster Obergeschoss weitgehend in originaler Größe, Giebel zweifarbig ornamental verschiefert, Langseite um 1900 mit breitem Dachhaus versehen, Satteldach mit Schieferdeckung, Rückseite mit ehemaligem Tanzsaal (nicht denkmalrelevant). | 09278092 |
| Direkt Bild zu diesem Denkmal hochladen | Stollnmundloch                                                                    | Niederpöbel 8c (Karte)                         | 1928                                               | bergbaugeschichtlich von Bedeutung, eingeschossig, mit rustizierter Eingangsrahmung, Giebelverschindelung mit Bergwerkszeichen, Dachreiter, Wetterfahne „1728–1928“. | 09278091 |
|                                         | Gemeindeamt                                                                       | Pöbeltalstraße 1 (Karte)                       | um 1878.                                           | eine Zeitlang Oberförsterei, Putzbau mit Sandsteingewänden und Wappenkartusche von 1663, 1930 eingemauert aus Herrenhaus des Rittergut Schmiedeberg, ortshistorisch relevant, an bildprägender Stelle, zweigeschossig, massiv, hohes Krüppelwalmdach, breite Schleppgaupe, verschiefert. | 09278037 |
|                                         | Ehem. Haus Wenzel, Wohnhaus                                                       | Pöbeltalstraße 1c (Karte)                      | um 1878                                            | Teil des früheren Rittergutes, ortshistorische Relevanz, prägt die Reste des alten Ortsbildes mitzweigeschossiger massiver Putzbau mit Sandsteingewänden, an der Giebelseite mit Verdachungen, südlicher Giebel mit drei Rundbogenfenstern, Krüppelwalmdach mit Schieferdeckung, lange Schleppgaupe. | 09278057 |
|                                         | Sgraffito                                                                         | Schenkgasse 2 (Karte)                          | um 1960                                            | Sgraffito mit Darstellung eines industriellen Schmiedevorganges – ortshistorischer Bezug, farblich in Gelb und Rot gefasst. | 09278069 |
|                                         | Portal eines Wohnhauses                                                           | Schenkgasse 4 (Karte)                          | bez. 1787                                          | Sandstein-Türstock mit Schlussstein, heimatgeschichtliches Detail mit Korbbogen | 09278070 |

## Schönfeld
| Bild                                    | Bezeichnung                                                                        | Lage                             | Datierung | Beschreibung | ID       |
| --------------------------------------- | ---------------------------------------------------------------------------------- | -------------------------------- | --- | --- | -------- |
| Weitere Bilder                          | Wegestein                                                                          | Bierweg (Karte)                  | 19. Jahrhundert | Verkehrsgeschichtlich von Bedeutung | 09278088 |
| Direkt Bild zu diesem Denkmal hochladen | Wegestein                                                                          | Sandwiesenweg (Karte)            | 19. Jahrhundert | Verkehrsgeschichtlich von Bedeutung | 09278089 |
| Direkt Bild zu diesem Denkmal hochladen |                                                                                    | Schönfeld, Schönfeld 4 (Karte)   | Vor 1750 | Obergeschoss Fachwerk, verbrettert, weitgehend im ursprünglichen regionaltypischen Aussehen erhalten, bau- und sozialgeschichtlich von Bedeutung | 09278115 |
| Direkt Bild zu diesem Denkmal hochladen |                                                                                    | Schönfeld, Schönfeld 8 (Karte)   | Nach 1700 | Obergeschoss Fachwerk, älteste Generation regionaltypischer Holzbauweise, bau- und sozialgeschichtlich von Bedeutung | 09278116 |
| Direkt Bild zu diesem Denkmal hochladen | Wohnstallhaus                                                                      | Schönfeld 9 (Karte)              | 18. Jahrhundert | Obergeschoss Fachwerk, weitgehend im regionaltypischen Aussehen erhalten, bau- und sozialgeschichtlich von Bedeutung | 09278117 |
| Direkt Bild zu diesem Denkmal hochladen | Wohnstallhaus                                                                      | Schönfeld 13 (Karte)             | Um 1700 | Obergeschoss Fachwerk, ohne Scheune, älteste erhaltene Generation regionaltypischer Holzbauweise, bau- und sozialgeschichtlich von Bedeutung | 09278111 |
| Direkt Bild zu diesem Denkmal hochladen | Wegestein                                                                          | Schönfeld 13 (gegenüber) (Karte) | 19. Jahrhundert | Verkehrsgeschichtlich von Bedeutung | 09278110 |
| Direkt Bild zu diesem Denkmal hochladen | Wohnstallhaus                                                                      | Schönfeld 15 (Karte)             | Vor 1750 | Obergeschoss Fachwerk, ältere Generation regionaltypischer Holzbauweise, baugeschichtlich von Bedeutung | 09278113 |
| Direkt Bild zu diesem Denkmal hochladen | Wohnstallhaus                                                                      | Schönfeld 16 (Karte)             | Um 1700 | Obergeschoss Fachwerk, älteste erhaltene Generation regionaltypischer Holzbauweise, baugeschichtlich von Bedeutung | 09278109 |
| Direkt Bild zu diesem Denkmal hochladen | Wohnstallhaus und Seitengebäude eines Zweiseithofes                                | Schönfeld 17 (Karte)             | Um 1700 | Wohnstallhaus Obergeschoss Fachwerk, älteste erhaltene Generation regionaltypischer Holzbauweise, baugeschichtlich und straßenbildprägend von Bedeutung | 09278108 |
| Direkt Bild zu diesem Denkmal hochladen | Wohnstallhaus und Scheune eines Zweiseithofes                                      | Schönfeld 18 (Karte)             | Vermutlich 18. Jahrhundert | Wohnstallhaus Obergeschoss Fachwerk, baugeschichtlich und straßenbildprägend von Bedeutung | 09278107 |
| Direkt Bild zu diesem Denkmal hochladen | Wohnstallhaus                                                                      | Schönfeld 22 (Karte)             | 18. Jahrhundert | Obergeschoss Fachwerk, hochgradig ursprünglich erhalten, baugeschichtlich von Bedeutung | 09278106 |
| Direkt Bild zu diesem Denkmal hochladen | Wohnstallhaus                                                                      | Schönfeld 24 (Karte)             | Kern um 1800 | Ohne Anbau, Obergeschoss Fachwerk, trotz unpassender Farbgebung relevant, da Konstruktion ursprünglich erhalten, baugeschichtlich von Bedeutung | 09278105 |
| Direkt Bild zu diesem Denkmal hochladen | Wohnstallhaus                                                                      | Schönfeld 29 (Karte)             | 2. Hälfte 19. Jahrhundert | Obergeschoss Fachwerk, spätes Beispiel regionaltypischer Holzbauweise, baugeschichtlich von Bedeutung | 09278112 |
| Direkt Bild zu diesem Denkmal hochladen | Wohnstallhaus und Scheune eines Zweiseithofes                                      | Schönfeld 30 (Karte)             | Um 1850 | Wohnstallhaus Obergeschoss Fachwerk, baugeschichtlich von Bedeutung | 09278102 |
| Direkt Bild zu diesem Denkmal hochladen | Wohnstallhaus                                                                      | Schönfeld 33 (Karte)             | 18. Jahrhundert | Obergeschoss Fachwerk, bis in Details ursprünglich erhalten, älteste im Ort anzutreffende Generation von Holzbauweise, bau- und sozialgeschichtlich von Bedeutung | 09278103 |
| Direkt Bild zu diesem Denkmal hochladen | Ehemalige Schule                                                                   | Schönfeld 49 (Karte)             | Bezeichnet mit 1885 (Supraporte) | Ortsgeschichtlich von Bedeutung | 09278100 |
| Direkt Bild zu diesem Denkmal hochladen | Wohnstallhaus                                                                      | Schönfeld 60 (Karte)             | Nach 1800 | Ohne Anbau, Obergeschoss Fachwerk, verbrettert, in zentraler Ortslage mit bemerkenswerter Kubatur, baugeschichtlich von Bedeutung | 09278099 |
| Weitere Bilder                          | Kirche mit Ausstattung, daneben Gedenkstein für die Gefallenen des Krieges 1870/71 | Schönfeld 61 (Karte)             | Kern 16. Jahrhundert (Kirche); Wetterfahne bezeichnet mit 1788 (Kirche); 18. Jahrhundert (Kanzelaltar); Anfang 18. Jahrhundert (Taufe); nach 1871 (Denkmal) | Bau- und ortsgeschichtlich von Bedeutung. Die Schönfelder Kirche liegt südlich der Dorfstraße. Sie ist ein verputzter einschiffiger Bruchsteinbau mit gedrungenem Satteldach und Glockenturm im Südwesten. Von gleicher Breite wie das Kirchenschiff ist auch der Chor mit 5/8-Schluss im Nordosten, an den sich eine kleine Sakristei anschließt. Auf einen Vorgängerbau von 1613 folgte 1788 der Bau des heutigen Turmes, wie man an der Jahreszahl an seiner Wetterfahne ablesen kann. Ein rundbogiges Portal führt vom schlichten Kirchsaal zur Westhalle. Der quadratische Turm ist in der oberen Hälfte mit dunklen Holzschindeln verbrettert, auf denen die hellen Ziffern der Turmuhr leuchten. Darüber erhebt sich eine schiefergedeckte geschweifte Dachhaube mit stehenden Gauben, eine achteckige Laterne mit schlanker Haube, Kugel und Wetterfahne. Zum Geläut gehören drei Glocken aus den Jahren 1585 (Glockengießer Wolf Hilliger), 1667 (Herold) und 1936 (Schilling). Der flach gedeckte Kirchsaal wurde 1837 unter Einbeziehung älterer Teile neu erbaut. Die umlaufenden Emporen sind an der Nord- und Südseite zweigeschossig. An der Ostseite befinden sich ein schlichter Kanzelaltar aus dem 18. Jahrhundert sowie der Taufstein vom Anfang des 18. Jahrhunderts. Die pneumatische Orgel auf der Westempore stammt aus dem Jahr 1934 von der Firma Barth & Boscher aus Dippoldiswalde. Die Schönfelder Dorfkirche mit ihrem schmuckvollen Glockenturm dokumentiert als authentisches baugeschichtliches Zeugnis den typischen ländlichen Kirchbau und begründet darin ihren Wert für die Kulturlandschaft Sachsens. Sie ist ein Kulturdenkmal, da wegen ihrer bau- und ortsgeschichtlichen Bedeutung ein öffentliches Erhaltungsinteresse besteht. | 09278096 |
| Direkt Bild zu diesem Denkmal hochladen | Wohnstallhaus                                                                      | Schönfeld 63 (Karte)             | Kern vor 1800 | Obergeschoss Fachwerk, trotz leichter Veränderungen relevant, da baugeschichtlich und ortsbildprägend von Bedeutung | 09278098 |
| Direkt Bild zu diesem Denkmal hochladen | Kriegerdenkmal für die Gefallenen des Ersten Weltkrieges                           | Schönfeld 71a (Karte)            | Nach 1918 | Ortsgeschichtlich von Bedeutung | 09278071 |
| Direkt Bild zu diesem Denkmal hochladen | Wohnstallhaus                                                                      | Schönfeld 74, 75 (Karte)         | Bezeichnet mit 1870, Kern wohl älter | Obergeschoss Fachwerk, aufgebrettert, ortsbildprägend durch erhöhte Lage und baugeschichtlich von Bedeutung | 09278072 |
| Direkt Bild zu diesem Denkmal hochladen | Wohnstallhaus                                                                      | Schönfeld 76 (Karte)             | 18. Jahrhundert | Obergeschoss Fachwerk, ältere Generation regionaltypischer Holzbauweise, bau- und sozialgeschichtlich von Bedeutung | 09278074 |
| Direkt Bild zu diesem Denkmal hochladen | Wohnstallhaus und Scheune eines Zweiseithofes                                      | Schönfeld 77 (Karte)             | 2. Hälfte 19. Jahrhundert, Kern älter | Beide Obergeschosse Fachwerk, ortsbild- und gestaltprägender, giebelständiger Bauernhof von hoher Originalität, bau- und heimatgeschichtlich von Bedeutung | 09278073 |
| Direkt Bild zu diesem Denkmal hochladen | Wohnstallhaus und Scheune eines Zweiseithofes                                      | Schönfeld 78 (Karte)             | 2. Hälfte 19. Jahrhundert, Kern eventuell älter | Wohnstallhaus Obergeschoss Fachwerk, ortsbild- und gestaltprägender Bauernhof, bau- und heimatgeschichtlich von Bedeutung | 09278075 |
| Direkt Bild zu diesem Denkmal hochladen | Wohnstallhaus                                                                      | Schönfeld 79 (Karte)             | Bezeichnet mit 1780 | Obergeschoss Fachwerk, ältere Generation regionaltypischer Holzbauweise, hochgradig ursprünglich erhalten, bau- und sozialgeschichtlich von Bedeutung | 09278076 |
| Direkt Bild zu diesem Denkmal hochladen | Wohnstallhaus und Scheune eines Zweiseithofes                                      | Schönfeld 81 (Karte)             | 1. Hälfte 19. Jahrhundert | Wohnstallhaus Obergeschoss Fachwerk, ortsbild- und gestaltprägender Bauernhof mit zwei Hausbäumen, bau- und heimatgeschichtlich von Bedeutung | 09278078 |
| Direkt Bild zu diesem Denkmal hochladen | Wohnstallhaus                                                                      | Schönfeld 83 (Karte)             | 1. Hälfte 19. Jahrhundert | Obergeschoss Sichtfachwerk, baugeschichtlich und ortsbildprägend von Bedeutung | 09278079 |
| Direkt Bild zu diesem Denkmal hochladen | Wohnstallhaus und Scheune eines Zweiseithofes                                      | Schönfeld 84 (Karte)             | Türstock bezeichnet mit 1840 | Wohnstallhaus Obergeschoss Fachwerk, verbrettert, baugeschichtlich von Bedeutung | 09278080 |
| Direkt Bild zu diesem Denkmal hochladen | Wohnstallhaus eines Zweiseithofes                                                  | Schönfeld 91 (Karte)             | Wohl um 1900 | Obergeschoss Fachwerk, baugeschichtlich von Bedeutung | 09278081 |
| Direkt Bild zu diesem Denkmal hochladen | Wohnstallhaus mit integriertem hölzernen Scheunenteil, gegenüber Felsenkeller      | Schönfeld 93 (Karte)             | 1. Hälfte 19. Jahrhundert, Kern älter | Wohnstallhaus Obergeschoss Fachwerk, baugeschichtlich von Bedeutung | 09278083 |
| Direkt Bild zu diesem Denkmal hochladen | Wegestein                                                                          | Schönfeld 93 (bei) (Karte)       | 19. Jahrhundert | Verkehrsgeschichtlich von Bedeutung | 09278084 |
| Direkt Bild zu diesem Denkmal hochladen | Wohnstallhaus                                                                      | Schönfeld 95 (Karte)             | Um 1800 | Obergeschoss Fachwerk, verbrettert, baugeschichtlich und straßenbildprägend von Bedeutung | 09278086 |
| Direkt Bild zu diesem Denkmal hochladen | Technische Ausstattung der Kempemühle (Sägegatter, Wasserrad, Transmission)        | Schönfeld 96 (Karte)             | 1896 (Vertikalgatter) | Technikgeschichtlich von Bedeutung | 09301701 |
| Direkt Bild zu diesem Denkmal hochladen | Massives Wohnhaus                                                                  | Schönfeld 99 (Karte)             | Türgewände bezeichnet mit 1900 | Gehoben durch Schmuckelemente, straßenbildprägend von Bedeutung | 09278087 |

## Seifersdorf
| Bild                                                              | Bezeichnung                                                                                   | Lage                                | Datierung | Beschreibung | ID       |
| ----------------------------------------------------------------- | --------------------------------------------------------------------------------------------- | ----------------------------------- | --- | --- | -------- |
| Direkt Bild zu diesem Denkmal hochladen                           | Wegestein                                                                                     | Bergstraße Kreuzung Borlaser Straße | 1836 | Wegestein; verkehrsgeschichtliche Relevanz.2017-2018 Restauriert. | 09306370 |
|                                                                   | Wohnhaus und Stallgebäude                                                                     | Alte Meißner Straße 8 (Karte)       | 1767. | beide Obergeschosse Fachwerk, strukturprägend und baugeschichtliche Bedeutung. Wohnhaus: Erdgeschoss massiv, Obergeschoss Fenster in originaler Größe, Giebel verbrettert, Satteldach verschiefert, zur Hauptstraße hin ein Anbau von 1898 im Hakengrundriss und ein Anbau im Erdgeschoss mit Keller und Flachdach nach 1910, Stall: Erdgeschoss massiv, Obergeschoss Fenster in originaler Größe, mit Sprossung, Satteldach. | 08963358 |
|                                                                   | Straßenbrücke                                                                                 | Bergstraße (Karte)                  | bez. 1911 | Bogenbrücke über die Rote Weißeritz, verkehrsgeschichtlich von Bedeutung, Sandsteinquader, Schlussstein. | 08963342 |
| Weitere Bilder                                                    | Sachgesamtheitsbestandteil der Sachgesamtheit Weißeritztalbahn im OT Seifersdorf und OT Oelsa | Bergstraße (Karte)                  | 1881–1910 | Sachgesamtheitsbestandteil der Sachgesamtheit Weißeritztalbahn. Teilabschnitt Dippoldiswalde mit folgenden Einzeldenkmalen: Bahnhof Seifersdorf sowie Stützmauer südwestlich des Bahnhofs sowie dreibogige Brücke nördlich des Bahnhofs und Betonbrücke des ehemaligen Streckenverlaufs (ID-Nr. 09301534) | 09301533 |
| Weitere Bilder                                                    | Dorfkirche Seifersdorf                                                                        | Bergstraße (Karte)                  | Ab 14Jh, 1451 (Teile des Chores)                                                                                     | Kirche, Kirchhof (zum Friedhof erweitert), Einfriedung, Kirchhofstor mit Torbäumen sowie Kriegerdenkmal für die Gefallenen des Ersten Weltkrieges – barocke Saalkirche mit Dachreiter, ortshistorisch und baugeschichtlich von Bedeutung. | 08963361 |
|                                                                   | Wohnhaus sowie Nebengebäude und Stützmauer                                                    | Bergstraße 5 (Karte)                | bez. 1870 (Türstock)                                                                                                 | ehemaliger Gasthof 1870, Obergeschoss Fachwerk, Anbau 1889, massives Nebengebäude von 1875, Anbau 1881 straßenbildprägend, baugeschichtlich und ortsgeschichtlich von Bedeutung. Wohnhaus: Erdgeschoss massiv, Sandsteingewände, an der Tür profiliert, Obergeschoss Fenster in originaler Größe, darüber Zierrosetten, Giebel Fachwerk mit Segmentbogenfenstern, originale Sprossung, Zierrosetten, massiver zweigeschossiger Anbau, Satteldach. Nebengebäude: zweigeschossig, massiv, Sandsteingewände, originale Fenster und Türblatt, Satteldach.                                                                 | 08963349 |
|                                                                   | Wohnhaus                                                                                      | Bergstraße 6 (Karte)                | Ende 18. Jh., Kern evtl. älter                                                                                       | Obergeschoss Fachwerk, trotz Veränderungen baugeschichtliche Bedeutung. Erdgeschoss massiv, zum Teil Sandsteingewände, Obergeschoss Fenster in originaler Größe (störender Balkonanbau), Giebel verschiefert, Satteldach mit zwei Dachhäuschen mit Fachwerk (eines verbrettert). | 08963348 |
|                                                                   | Bahnhof Seifersdorf und Betonbrücke (Einzeldenkmale zu ID-Nr. 09301533)                       | Bergstraße 6 (bei) (Karte)          | 1881 (Betonbrücke)                                                                                                   | Einzeldenkmale der Sachgesamtheit Weißeritztalbahn im OT Seifersdorf, Rabenau und Oelsa: Bahnhof Seifersdorf mit Empfangsgebäude, Lampenstube, Toilettenhäuschen, Güterboden, Stützmauer südwestlich des Bahnhofs, dreibogige Brücke nördlich des Bahnhofs und Betonbrücke des ehemaligen Streckenverlaufs (ID-Nr. 09301533) – von geschichtlicher, wissenschaftlich-dokumentarischer, landschaftsgestaltender Bedeutung sowie Seltenheitswert. | 09301534 |
|                                                                   | Wohnhaus                                                                                      | Bergstraße 8 (Karte)                | 1841 | Obergeschoss Fachwerk, baugeschichtliche Bedeutung. Erdgeschoss massiv, Obergeschoss Fenster in originaler Größe, Winterfenster, Giebel mit Fachwerk, Satteldach verschiefert, Anbau von 1850 massiv, in der Kubatur angeglichen. | 08963350 |
|                                                                   | Wohnhaus                                                                                      | Bergstraße 12 (Karte)               | 1884 | Obergeschoss Fachwerk, bildprägend, baugeschichtlich von Bedeutung. Erdgeschoss massiv, Sandsteingewände, Obergeschoss Fachwerk, Fenster in originaler Größe, Fachwerk ursprünglich schon mit Ziegeln ausgesetzt, Satteldach, zwei liegende Dachfenster, ehemaliger Stall heute zum massiven Wohnteil mit liegenden Fenstern ausgebaut. | 08963355 |
|                                                                   | Wohnstallhaus und Scheune eines Zweiseithofes                                                 | Bergstraße 22 (Karte)               | Kern 18. Jh. | Wohnstallhaus Obergeschoss Fachwerk, Fachwerkscheune, u. a. baugeschichtliche Bedeutung. Wohnstallhaus: Erdgeschoss massiv, Sandstein-Türgewände, zum Teil Sandstein-Fenstergewände, geringe Veränderungen, Obergeschoss Fenster in originaler Größe, Satteldach. Scheune: Tore zum Teil massiv umfasst, Obergeschoss Fenster in originaler Größe und Sprossung, Satteldach. | 08963354 |
| Weitere Bilder                                                    | Wohnstallhaus und zwei Scheunen eines in seiner Struktur erhaltenen Dreiseithofes             | Bergstraße 38 (Karte)               | bez. 1903 | u. a. baugeschichtlich von Bedeutung. Wohnstallhaus: zweigeschossig, massiv, profilierte Sandsteingewände und Putzgliederung, zweiflügeliges altes Türblatt, hölzerner Eingangsvorbau, 1. Scheune: Segmentbogentore mit Zierziegeln, Fenstergewände Sandstein, originale Sprossung, Satteldach, zweite Scheune ähnlich. | 08963357 |
|                                                                   | Stallgebäude eines Dreiseithofes                                                              | Bergstraße 41 (Karte)               | 1. Hälfte 19. Jh. | Obergeschoss Fachwerk, baugeschichtlich von Bedeutung, bildprägend. Erdgeschoss massiv, Obergeschoss Fachwerk, Fenstersprossung im Denkmalsinne rekonstruiert, Satteldach und Giebelseite verschiefert. | 08963360 |
|                                                                   | Turnhalle                                                                                     | Bergstraße 43a (Karte)              | 1924 | bau- und ortsgeschichtlich von Interesse. Portikus, Sockel aus Sandsteinquadern, je zwei Rundbogenfenster mit originaler Sprossung, unterteilt durch einen Stützpfeiler, zentraler Eingang, Mansard-Krüppelwalmdach, Dachaufbau mit Haube, an der nordöstlichen Seite Anbau mit Funktionsräumen, wohl original, südwestliche Seite Baracke von 1975. Neben der Turnhalle der beschauliche Rest des anstelle der Baracke gestandenen Sportler-Kriegerehrenmal von 1924 mit der später dazugekommenen Tafel der Gefallenen des Zweiten Weltkriegs.                                                                      | 08963356 |
|                                                                   | Scheune eines Dreiseithofes                                                                   | Bergstraße 54; 55 (hinter) (Karte)  | bez. 1905 | Obergeschoss Fachwerk, mit Anklängen an Schweizerstil, bildprägend, baugeschichtlich und wirtschaftsgeschichtlich von Bedeutung. Erdgeschoss massiv verändert, zwei Obergeschoss Fachwerk, Fenster in originaler Größe, mit Sprossung, zentrales Dachhaus mit Ziergiebel, flaches Satteldach. | 08963374 |
|                                                                   | Wohnstallhaus                                                                                 | Bergstraße 57 (Karte)               | 1665 lt. Kirchenrechnungsbuch, 1797 und 1810/11 (Auskunft) Umbau auf alten Mauern, dem Fachwerkobergeschoss mit Dach | Obergeschoss Fachwerk, baugeschichtlich und ortshistorisch von Bedeutung (ehemals Schule mit Kantorat), ortsbildprägend. Erdgeschoss massiv, Sandsteingewände, Eingang mit Segmentbogen und originalem zweiflügeligem Türblatt, Obergeschoss Fenster in originaler Größe, Krüppelwalmdach. | 08963363 |
|                                                                   | Wohnhaus (nur oberer Teil)                                                                    | Bergstraße 58 (Karte)               | bez. 1835 (Türstock)                                                                                                 | ehemaliges Wohnstallhaus, Obergeschoss Fachwerk, baugeschichtliche Bedeutung. Erdgeschoss massiv, zwei Türgewände mit Segmentbogen, Sandstein, Obergeschoss Fenster in originaler Größe, Giebel verschiefert, Satteldach. | 08963364 |
|                                                                   | Pfarrhaus, ehemaliges Stallgebäude und Holzscheune (erneuert) des ehemaligen Pfarrhofes       | Bergstraße 65; 65a (Karte)          | 1848/1817 | ortshistorische Bedeutung. Wohnhaus: zweigeschossig, Erdgeschoss massiv, Sandsteingewände, am Eingang profiliertes Sandsteingewände, darüber gerade Verdachung, zweiflügeliges altes Türblatt (ebenso auf der Rückseite zur Kirche hin), Winterfenster, Satteldach. Scheune: im Erdgeschoss zum Teil mit Sandstein, Satteldach. | 08963362 |
|                                                                   | Wohnstallhaus eines Dreiseithofes                                                             | Bergstraße 70 (Karte)               | um 1800, 1806 (Info.)                                                                                                | Obergeschoss Fachwerk verbrettert, u. a. baugeschichtliche Bedeutung. Wohnstallhaus: Erdgeschoss massiv, schmale Sandsteingewände, Obergeschoss Fenster in originaler Größe, mit Sprossung, Satteldach, Schieferdeckung. | 08963366 |
|                                                                   | Wohnstallhaus und Scheune eines Dreiseithofes                                                 | Bergstraße 76 (Karte)               | 1904 (Auskunft) | Scheune Obergeschoss Fachwerk, bild- und strukturprägend, baugeschichtlich von Bedeutung: - Wohnstallhaus: zweigeschossiger massiver Putzbau, Sandsteingewände, flaches Satteldach - Scheune: Erdgeschoss verändert, Obergeschoss Fenster in originaler Größe, Satteldach | 08963397 |
| Direkt Bild zu diesem Denkmal hochladen                           | Scheune eines Dreiseithofes                                                                   | Bergstraße 78 (Karte)               | um 1900 | Fachwerk, baugeschichtlich von Bedeutung | 08963367 |
|                                                                   | Wohnhaus                                                                                      | Bergstraße 79 (Karte)               | 1834 | Obergeschoss Fachwerk, baugeschichtliche Bedeutung. Erdgeschoss massiv, Sandsteingewände, Eingänge mit flachem Segmentbogen, Obergeschoss Fenster in originaler Größe, Satteldach, Schieferdeckung. Abgerissen am 1. Juli 2023. | 08963368 |
|                                                                   | Wohnstallhaus                                                                                 | Bergstraße 82 (Karte)               | wahrscheinlich um 1830                                                                                               | Obergeschoss Fachwerk, baugeschichtliche Bedeutung. Erdgeschoss massiv, Sandsteingewände, Eingänge mit Segmentbogen und Schlussstein, Obergeschoss Fenster (bis auf drei liegende) in originaler Größe, Giebelseite massiv, Krüppelwalmdach, Dachhecht. | 08963369 |
|                                                                   | Wohnhaus auf Hakengrundriss                                                                   | Bergstraße 89 (Karte)               | bez. 1835 (Türstock)                                                                                                 | Obergeschoss Fachwerk, baugeschichtliche Bedeutung. Erdgeschoss massiv, Sandsteingewände, Tür mit flachem Segmentbogen, zum Teil Winterfenster, Obergeschoss Fenster in originaler Größe, Satteldach verschiefert, über dem Anbau Dach abgewalmt. | 08963372 |
| [[Datei:\|120x120px\|alt=\|Wohnhaus mit angebautem Backhäuschen]] | Wohnhaus mit angebautem Backhäuschen                                                          | Bergstraße 107 (bei) (Karte)        | 1843 | Obergeschoss Fachwerk, u. a. baugeschichtlich von Bedeutung. Erdgeschoss massiv, Sandsteingewände, Türrahmen profiliert, Obergeschoss Fenster in originaler Größe, Giebel verbrettert, Satteldach verschiefert. | 08963373 |
|                                                                   | Wohnhaus in offener Bebauung                                                                  | Bergstraße 134 (Karte)              | 1900 | frühes Zeugnis des Tourismus, baugeschichtliche Bedeutung. Zweigeschossiges villenartiges Mietshaus, entstanden 1900 am Ende des Dorfes mit baulichen Formen von städtischem Einfluss, massiver Putzbau mit flachem Pyramidendach, darunter bemalte „Attika“-Zone, originale Fensterteilung, zweigeschossiger hölzerner Balkon, hölzernes Eingangshäuschen. | 09299988 |
|                                                                   | Wohnhaus mit Anklängen an Schweizerstil, früher Kurhaus.                                      | Bergstraße 136 (Karte)              | 1898 | u. a. baugeschichtliche Bedeutung. Zweigeschossig, massiv, profiliertes Sandsteingewände, zur Straße hin Holzloggia mit aufwändigem Schnitzwerk, Längsseite mit Mittelrisalit und Dachhaus, Krüppelwalmdach, zwei Gaupen (ehem. Kurhaus). | 08963375 |
|                                                                   | Dreiflügelbau, heute Altenpflegeheim                                                          | Bergstraße 137 (Karte)              | 1901/1928 | bau- und ortsgeschichtliche Bedeutung. Sockelgeschoss mit Haustein, Eckquaderung und Segmentbogenfenstern mit gequadertem Giebel, in den beiden Obergeschoss profilierte Gewände, zum Teil Ensemble mit eingesetztem Segmentbogen, Eingang durch bis in das Dach geführten Risalit betont, Rundbogen, zweiflügeliges Türblatt, Zeltdach, Traufe und Giebel mit Deutschem Band, Krüppelwalmdach, Fassadengliederung durch unterschiedliche Fensterformen und Risalite sowie zentralen Eingangsbereich mit Säulen, trotz späterer Anbauten in seinem ursprünglichen Aussehen weitgehend erhalten (ehem. Genesungsheim). | 08963376 |
|                                                                   | Scheune eines Dreiseithofes                                                                   | Neue Straße 3 (neben) (Karte)       | 18. Jh. | Obergeschoss Fachwerk/Verbrettert, alter Baukörper und Dachstuhl (Scheune), u. a. baugeschichtliche Bedeutung. Obergeschoss Fachwerk verputzt oder verschalt, Außenseite verändert, Satteldach mit Schleppdach. | 08963396 |

## Ulberndorf
| Bild                                    | Bezeichnung                                                                     | Lage                                | Datierung                         | Beschreibung | ID       |
| --------------------------------------- | ------------------------------------------------------------------------------- | ----------------------------------- | --------------------------------- | --- | -------- |
| Direkt Bild zu diesem Denkmal hochladen | Wegestein                                                                       | (Karte)                             | 2. H. 19. Jh.                     | verkehrsgeschichtlich von Bedeutung | 09303496 |
|                                         | Wohnhaus                                                                        | Alte Dorfstraße 12 (Karte)          | bez. 1796 (Schlussstein Türsturz) | Obergeschoss zum großen Teil noch Fachwerk, Relikt ländlicher Holzbauweise in verändertem Kontext, baugeschichtlich von Bedeutung. Erdgeschoss und Giebel massiv, Sandsteingewände, zwei Segmentbogen-Türgewände, Fenster Obergeschoss zum Teil vergrößert, Biberschwanz-Kronendeckung, integrierter Wirtschaftsteil erhalten. | 08963019 |
| Direkt Bild zu diesem Denkmal hochladen | Wohnstallhaus und drei Seitengebäude eines Vierseithofes                        | Alte Straße 13, 13b (Karte)         | Bezeichnet mit 1793               | Bau- und ortsgeschichtliche Bedeutung | 09306919 |
|                                         | Wegestein                                                                       | Ulberndorfer Straße (Karte)         | bez. 1836                         | verkehrsgeschichtlich von Bedeutung, Sandstein | 08963021 |
|                                         | Sachgesamtheitsbestandteil der Sachgesamtheit Weißeritztalbahn im OT Ulberndorf | Ulberndorfer Straße (Karte)         | E. 19. Jh. (Bahnwärterhaus)       | Sachgesamtheitsbestandteil der Sachgesamtheit Weißeritztalbahn. Teilabschnitt Dippoldiswalde, OT Ulberndorf mit dem Einzeldenkmal: ehemaliges Bahnwärterhaus (ID-Nr. 09301540) – ehemaliges Bahnwärterhaus, eingeschossig, Drempel, Segmentbogenöffnungen, flaches Satteldach mit Biberschwanz-Kronendeckung, profilierte Sandstein-Fenstergewände, Ende 19. Jahrhundert.                                                                      | 09301539 |
| Direkt Bild zu diesem Denkmal hochladen | Fabrikantenvilla mit einigem Dekor, vom Schweizerstil beeinflusst               | Ulberndorfer Straße 1 (Karte)       | um 1905                           | u. a. baugeschichtliche Bedeutung, zweigeschossig, massiv, Putzbau, rustizierter Sockel, Erdgeschoss: Eingangssituation und auf der anderen Seite Loggia besonders auffällig, Dachüberstand mit Zierknaggen, Schieferdeckung, Gurtgesims, aufwändig gestaltete Sandstein-Fenstergewände, zum Teil Palladiomotiv, heute Tagesklinik. | 08963017 |
|                                         | ehem. Bahnwärterhaus (Einzeldenkmal zu ID-Nr. 09301539)                         | Ulberndorfer Straße 4b              | E. 19. Jh.                        | Einzeldenkmal der Sachgesamtheit Weißeritztalbahn, Teilabschnitt Dippoldiswalde, OT Ulberndorf: ehemaliges Bahnwärterhaus (ID-Nr. 09301539) – von geschichtlicher, wissenschaftlich-dokumentarischer, landschaftsgestaltendem Bedeutung sowie Seltenheitswert. Ehemaliges Bahnwärterhaus, eingeschossig, Drempel, Segmentbogenöffnungen, flaches Satteldach mit Biberschwanz-Kronendeckung, profilierte Sandstein-Fenstergewände, Ende 19. Jh. | 09301540 |
| Direkt Bild zu diesem Denkmal hochladen | Wohnstallhaus und Scheune eines Zweiseithofes                                   | Ulberndorfer Straße 33; 33a (Karte) | 2. Hälfte 19. Jh.                 | Wohnstallhaus Obergeschoss Fachwerk, Fachwerkscheune, u. a. baugeschichtliche Bedeutung. Wohnstallhaus: Erdgeschoss massiv, Sandsteingewände, Stallteil intakt, Fenster Obergeschoss gesprosst und in originaler Größe, Giebel verbrettert, eine Giebelseite ausgemauert, Schieferdeckung, Scheune: Holzkonstruktion, Schieferdeckung. | 08963022 |

## Ausführliche Denkmaltexte
1. 1 2 3 4 5 6 7  Sachgesamtheit mit Gleiskörper (Sachgesamtheitsteile), Technik und allen Hochbauten sowie Brücken der Weißeritztalbahn in den Gemeinden Freital (OT Hainsberg), Rabenau (OT Rabenau, Lübau, Spechtritz, Oelsa), Dippoldiswalde (OT Malter, Dippoldiswalde, Ulberndorf), Schmiedeberg (OT Obercarsdorf, Schmiedeberg, Naundorf) und Altenberg (OT Oberbärenburg, Kurort Kipsdorf) – bedeutendes Denkmal der sächsischen Verkehrsgeschichte, eine der ältesten Schmalspurbahnen Deutschlands, von geschichtlicher, wissenschaftlich-dokumentarischer, landschaftsgestaltender Bedeutung sowie Seltenheitswert.
Die 26,3 km lange Schmalspurstrecke (750 mm Spurweite) wurde 1880–1882 bis Schmiedeberg vollendet, im Jahr darauf bis Kipsdorf. Veränderungen des Streckenverlaufs 1908–1912 durch den Bau der Talsperre Malter, mehrfache Umbauten bis 1934, Hauptauftraggeber waren Industriebetriebe in Dippoldiswalde und die Eisengießerei in Schmiedeberg, steilste Streckenabschnitte der sächsischen Schmalspurbahnen, Bahnkörper, Bahnhofsgestaltung und Trassierungselemente bestimmten die technische Entwicklung aller Schmalspurbahnen in Sachsen.
2. ↑  Der Ortskern mit dem zentralen längsrechteckigen Marktplatz, zu dem von allen Seiten senkrecht insgesamt acht Straßen bzw. Wege führen, und mit den südlich anschließenden, ebenfalls aufs Mittelalter zurückgehenden Komplexen der Kirche und des Schlosses, war seit dem 14. Jahrhundert von einer Mauer umgeben, von der südlich Reste erhalten sind. Wahrscheinlich existierte das Stadtrecht des an einer Handelsstraße gelegenen Ortes bereits früher. Straßennamen wie Schuhgasse bezeugen die einstige Existenz von Handwerkerinnungen, und die Große Wassergasse etwa, die den gitterartigen Siedlungsraum nach Osten bis zur ehemaligen Stadtmauer mitgestaltet, steht für die offenen Gerinne, die einst Bergwasser aus den Stollen am Sonnenberg zu Tal führten. An ihr lagen Betriebe, die viel Wasser brauchten, wie Schmiede, Brauhaus und Böttcherei. Nach Westen fällt der Geländesporn steil ab. Die Gartenanlagen des Schlosses, sich anschließende neuzeitliche Parkanlagen, aber auch historische Streuobstwiesen formen hier eine besonders malerische Situation. Ansonsten herrscht geschlossene Bebauung vor, die vor allem am Markt besticht. Findet man auf dessen Westseite noch traufständige, dreigeschossige Gebäude mit z. T. steilen Satteldächern und Renaissanceportalen, so sind die Häuser der Ostseite nach den Stadtbränden 1826 und 1841 ihrer Ziergiebel verlustig gegangen und zunächst nur eingeschossig wieder aufgebaut worden. Heute zeigen sie, wie auch die Bebauung der erschließenden Straßen, die für sächsische Kleinstädte typischen Lochfassaden des 19. Jahrhunderts. Ein wertvoller Bau ist das Rathaus mit seiner mächtigen Giebelfassade der Renaissance, das den Platz südlich begrenzt. Bemerkenswert sind auch die beiden noch ablesbaren Vorstadtsituationen am Obertorplatz und Niedertorplatz. Ehemalige Stadtscheunen, die Zeugnis befestigter Ackerbürgerorte sind, haben sich z. T. am Planberg und am Heideweg erhalten.
3. ↑  Sowjetischer Ehrenfriedhof

Zugangsweg: von SW nach NO axial geführter Weg von der Straße zum Friedhof mit zwei Eingangspfeilern und dazwischen gespanntem Stahlelement (Sonnenmotiv) und Schriftzug „Ruhm und Ehre / den sowjetischen Helden“, Brücke mit Geländer aus Stahlrohr (Sonnenmotiv) über einen von SO nach NW verlaufenden Graben Einfriedung: im SW Zaun mit Zaunpfeilern und Zaunfeldern aus Stahlrohr geschweißt (Sonnenmotiv) sowie Tor mit zwei Torpfeiler und zwei Torflügeln mit gleichem Motiv, im NW, NO und SO geschnittene Lebensbaumhecke Wegesystem: axialer Zugangsweg wird auf dem Friedhof zum zentralen Denkmalplatz weitergeführt Gehölze: vier Solitärbäume (Koniferen) und kriechender Wacholder am Hauptweg zwischen Friedhofstor und Denkmalplatz, Bepflanzung der Gräber mit Cotoneaster Gedenkstein, sowjetisch: in der Mitte des Denkmalplatzes steile Pyramide auf Sockel, trägt Stern mit Hammer und Sichel, kyrillische Inschrift auf Pyramide, 88 Soldatengräber mit Grabmalen.
4. ↑  Schulgebäude Dippoldiswalde
  - Altbau: dreigeschossig, massiv, Putzbau, Mittelrisalit um ein Geschoss erhöht, Reste von Fensterbekrönung, Sandstein-Fenstergewände, Walmdach, Biberschwanz-Kronendeckung.
  - Turnhalle: massiv, eingeschossig, Putzbau, Tür- und Fensterbekrönungen, flaches Walmdach, neben Tür Medaillon mit Datierung.
  - Erweiterungsbau: dreigeschossig massiv, Putzbau, seitlich Treppentürmchen.
5. ↑  Evangelische Nikolaikirche, seit dem 16. Jh. Friedhofskirche. Bedeutende, dreischiffige Pfeilerbasilika im Übergang von der Romanik zur Gotik, 2. V. 13. Jh., ohne Turm, der Chor mit polygonaler (fünfseitiger) Apsis. 1882/83 umfangreiche Restaurierung durch Hugo Altendorff. Weitere Renovierungen 1908/09.
  - Äußeres: Langhaus, Chor und Apsis in der Höhe deutlich voneinander abgesetzt. Bruchsteinbau mit Sandsteingliederungen. Die Westmauer des Mittelschiffs vorspringend und von außergewöhnlicher Stärke, Rundfenster etwas nach Süden gerückt (evtl. verborgene Treppenaufgänge, vgl. Stadtkirche). Alle übrigen Fenster rundbogig, zum Teil mit spitzbogigen Blenden. Am sonst schlichten Bau unterhalb des Dachgesimses und entlang der Giebel umlaufender Fries. An der Apsis Kleeblattbögen auf kleinen Konsolen, sonst abgetreppte Rundbogenfriese und Ecklisenen. An der West- und Nordseite spitzbogige Portale. Die Türöffnung der Nordwand mit Kleeblattbogen, das Portal wimpergartig gerahmt und der Außenwand vorgelegt. Beide Portale mit Wülsten in den Laibungen, ähnlich den Apsisfenstern, und mit Wirteln statt Kämpfern, die Apsisfenster entsprechend gestaltet.
  - Inneres: Das Langhaus ein flachgedeckter Bau mit vier Spitzbogenarkaden auf stark längsrechteckigen Pfeilern, die zum Mittelschiff hin abgetreppt sind, gleich dem ebenfalls spitzbogigen Triumphbogen. Sockel und Kämpfer mit umlaufendem Profil. Die Obergadenfenster liegen nicht in der Arkadenachse. Quadratischer Chor mit busigem Kreuzrippengewölbe. Kräftige Wülste und Kehlen, hängender, mit Blattwerk verzierter Schlussstein. Eckdienste mit schönen frühgotischen Akanthuskapitellen. Apsis mit Gratgewölbe. Oberhalb der Arkaden im Langhaus wurden an der Nord- und Südseite Wandmalereien freigelegt, die aus dem 14. bis 16. Jh. stammen sollen. Die Malereien in zwei Registern mit 30 Feldern. Auf der Südseite, nur noch schwer erkennbar, Szenen des Neuen Testaments und Darstellungen aus dem Leben des hl. Nikolaus. An der Nordseite nur Feldersystem angegeben, darüber Wappen derer von Dohna. An der Westseite monumentale Christophorus-Darstellung. Unterhalb der Decke des Langhauses umlaufender ornamentaler Fries, ebenso an Triumph- und Apsisbogeninnenseite sowie an der nördlichen und südlichen Chorwand, 1882 angeblich nach Befund erneuert.
  - Ausstattung: Altar in neuer Zusammenstellung von 1907: Gesprenge von Friedrich Burghardt über einer Predella unter Verwendung älterer Figuren: Maria und Johannes von einer Kreuzigungsgruppe, Gnadenstuhl (Doppelfigur), Auferstandener und wenige Architekturteile (16. Jh.), Predella mit der plastischen Darstellung der Hl. Sippe im Mittelschrein, die gemalten Flügel zeigen an den Innenseiten Szenen aus der Joachimslegende, die Außenseiten mit Schmerzensmann, sowie Schmerzensmutter und Johannes, um 1515 von einem Freiberger Meister. – Schnitzfigur des hl. Nikolaus, M. 14. Jh. – Kreuzigungsgruppe in einer Arkade: Gekreuzigter 17. Jh., Maria und Johannes, 1. V. 15. Jh. – Altarschrein mit Christus und Evangelisten (ehem. Kanzelfiguren?), 17. Jh. – Tafelbild des Petrus, 17. Jh., letzter Rest der 1882/83 zerstörten barocken Felderdecke des Langhauses (vgl. Stadtkirche, Chor). – Grabstein eines Ritters, 2. V. 16. Jh. (Maltitz?), Kriegerehrung in Form eines Flügelschreins von Paul Rößler, 1928 geweiht. An der Südseite des Chores kleiner Gruftanbau mit barockem Blendgiebel und verschiedenen Grabmälern, hervorzuheben die des Bürgermeisters Gottfried Pauli († 1701) und des Amtshauptmanns Gottfried Heinrich Pauli († 1730) (Dehio Sachsen I, 1996).
  - Formen im Übergang von der Romanik zur Gotik, Fenster zum großen Teil rundbogig, zum Teil mit spitzbogigen Blenden, innen flachgedeckt, Langhaus mit vier Spitzbogenarkaden, Obergadenfenster liegen nicht in der Arkadenachse, quadratischer Chor, Wandmalereien Nord- und Südseite (14.–16. Jh.), Altar mit Schnitzfiguren 14., 16. und 17. Jh., Altarschrein 17. Jh., Tafelbild Petrus 17. Jh., Gruftanbau mit verschiedenen Grabmälern, z. B. Bürgermeister Pauli (gest. 1701), Amtshauptmann Pauli (gest. 1730), Grabstein eines Ritters (16. Jh.),
  - Leichenhalle: im Westen der Kirche an der westlichen Einfriedungsmauer des Kirchhofs
  - Grabmale und Gedenktafel auf dem Kirchhof:

  1. Grabmal des Töpfers Daniel Weise (1622–1696), barockes Sandsteingrabmal an der Kirchenwand mit flankierenden Putten und Engeln als Bekrönung,
  2. Grabmal der Familie Pauli, tumbaartiges Grabmal an der Kirchenwand mit zwei flankierenden Figuren, zu deren Füßen zwei Putten, lateinische Inschrift auf zwei Inschrifttafeln, die von einem Gerippe gehalten werden, 18. Jh.,
  3. aufwendiges Grabmal an der Kirchenwand mit Sarkophag auf Felsgestein, darüber Figur mit zwei flankierenden geflügelten Wappenschilden, Inschrift stark angewittert, 1. Drittel 18. Jh.,
  4. stark angewittertes Sandsteingrabmal im Chorbereich der Kirche, Bekrönung durch sitzenden Putto, 18. Jh.,
  5. biedermeierliches Grabmal, Säule mit zwei Medaillons, Inschrift verwittert, um 1830,
  6. Gedenktafel an der Chorwand für die Gefallenen von 1870/71,
  7. stark angewittertes Sandsteingrabmal mit Mädchenporträt in einem Medaillon, von Rosengirlande umrankt, 1. H. 19. Jh.,
  8. Kindergrabmal an der Kirchenwand, Sandsteintafel mit Relief eines kleinen Mädchens, in den Zwickeln über dem Kopf geflügelte Engelsköpfe, 1628,
  9. Sandsteingrabmal an der Kirchenwand, Postament mit Kartuschenaufsatz, darüber Ausgießung des Heiligen Geistes, Ende 18. Jh.,
  10. Sandsteingrabmal an der Kirchenwand, stark angewittert, im oberen Bereich Halbporträt einer Frau, die zwei Wickelkinder im Arm hält, 18. Jh.,
  11. Wandgrabmal mit Gruft der Familie Krasselt, Wandarchitektur mit Türöffnung, in deren Füllung trauernde Frauenfigur aus weißem Marmor, vor der Gruft zwei Pflanzschalen, Reformstil der Zeit um 1910,
  12. Grabmal Johann Christoph Ulbrich (Lohgerber, 1792–1834), Sandsteinkubus mit Dreiecksgiebelbedachung,
  13. Grabmal Familie Haase, obeliskartig, 2. H. 19. Jh.,
  14. Wandgrabmal Familie Wanke, Bahnhotelbesitzer, nach 1926

  - Kirchhof: Einfriedung: Einfriedungsmauer aus Bruchsteinmauerwerk im Norden, Osten und Westen, an der NO-Ecke höherer verputzter Mauerabschnitt mit Abdeckung aus Dachziegeln und NO-Tor mit zwei Sandsteinpfeilern mit Sandsteinabdeckung und zwei schmiedeeisernen Torflügeln, rechts und links des Tores in der Mauer je eine Tür mit Türfassung aus Sandstein und je einem schmiedeeisernen Türflügel Erschließung: Weg vom NO-Tor zur Kirche, um die Kirche herum führender Weg, geradliniger Nord-Süd-Weg im SO der Kirche zum Friedhof führend Grabfelder: im Norden, Osten und Süden der Kirche, das südliche Grabfeld liegt erhöht und wird im Norden durch eine Böschung abgefangen.
  - Friedhof: liegt als Erweiterungsfläche im Süden des Kirchhofs; Einfriedung: Einfriedungsmauer im Norden (östlicher Abschnitt), Osten, Süden und Westen aus Bruchsteinmauerwerk mit Sandsteinabdeckplatten, Tor im Norden, Tor und Tür im Osten; Erschließung: orthogonales Wegesystem mit Ost-West-Hauptwegeachse; Gehölze: Reste von Lindenreihen im Süden und Westen des Friedhofs, Lebensbaumhecken; Wasser: Handschwengelpumpe und Schöpfbecken.
6. ↑  Der markante Komplex der Hafermühle geht auf eine vermutlich im 16. Jahrhundert gegründete Mühle zurück. Im 18./19. Jahrhundert diente sie als Erzpochwerk. 1892 ging die Mühle in den Besitz der Firma Louis Schmidt über. Unter der Marke „Pflug“ lieferte das Unternehmen deutschlandweit Hafernährmittel (Hafermehl, -flocken, -mark und -grütze) aus. Die Gebirgshaferprodukte galten als besonders wohlschmeckend und bekömmlich. Die Haferproduktion wurde erst 1990/91 eingestellt.

Nördliches giebelständiges Gebäude, ehemalige Mühle mit rückwärtigem Anbau: dreigeschossig, wahrscheinlich um 1910, Klinkerbau, Dach eingestürzt, Zustand stark ruinös, Mühlenaltbau massiv mit Bruchsteinen, Satteldach, darin erhaltene Technik: Walzenstühle (1907/20), Sichter, Haupttransmissionen sowie Wasserrad erhalten, fünfgeschossig, zwei Schornsteine an der Rückseite: roter und gelber Klinkerbau, wahrscheinlich neueren Datums, erhöht, daran anschließend traufständiges Produktionsgebäude, ehemalige Getreidereinigung, zweistöckig, Putzbau, am Mittelgiebel originaler Schriftwerbung „Hafermehl der Marke Pflug“ um Pflugabbildung, nördlicher Anbau, um 1907, südliches, giebelständiges Gebäude: ehemaliges Wohnhaus, mit Sandsteingewänden, Krüppelwalmdach mit Dachhechten, Biberschwanzdeckung. Weiteres noch vorhandene Gebäude (kein Denkmal): ehemalige Verpackung und Versand, vierstöckig, Putzbau mit Anbauten, Rampe für Versand, rückwärtig Schornstein ehemals vorhandenes Gebäude (kein Denkmal): fünfstöckiges Silo mit Schüttboden.
7. ↑  Bahnhof Dippoldiswalde, bestehend aus
a) Empfangsgebäude: dreigeschossiger Putzbau mit Überstand des Satteldaches im Schweizerstil, Erdgeschoss mit Wartehalle, Fahrkartenausgabe, Stückgutabfertigung, Diensträumen, Erstes Obergeschoss mit Wohnungen, 1882, baulich etwas verändert 1959–1961,
b) Bahnsteigüberdachung, ca. 50 m lang und 6 m hoch, Holzstützkonstruktion, 1906,
c) Wasserkran,
d) kleines Stellwerk, verbrettert, 1930.
8. ↑  Grünanlage mit OdF-Denkmal
  - Lage: die Grünanlage liegt in den westlichen Wallanlagen der Stadt.
  - Relief: nahezu ebene Fläche, im Norden von der Südböschung eines Rampenweges mit Roteichenallee begrenzt, im Osten ebenfalls von einer nach Osten ansteigenden Böschung begrenzt.
  - Erschließung: Treppenanlage im NO, zwei Zugangswege von Westen von der Dr.-Friedrich-Straße, geschwungen verlaufende Wege im Randbereich der Anlage, in geraden Linien verlaufende Wege aus Trittsteinen im Rasen, NO-SW-Achse (Sicht- und Wegeachse): Platzfläche an der Eiche, Treppenanlage, ringförmiger Weg um Beetanlage, Trittsteine, kreisförmige Platzfläche mit Ehrenmal, Trittsteine, Zugangsweg von der Dr.-Friedrich-Straße.
  - Gehölze: alter Baumbestand (Laubbäume) im Westen der Anlage an der Dr.-Friedrich-Straße und auf der Böschung im Osten, Koniferen,"Körner-Eiche" am oberen Anfang der Technikumallee.
  - Bauliche Anlagen: im NO der Grünanlage Treppenanlage mit oberer geradlinig verlaufender Treppe, kreisförmigem Podest und je ein geschwungen geführter Treppenabgang mit einer oberen Treppe, einem Podest und einer unteren Treppe.
  - Sichtbeziehungen: NO-SW-Achse (siehe oben), NW-SO-Achse, zentraler Bezugspunkt der Achsen ist das Ehrenmal für den Antifaschisten Clemens Holzschuh.
  - Ehrenmal: auf kreisförmiger Platzfläche im Grundriss kreisförmiges Ehrenmal für den Antifaschisten Clemens Holzschuh.
9. ↑  Lohgerberei, ab 1975 Lohgerberuseum: Gerbmethode, die Eichen- bzw. Fichtenrinde als Gerbmittel benutzt, wurde in Wäldern gewonnen, in Lohmühle gemahlen, mit Wasser und Zuschlagstoffen Tierhäute stufenweise (in verschiedenen Konzentrationen) darin gewässert, anschließend getrocknet.
  - Wohnhaus: zweigeschossig, Geschosse durch Gurtgesims getrennt, dreiachsiger Mittelrisalit, Eingangsgewände mit Segmentbogen, altes Türblatt, alle Fenster kleinteilig gesprosst, mächtiges Mansarddach mit zum Teil profilierten Fenstergewänden des Dachausbaus, Erdgeschoss innen aufwendiges Gewölbe, bis 1927 in ursprünglicher Funktion, Fachwerk.
  - Produktionsgebäude: Erdgeschoss massiv, mit Sandstein-Fenstergewänden, Sprossenfenster Obergeschoss originale Größe, großer hölzerner Dachausbau (quasi 2. Stock) mit Klappen zum Belüften der Felle, weiteres Seitengebäude mit altem Tor und Krüppelmansarddach.
10. ↑  Der Bau zeigt die für sächsische Kleinstädte typische Lochfassade, sie entstand mit dem vereinfachten Wiederaufbau nach dem Stadtbrand 1826, der Eingang knickt in seinem Korridor ab, was wohl auf einen älteren Kern des Gebäudes hinweist. Zu der baugeschichtlichen Bedeutung des Hauses kommt seine städtebauliche und ortsentwicklungsgeschichtliche Relevanz, denn es ist Bestandteil der geschlossenen Ortsstruktur, die seit dem Hochmittelalter, in jetziger Form spätestens im 17. Jh. existierte. Die Große Wassergasse, eine der zum Markt führenden Straßen der Altstadt, gestaltet den gitterartigen Siedlungsraum nach Osten bis zur ehemaligen Stadtmauer mit. Der Name entstand im Zusammenhang mit den offenen Gerinnen aus den Stollen talwärts. Die Straße ist historisch definiert durch Betriebe, die viel Wasser brauchten, wie Schmiede, Brauhaus und Böttcherei. Zweigeschossig, fünfachsig, massiv, Putzbau, Sandstein-Türgewände in der Mittelachse, Erdgeschoss Ladeneinbau, Sandstein-Fenstergewände.
11. 1 2  Sachgesamtheit Schloss Dippoldiswalde
  - Schlossanlage: langer Westflügel, kurze Seitenflügel, Treppenturm in südöstlicher Hofecke, Talseite: zweiachsiger Mittelrisalit mit dreigeschossiger Pilasterarchitektur, reich ornamentiert, Gebälkfries mit Bildnismedaillons.
  - Schloss, Amtsgericht: Baubeginn der von beherrschender Lage und unregelmäßigen, unmittelbar westlich der Stadtkirche gelegenen Anlage durch die Herren von Maltitz im 2. V. 16. Jh. auf Grundmauern des Vorgängerbaus, erhalten der hofseitige Risalit des Westflügels, um 1530/40. 1569–1572 entstand der Südflügel, bis 1571 unter Leitung des kurfürstlichen Maurermeisters Christoph Tendler, der dem kurfürstlichen Baumeister Hans Irmisch unterstellt war. Nach dem Brand von 1634 langsamer Wiederaufbau 1635–1725. Durch den Nordflügel von 1840 zur Dreiflügelanlage erweitert. Dreigeschossiger Bau: Der langgestreckte Westflügel geknickt, kurze Seitenflügel, Treppenturm in der südwestlichen Hofecke. An der Talseite ein wuchtiger, vorspringender Mitteltrakt mit zweigeschossigem Erker, um 1570. Auf der Hofseite ein leicht vorspringender, zweiachsiger Risalit mit dreigeschossiger Pilasterarchitektur. Die Pilaster und Friese mit reicher Frührenaissanceornamentik, aufwendig skulptierte Kapitelle, im Fries der Gebälke insgesamt sechs Bildnismedaillons, zum Teil Familienmitglieder der von Maltitz. Gebälk des Untergeschosses mit Rundbogenfries (vgl. Georgenbau des Dresdner Schlosses). Unterhalb des Dachgesimses umlaufender Fries mit perspektivischer Scheinarchitektur (Türen und Durchgänge), erneuert in Putzritztechnik. 1953 wurde das Frührenaissanceportal vom ehem. Reicheltschen Haus am Markt in den Schloßhof an den Nordflügel versetzt (z. Zt. Restaurierung). Inneres weitgehend umgebaut, im Erdgeschoss Gewölbe (Dehio Sachsen I, 1996).
  - Gartenterrasse: Dem Schloss ist im Westen eine schmale Gartenterrasse vorgelagert, die dem Grundriss des Schlosses annähernd folgt und mit hohen Stützmauern aus Sandsteinmauerwerk im Westen abgefangen ist, an der NO-Ecke des Schlosses und an der SW-Ecke des Mittelrisalites steht je ein Solitärbaum. Der Zugang erfolgt von Süden auf halber Höhe des Rampenweges westlich des Wehrganges. Im SW des vor den Mittelrisaliten vorspringenden Mauerabschnittes befindet sich eine Tür, die zum Schlossgarten führt.
  - Schlossgarten: Der Schlossgarten, über die ganze Länge des Schlosses hinaus, am Fuß der Stützmauer der Gartenterrasse im Bereich der ehemaligen Wallanlagen der Stadt gelegen und mit Mauern einst nach Süden, Westen und Norden begrenzt gehört heute zur Ringanlage der Stadt. Erhalten ist nur noch der nördliche Teil des Gartens und eine Einfriedungsmauer im Norden (Sandsteinmauerwerk mit Sandsteinabdeckplatten). Der südliche Teil ist großenteils überbaut und von einer unbefestigten Parkplatzfläche eingenommen. Nur der südlichste Bereich mit Resten der Mauer, einer Blut-Buche und einer Linde ist noch vorhanden. Die Wegeführung des Nordteils wird durch ein diagonales Wegekreuz, in dessen Zentrum sich eine Beetfläche befindet, bestimmt. Axial zu diesem Beet liegt auf etwas höherem Terrain am Fuß der Stützmauer eine weitere Schmuckfläche. Ein geradliniger Weg verläuft parallel zur nördlichen Einfriedungsmauer die im Osten ein Tor hat. Eine Baumreihe (Linde, Kornelkirsche, zwei Buchen und zwei Spitzahorn) stehen zwischen Mauer und Weg. Ein Solitärbaum (Eiche) steht auf der anderen Seite des Weges an seinem westlichen Ende. Koniferengruppen rahmen den Schlossgarten im Süden und Norden. Eine Platzfläche mit kreisförmigem Hochbeet liegt im Bereich der nördlichen Koniferengruppe.
  - Rampenweg: Der hohen westlichen Befestigungsmauer unterhalb des Wehrganges ist ein Rampenweg vorgelagert. Der untere Abschnitt des Weges steigt von Süd nach Nord an. Über ein Podest wird die Richtung geändert, so dass der obere Abschnitt weiter von Nord nach Süd ansteigt. Eine Tür in der auf die Befestigungsmauer aufgesetzten Wehrgangsmauer erschließt den Rampenweg von oben. Auf dem oberen Podest und dem oberen Abschnitt des Rampenweges liegen Sandsteinplatten, auf dem mittleren Podest und dem unteren Abschnitt neues Kleinsteinpflaster aus grauem Granit. Drei Sandsteinstufen befinden sich zwischen dem oberen Ende des Rampenweges und dem Podest vor der Tür in der Wehrmauer. Die den Rampenweg haltenden Stützmauern bestehen aus Bruchsteinmauerwerk (Sandstein) und schließen in Brüstungshöhe mit Sandsteinabdeckplatten ab.
  - Wehrgang: Der Wehrgang schließt an den Tordurchgang an der SW-Ecke des Schlosses an, der diesen mit dem Schlosshof verbindet, und erstreckt sich oberhalb der Befestigungsmauer im SW bis zu einem Tor zur Stadt. Das Holztor zur Stadt liegt in einem Mauerabschnitt, der mit polygonalem Mauerwerk nach SO verblendet ist. Die verputzte und mit Dachziegeln abgedeckte Wehrgangsmauer im SW des Wehrganges besitzt vier Nischen mit Schießscharten und eine Holztür zum Rampenweg. Die Tür hat eine als Rundbogen abschließende Sandsteinfassung, sowie eine Stufe und Schwelle aus Sandstein. Eine hohe Mauer aus Bruchsteinmauerwerk begrenzt den Wehrgang im NO. Der Weg ist neu mit Kleinsteinpflaster aus Granit befestigt.
  - Böschung: Die im Süden der Schlossanlage liegende Böschung, ungefähr am südlichen Ende des sich bis hierhin erstreckenden Gesamtareals des Gartens, ist mit Efeu überwachsen. Erkennbar sind Mauerreste, Stützmauern, Wegeführungen. Der Gehölzbestand ist zum Teil gepflanzt.
12. ↑  Marien- und Laurentiuskirche
  - Hallenkirche mit eingezogenem Chor und Westturm, Turmaufsatz nach Plänen von Klengel (1685 f.), innen Wand- und Gewölbemalereien von Samuel Heber, doppelte Holzempore (älteste 17. Jh.), bemalt mit biblischen Szenen, im Chor Holzkassettendecke von Hans Panitz (1640–1642), Sakristei mit Sterngewölbe 15. Jh., Altar: Mensa Mittelalter, Aufsatz mit Kreuzigungsgemälde von Joh. Finck (1642), Grabdenkmal Nik. Kretschmar, datiert 1535.
  - Äußeres: Der Westturm in seinen vier unteren Geschossen romanisch (das 4. Geschoss möglicherweise später verändert), der achteckige Turmaufsatz mit Haube und Laterne 1685/86 nach Plänen von Wolf Caspar von Klengel (1630–1691). Erdgeschoss und Turmaufsatz in Sandsteinquaderung, sonst Bruchstein mit Sandsteingliederung. Die Turmgeschosse durch verschiedenartige Rundbogenfriese (im zweiten Obergeschoss leicht gespitzt) und Gesimse getrennt. Die senkrechte Teilung der Obergeschosse durch Mittellisene von Fenstern unterbrochen. Erdgeschoss mit spitzbogigem Stufenportal. Kapitelle und Basen der eingestellten Säulen ausgeprägt spätromanisch, vielleicht schon um 1200. Die Säulenschäfte von 1934. Bogenansätze über den Kapitellen der Frontseite für eine wahrscheinlich nie ausgeführte Vorhalle. Polygonaler Treppenturm in der nordwestlichen Ecke, Mitte 16. Jh. Langhaus nach dem Vorbild des Freiberger Doms. Gliederung durch Strebepfeiler, Fenster doppelgeschossig in gemeinsamer Nische, Maßwerk erneuert. An der Nord- und Südseite Portale mit verschränktem Stabwerk, an der Südseite bezeichnet 1506. Die seitlichen Treppentürme 16. Jh. An der Nordseite des Chores zweigeschossiger, kapellenartiger Sakristeianbau mit Vorhangbogenfenstern.
  - Inneres: Die Turmhalle (Erdgeschoss) mit kräftigen Wulstrippen und Ecksäulen. In die Obergeschosse führen in die Mauerstärke eingelassene Treppen. Unter der Turmhalle die 1964 wieder aufgefundene von Maltitzsche Gruft. Das Langhaus eine Halle von dreimal drei Jochen auf fast quadratischem Grundriss. Gekehlte Achteckpfeiler tragen ein scheidbogenloses Sterngewölbe mit aufgeputzten schmalen Bändern anstelle der im 17. Jh. abgeschlagenen urspr. Gewölberippen. Der Raumeindruck von den Farbfassungen des 17. und 18. Jh. geprägt, insbesondere durch die Wand- und Gewölbemalereien von Samuel Heber, das reich bemalte Gewölbe mit zarten vegetabilen Ornamenten, im Kontrast dazu die kraftvolle Rahmung der Fenster und des oberen Teils des Triumphbogens in Beschlag- und Rollwerk. Doppelte Holzemporen an drei Seiten des Langhauses. Die älteste Empore an der Nordseite, 17. Jh. Die obere Empore zeigt in schön ornamentierten Füllungen 12 Genesisszenen. Die untere Empore, die sog. Ratsherrenloge mit verschiedenen Beispielen aus dem Alten Testament und Neuen Testament, verdeutlicht durch begleitende Sprüche die Pflichten eines Rates gegenüber seiner Stadt. Die Süd- und Westemporen (1. H. 18. Jh.) in einfacher Feldergliederung mit akanthusähnlicher Ornamentik. Die im 19. Jh. ergänzten Emporen wieder entfernt. Reste der Grisaillemalerei von 1841 an den Windfängen der Nord- und Südseite. Im Chor statt der 1632 schwer beschädigten Gewölbe Holzkassettendecke von Hans Panitz (1640–1642), 33 Tafeln mit Salvator, Evangelisten, Aposteln und Propheten. Fensterumrahmung wie im Langhaus, Buntglasfenster um 1900. Sakristei mit Sterngewölbe (15. Jh.), darüber zu Chor und Langhaus offene Empore.
  - Ausstattung: Altar: Stipes und Mensa mittelalterlich, der Altaraufsatz 1670 mit Gemälde Kreuzigung von Johann Finck (1628–1675), Sandsteintaufe, datiert 1653. Kanzel, datiert 1642, mit Rücklage in illusionistischer Architekturmalerei, Kanzelkorb mit kleinen Skulpturen der Evangelisten (urspr.: Petrus, Christus, Johannes, Paulus), Schalldeckel erheblich ergänzt, seit 1982 mit barocker Figur des Christus Triumphator (aus Annaberg, Gem. Annaberg-Buchholz – Kr. Annaberg). An der südlichen Seitenschiffswand Altarbild (Emmaus) von Alexander Stichart, 1869, Stöckel-Orgel 1864 mit neugotischem Prospekt. Im nördlichen Seitenschiff Grabdenkmal von Nikolaus Kretschmar, dem letzten katholischen Pfarrer von Dippoldiswalde, datiert 1535. Von den Bildern in der Sakristei bemerkenswert: Gemälde mit Darstellung der Gregorsmesse, datiert 1519, gemalte Predella mit Abendmahl und Mannaregen, um 1520, Tafelbild mit Monstranz, getragen von zwei Engeln, um 1525/30, Erinnerungsbild an ein Pfarrerehepaar, mit Darstellung Christi als Lebensbrunnen, 2. H. 17. Jh. (Dehio Sachsen I, 1996).
13. ↑  Dreigeschossiger massiver Bau mit dreigeschossigem Volutengiebel und den typischen Fenstergewänden, zwei aufwändige Renaissance-Sitznischenportale (Sandstein), Fenstersprossung im ursprünglichen Sinne, noch mit spätgotischem „Wurzelholz“, Dachreiter, Schlaguhr, schlichter Brunnen von 1913 mit Stele (Löwenköpfe), Sandsteinfiguren an den Ecken, Maria mit dem Kinde und Hl. Laurentius (um 1525), das sog. Schulzsche Tor, ein Renaissanceportal aus dem 16. Jh. mit Habsburger(?) Doppeladler, befand sich ursprünglich am Schulzschen Haus, das 1851 dem heutigen Polizeigebäude weichen musste.
14. 1 2  Im Jahre 1722 begann man im Kurfürstentum Sachsen mit der Aufstellung der Kursächsischen Postmeilensäulen. Kurfürst Friedrich August I. wollte hierdurch ein zeitgemäßes Verkehrs- und Transportleitsystem im Kurfürstentum aufbauen, um Handel und Wirtschaft zu fördern. Er beauftragte mit Generalvollmacht Magister Adam Friedrich Zürner (1679–1742) mit der Durchführung. Das System der Postmeilensäulen umfasste Distanzsäulen, Viertelmeilensteine, Halb- und Ganzmeilensäulen. Die Distanzsäulen sollten in den Städten vor den Stadttoren, später nur auf den Marktplätzen aufgestellt werden. Entlang der Poststraßen wurden Viertelmeilensteine, Halb- und Ganzmeilensäulen aufgestellt. Sie erhielten eine fortlaufende Nummerierung (Reihennummer), beginnend vom Anfang der Vermessung. Die Ganzmeilensäulen wurden außerhalb der Städte an den Poststraßen im Abstand von 1 Meile (= 9,062 km) aufgestellt. Die Distanzsäulen waren mit dem Monogramm „AR“ für „Augustus Rex“, dem kursächsisch und polnisch-litauischen Doppelwappen sowie der polnischen Königskrone gekennzeichnet. Die Ganzmeilen-, Halbmeilensäulen und Viertelmeilensteine waren alle ähnlich beschriftet, alle trugen kein Wappen, aber das Monogramm „AR“. Die Entfernungsangaben erfolgten in Wegestunden (1 Stunde= ½ Postmeile = 4,531 km). Dieses Meilensystem war das erste europäische Verkehrsleitsystem. Der hier betrachteten Säule kommt als Teil des überregional bedeutenden Postwegesystems eine hohe verkehrsgeschichtliche Bedeutung zu.
15. ↑  Ratsmühle Dippoldiswalde

Fünfstöckiger Bau: Geschossgliederung durch flache Gesimse optisch getrennt, Eckrustizierung, Bekrönung der Doppelfenster, ein Seitenflügel umgebaut, der andere im zum Mühlen- und Speichergebäude adäquaten Aussehen (zwei Geschosse, Drempel, Schieferdeckung), dreigeschossiger Produktionsbau: Putz mit Ziermauerwerk (lisenenartig), gegiebelte Mittelachsen, zum Teil mit Akroter bekrönt, Seitengebäude: Obergeschoss, Fachwerk, Fenster Obergeschoss in originaler Größe.
16. ↑  Mühlenanwesen Ammelsdorf
  - Wohnmühlenhaus: zweigeschossiger Putzbau mit Sandsteingewänden, am Eingang profiliert, gerade Verdachung, Freitreppe mit Gitter, Mittelgiebel, Satteldach.
  - Scheune: Erdgeschoss massiv, Obergeschoss Holzkonstruktion verbrettert, Fenster mit Sprossung, Satteldach.
  - Produktionsgebäude: zweigeschossiger Putzbau, geringe Putzgliederung, im Erdgeschoss über den Fenstern Blendbögen mit Ziegel, Obergeschoss Fenster mit Sprossung, Kastenfenster, Giebel mit Rundbogen-Zwillingsfenster, Satteldach.
  - kleines Transformatorenhaus: Putzbau mit Trafoturm, mit hohem Zeltdach mit Aufsatz
  - Turbinenanlage: zwei Turbinensätze hinter dem Transformatorenhaus.
17. 1 2  Einzeldenkmale des ehemaligen Ritterguts Berreuth
  - Wohngebäude Nr. 13, 13a: architektonisch vergleichsweise aufwändig, Erdgeschoss massiv, integrierter ehemaliger Wirtschaftsteil, Giebel neuverbrettert, Fenster Obergeschoss in originaler Größe, Südseite Walmdach.
  - Scheune Nr. 15: Erdgeschoss massiv, Obergeschoss Fachwerk, Südseite ausgemauert, Nordseite verschalt, Fenster Obergeschoss in originaler Größe.
  - Stallscheune Nr. 17: Erdgeschoss massiv, Obergeschoss Fachwerk, intakte Konstruktion, Giebel verbrettert, Hechtgaupen.
18. ↑  Evangelische Pfarrkirche Hennersdorf
  - Kirche: Putzbau mit 5/10-Schluss, Eingang an der Westseite mit geradem Abschluss, Fenster rund und segmentbogig, Dach und oktogonaler Dachreiter (mit Uhr) verschiefert, Kanzelaltar mit nahezu allen Teilen eines spätgotischen Flügelaltars, Freiberger Schule, um 1520.
  - Ausstattung: Kanzelaltar mit nahezu allen Teilen eines spätgotischen Flügelaltars der Freiberger Schule (um 1520). In der Predella Anbetung der Könige. Der nur leicht konvex gewölbte Korb besetzt mit den Figuren des ehem. Schreins: Katharina, Anna Selbdritt, Maria Magdalena. In den Flügeln die hll. Valentin (?) und Martin. Die Rückseiten bemalt mit der Hinrichtung einer Heiligen. An der Rückseite der Kanzel zwei weitere Gemälde, Dorothea und Barbara. – Sandstein-Taufe, M. 16. Jh., Taufschale, bezeichnet 1691. – Holzkruzifix, etwas überlebensgroß, 1. V. 16. Jh. – An der Nordempore drei Gemälde, die vermutlich vom selben Meister wie die der Nordempore und 'Ratsherrenloge' der Marien- und Laurentiuskirche e Dippoldiswalde (Weißeritzkreis) stammen, 17. Jh. – Orgel von Karl Traugott Stöckel, 1852 (Dehio Sachsen I, 1996).
  - Kirchhof mit
    - Einfriedung: verputzte Einfriedungsmauer mit Abdeckplatten aus Sandstein, südöstliche Einfriedungsmauer zum Pfarrgarten mit Dachziegeln abgedeckt, Nord-Tor mit zwei Torpfeilern aus Sandsteinquadern mit Abdeckplatten aus Sandstein und je einem Sandsteinaufsatz mit abgekanteter Kugel sowie zwei schmiedeeisernen Torflügeln, Süd-Tor mit zwei verputzten Torpfeilern mit Sandsteinaufsätzen.
    - Bodenrelief: von NO nach SW ansteigendes Gelände im NW-Bereich terrassiert
    - Gehölze: auf dem Kirchhof am Nordtor zwei Torbäume (Kanadische Hemlock), vor dem Südtor zwei Stubben von ehemaligen Torbäumen (Kastanien), zwei neu gepflanzte Linden als Ersatzpflanzung auf dem Kirchhof.
    - Blickbeziehung: von einem Feldweg mit Baumreihe im Süden des Kirchhofs Blick nach Norden zum Kirchturm, Blickbezüge vom Kirchhof über die Einfriedungsmauer nach Osten und NO in die Landschaft.
19. 1 2  Einzeldenkmale Teilabschnitt Dippoldiswalde, OT Malter:
  - Bahnhof Malter mit
    - Empfangsgebäude: mit Fahrkartenausgabe, Warteraum, Dienstraum, Gebäude senkrecht verbrettert mit Deckleisten, kleinteilige Fenstersprossung, Eingang durch herausgestellten Giebel hervorgehoben, gewölbtes Walmdach mit Biberschwanzdeckung im mittleren Bereich erhöht, 1912, erweitert 1914,
    - Lampenstube und verbretterter Freitritt (Toilettenhäuschen).

  - Reste der alten Bahntrassierung von 1881 (vor Verlegung beim Bau der Talsperre) zwischen Bahnhof Seifersdorf und Talsperre Malter, links der Roten Weißeritz.
  - Eisenbahnbrücke mit drei großen Segmentbögen und zwei Rundbögen, führt über Ausläufer der Talsperre, ca. 1912.
20. 1 2  Die Talsperre entstand auf der Grundlage eines 1908 durchgeführten Architekturwettbewerbes für die Gestaltung der Weißeritztalsperren Klingenberg und Malter. Für Malter wurde der Entwurf des dritten Preisträgers, der Firma Lossow und Kühne, verwendet. Einige Änderungen gegenüber dem Wettbewerbsentwurf (Bossierung, Form des unteren Schieberhauses) lassen allerdings darauf schließen, dass der erste Preisträger Hans Poelzig (1869–1936), dessen Pläne für die Talsperre Klingenberg verwendet wurden, ein gewisses Mitspracherecht besaß. Außer für Klingenberg und Malter wurde im Deutschen Kaiserreich nur noch für eine weitere Staumauer, die Möhnetalsperre, ein Architekturwettbewerb durchgeführt.

Absperrbauwerk: Gewichtsstaumauer mit gekrümmter Achse, Bruchsteinmauerwerk aus Biotitgneis, auf der Luftseite stark bossiert, Mauerkrone befahrbar mit gemauerter Brüstung, im Mauerscheitel wasserseitig Schieberschacht, als runder Turmstumpf mit Ziegeldach die Mauerkrone knapp überragend, luftseitig ist die Mauer gegliedert durch zwei seitlich angeordnete Paare pilasterartiger Vorlagen, dazwischen stilisiertes Konsolgesims, Schieberhaus zu Füßen der Mauer ähnlich wie in Klingenberg halbkreisförmig abschließend und mit gemauertem Tonnendach, am östlichen Ende der Mauer weiteres Schieberhaus für den Umlaufstollen, kleiner, würfelförmiger Baukörper mit hohem Walmdach, bruchsteinverkleidet, Fenster und Eingang mit Segmentbogenabschluss, im Inneren originale Schieberanlage der Firma Bopp und Reuther, Mannheim (Rohrdurchmesser 1,10 m entspricht Schieberhub), am westlichen Ende der Mauer eingeschossiges Wärterhaus mit ausgebautem Mansarddach, bruchsteinverkleidet, ursprünglicher Eingang auf der Nordseite vermauert, Fenster erneuert, seitlich angeordneter Hochwasserlauf mit in den 1970er Jahren ausgemauerter Kaskade (Schussrinne), an deren unterem Ende Brücke mit originalem Metallgeländer, Turbinenhaus mit niedrigem Wohn- und Verwaltungstrakt und höherem Turbinensaal, beide Turbinensaal, beide Bauteile eingeschossig mit Walmdach, bruchsteinverkleidet, Turbinensaal mit kräftiger Wandpfeilergliederung und Korbbogenfenstern, originale Metallfenster noch vorhanden, zwei Francis-Spiralturbinen der Firma Voith, Heidenheim original vorhanden, Generatoren in den 1960er Jahren erneuert.
21. 1 2  Schlossanlage Naundorf
  - Schloss: bestehend aus drei miteinander verbundenen Baukörpern und Turm (innen Sitznischenportal, bezeichnet 1608)
  - Schloss (Hauptflügel): zweigeschossiger Putzbau, Sandsteingewände, Dachhäuser aufwendig gestaltet, Rundgiebel, Voluten, vorgesetzter Turm, Eingang mit Rundbogen und alter zweiflügeliger Tür, gerade Verdachung, Sandstein, aufwendig gegliedert, darüber Balkon auf Konsolen mit floralem Ornament, altes Gitter, über der Tür florales Ornament, Konsolen und gerade Verdachung, Obergeschoss des Turmes oktogonal, mit Uhr, Haube (verschiefert) und Laterne mit Wetterfahne, Krüppelwalmdach.
  - Schloss (zweiter Flügel): zweigeschossiger Putzbau, Obergeschoss vermutlich Fachwerk, Erdgeschoss Sandsteingewände, Kastenfenster, Krüppelwalmdach, dritter Flügel (ein Teil schon abgerissen): zweigeschossiger massiver Putzbau, Sandsteingewände, Satteldach, Biberschwanzdeckung, ein alter Blitzableiter.
  - Schloss (dritter Flügel, ein Teil schon abgerissen): zweigeschossiger massiver Putzbau, Sandsteingewände, Satteldach, Biberschwanzdeckung, ein alter Blitzableiter.
  - Einfriedungen
    - Einfriedungsmauer am Schloss im Osten, Teich und N-Tor (s. 1. Parkbereich mit Teich im Sachgesamtheit) – Einfriedung: nördliche und östliche Einfriedungsmauer aus Bruchsteinmauerwerk mit Abdeckplatten aus Sandstein, an der NO-Ecke abgetreppt und als Stützmauer mit aufgesetztem Holzlattenzaun, Nord-Tor mit zwei Pfeilern (westlich vom Schloss), Wasser: Teich.
    - Einfriedungsmauer am Schloss im Westen und NW-Tor (s. 3. Garten im Erfassungstext Sachgesamtheit) – Einfriedung: westliche und nördliche Einfriedungsmauer aus Bruchsteinmauerwerk mit Abdeckplatten aus Sandstein, NW-Tor mit zwei Pfeilern aus Sandsteinblöcken mit Abdeckplatten aus Sandstein.
    - Park-Einfriedung nördlich der Straße: Süd-Tor mit zwei Pfeilern mit Basis (Sandsteinblock), Schaft (Mauerwerk aus Sandsteinquadern), Sandsteinaufsatz mit Relief und profilierter Abdeckplatte, an der SW-Ecke der Obstwiese Einfriedungsmauer aus Bruchsteinmauerwerk mit Abdeckplatten aus Sandstein, im Westen der Obstwiese und im südlichen Abschnitt der West-Grenze des Parks Einfriedungszaun mit Pfeilern aus Sandstein und Zaunfeldern aus Holzlatten, Hecke als südliche Einfriedung des Obstgartens, Reste einer Einfriedung (Zaunpfeiler aus Sandstein) am „Capellenberg“ im Zentrum des Schlossparks.

  - Einzeldenkmale im Park:
    - Turm (Ottos Eck): quadratischer Bau mit offenem Obergeschoss und flachem Zeltdach, alter Blitzableiter, loggiaartiger Vorbau, nördlich des Turms: Gedenkstein zwischen Natursteinen (unleserlich).
    - Obelisk: mit mehreren Inschriften („W. E. Otto, Ökonomierath, geb. 11. Nov. 1825, gest. 14. Feb. 1897, legte diesen Park an 1860–1870“ und „zum Gedächtnis seiner entschlafenen Lieben 1873“).
    - Sandsteinfigur: Diana, überlebensgroß, mit Hund(en) (Köpfe fehlen), Amazone, Zinkguss von 1841 nach dem Vorbild der Figur vor dem Alten Museum in Berlin (jüngst aus einem Privatgarten in Dresden wieder hierher überführt).

  - Geschichte: 1846 Ökonomierat Wilhelm Eduard Otto (1823–1897) erwirbt Schloss und Park vom Besitzer von Carlowitz, 1860–1870 Neuanlage des Landschaftsparks durch W. E. Otto, 1867 Bau von „Otto’s Eck“, 1877 Neugestaltung des Landschaftsparks um den „Capellenberg“, 1898 Königl. Sächs. Commerzienrat und Lederfabrikant Oscar Bierling erwirbt Grund und Boden, 1925 Anlage des Springbrunnens, Aufstellung von Steinen mit Sprüchen und Skulpturen, bis 1945 intensive Nutzung des Süd-Bereichs durch Obstanbau.
22. ↑  Schlosspark Naundorf
  - Gärten und Einzelelemente
    - Parkbereich mit Teich im Osten des Schlosses; Einfriedung: nördliche und östliche Einfriedungsmauer aus Bruchsteinmauerwerk mit Abdeckplatten aus Sandstein, an der NO-Ecke abgetreppt und als Stützmauer mit aufgesetztem Holzlattenzaun, Nord-Tor mit zwei Pfeilern, Wasser: Teich, Gehölze: Solitärbaum, zwei Stubben von Torbäumen (zwei ehemalige Linden) im Gartenbereich am Nord-Tor.
    - Garten mit Stützmauer am Schloss im SO, Einfriedung: östliche und südliche Einfriedung als Stützmauer aus Sandsteinquadern mit aufgesetztem Holzlattenzaun, Bodenrelief: ebene Fläche, Stützmauer.
    - Garten mit Einfriedungsmauer am Schloss im Westen, Einfriedung: westliche und nördliche Einfriedungsmauer aus Bruchsteinmauerwerk mit Abdeckplatten aus Sandstein, NW-Tor mit zwei Pfeilern aus Sandsteinblöcken mit Abdeckplatten aus Sandstein, Gehölze: wenige Obstbäume.

  - Schlosspark im Norden des Schlosses; Gartenteile: Schlosspark, Obstwiese im Süden, Hangwiese und Plateaufläche mit „Otto’s Eck“ im NO, Wiese im Osten.
    - Bodenrelief: Schlosspark (a) mit sog. „Capellenberg“, Obstwiese (b) eingeebnet, Hangwiese und Plateaufläche mit „Otto’s Eck“ (c) mit nach NO abfallender Wiese und Böschung im Norden und Osten des Plateaus, Plateaufläche an der Westgrenze des Parks, kleine Felskante am Obelisk.
    - Erschließung: von der Dorfstraße gegenüber der Zufahrt zum Schloss das Süd-Tor zum Schlosspark, von diesem die Nord-Süd-Wegeachse, am Nord-Ende dieser Achse nach Westen eine Ost-West-Wegeachse, im Norden des Parks eine Ost-West-Wegeachse, geschwungen verlaufende Wege im Osten, Westen und Süden des Parks, weit im Bogen geführter Weg an der Wiese (d) im Osten des Parks und der Nord-Grenze des Parks.
    - Gehölze: am Süd-Tor zwei Solitärbäume, vorwiegend Solitärbäume und Baumgruppen an der Süd- und Ost-Grenze des Parks, Solitärbaum (Buche) in der SW-Ecke der Obstwiese, Baumreihe (Linden) am westlichen Einfriedungszaun, Pyramideneiche mit Gedenkstein am Fuß der Hangwiese bei „Otto’s Eck“, Solitärbaum (Konifere) im Süden von „Otto’s Eck“, Solitärbaum mit Gedenkstein westlich des Nord-Endes der Nord-Süd-Wegeachse, Solitärbaum am Brunnenplatz in der Nord-Süd-Wegeachse, im Inneren des Parks und am „Capellenberg“ Reste eines stark beeinträchtigten Altbaumbestandes, am Obelisk, Koniferengruppe.
    - Blickbeziehung: Sichtachse in der Nord-Süd-Wegeachse, Blick von „Otto’s Eck“ nach NO in die Landschaft, Blickbezug nach Westen vom Plateau an der West-Grenze des Parks, Blickbezug zum Schloss aus dem Südbereich des Parks, Blickbezug in die Umgebung von der SW-Ecke.
    - Solitärbäume außerhalb der Gärten: Solitärbaum (Linde) an der Zufahrt zum Schloss, Solitärbaum (Linde) am Weg an der West-Grenze der Schlossanlage, Solitärbaum am Straßen- und Wegekreuz an der NW-Ecke der Schlossanlage.
23. ↑  Mitteldeutsches Wohnstallhaus mit für seine Entstehungszeit (mit einiger Sicherheit 2. H. 18. Jh.) charakteristischen Formen und Materialien: die Dreiteilung des Erdgeschoss-Grundrisses in einen Wohnteil, einen Flur und einen Stall-/Wirtschaftsteil (Mensch und Tier lebten unter einem Dach), typisch auch das Oberstockfachwerk mit Lehmstaken-Gefachen und der Dachstuhl des recht steilen Satteldaches ohne Ausbauten. Die Kellergewölbe in Form von Bruchsteintonnen, wohl statisch unabhängig vom Hausmauerwerk, könnten älter sein als das übrige Haus und auf einen Vorgängerbau hinweisen. Die Position des Hauses innerhalb der für Region typischen Waldhufenflur legt nahe, dass der Grund seit dem Spätmittelalter belegt ist. Auffällig in diesem Kellerbereich ist ein bogiges Natursteingewände. Die relativ starken Feldsteinwände des Erdgeschosses weisen ebenfalls auf das 18. Jahrhundert, zumal die Wohnbereichsfenster die zeitgenössischen korbbogigen Hinterfangungen bei außen geradem Sturz haben. Der große Stallbereich mit seinen liegenden Fenstern ist allerdings gegen Ende des 19. Jahrhunderts modernisiert worden, indem ein preußisches Kappengewölbe installiert wurde. Bemerkenswert (und bei einem Großteil der Wohnstallhäuser schon verloren) ist, dass der Stallteil von außen noch klar erkennbar ist – durch die genannten Fenster und durch eine eigene Stalltür. Ein in diesem Bereich vermauerter Werkstein bezeichnet 1700 ist wohl zweitverwendet und kann als ein „post quem“-Merkmal bei der Datierung des Hauses dienen. Auch der Oberstock ist sehr authentisch überkommen, fast überall findet sich, auch bei den Innenwänden und unter der straßenseitigen Verbretterung, Fachwerk, und auch der Kammergang als Längsmittelachse ist noch vorhanden. Die gezapften Holzverbindungen, so auch im Dachstuhl zu finden, und einfache Eckstreben weisen ebenfalls auf das genannte Entstehungsdatum hin. Da diese Formmerkmale in jedem Bereich feststellbar sind, ist auch eine zwischenzeitliche Erweiterung des Gebäudes unwahrscheinlich. Recht homogen ist weiterhin der liegende Dachstuhl, der den Speicherbedürfnissen der damals recht großen Wirtschaft entgegenkam. Keine Mittelstütze steht im Weg. Die Balken sind gebeilt und nur an wenigen Stellen, wo etwas ersetzt werden musste, gesägt, wie es ab dem 19. Jahrhundert üblich war. Alte Holzverbindungen stellen auch die Windrispen dar, die als Diagonalen im Sparrenbereich auftreten. Man kann, nimmt man das gesamte Haus, von 70 oder mehr Prozent Originalsubstanz sprechen. Zu erwähnen sind auch zahlreiche erhaltene Details wie etwa einige klassizistische Wohnungstüren oder Tröge im Stallbereich. Erdgeschoss massiv, zum Teil Feldstein, Sandstein-Fenstergewände, Holzkonstruktion weitgehend intakt (ein vergrößertes, liegendes Fenster), Giebel verbrettert, alter Dachstuhl.
24. ↑  Freigut Oberhäslich

Wohnstallhaus, Erdgeschoss massiv, zum großen Teil Feldstein, Obergeschoss Fachwerk, Fenstergrößen original, Giebelseite verputzt und leicht verändert, Sandstein-Türgewände mit Schlussstein (Emblem), altes Türblatt, alter Dachstuhl, langgestrecktes ehemaliges Wohn-/Wirtschaftsgebäude: Erdgeschoss massiv, Sandsteingewände, Obergeschoss Fachwerk, SW- und SO-Seite massiv, alter Dachstuhl mit neuer Schieferdeckung, SW-Seite ehemals Durchfahrt mit Schlussstein, darin Jahreszahl (bezeichnet 1772 Durchfahrt) und Agnus Dei sowie darüber Kartusche mit Sachsenwappen (Wettiner), zwei weitere Seitengebäude mit Fachwerkteilen (verbrettert), O-Seite: ehemaliger Geräteschuppen mit kleinem Heuboden, ebenfalls Fachwerk, Trafohäuschen: Fachwerk, Schieferdeckung, Kern des Vorwerks geht wohl aufs 16. Jh. zurück.
25. 1 2  Schlossanlage Reichstädt
  - Schloss: dreigeschossig, sieben Achsen, die Gartenseite mit dreiachsigem Mittelrisalit mit Schmuckelementen und zweiläufiger geschwungener Treppe, die anschließenden Seitenflügel zweigeschossig, im Erdgeschoss und in der Mittelachse des Hauptgebäudes Segmentbogenfenster, Walmdach, Seitenflügel mit Mansarddächern und Gaupen, Nordseite mit alter rundbogiger Tordurchfahrt und Tor, darüber Wappen, Fassaden geglättet, runde Treppentürme noch mit barocker Gliederung, verschiefert. Im Ehrenhof Bronze Büste des Adam Rudolph von Schönberg (1712–1795) auf beschriftetem Granitsockel, aufgestellt 1858. A. R. war letzter Generalpostmeister des Dresdner Hofes und baute 1765–1776 das Schloss zu einer Barockanlage aus.
  - Grabkapelle: mit Spitzbogenfenstern und Putzgliederung, originales zweiflügeliges Türblatt, Satteldach und Gaupe.
  - Wirtschaftsgebäude (Verwalterhaus): zweigeschossig, überwiegend massiv, mit Stallteil, Sandsteingewände, Walmdach, rückwärtiges Obergeschoss teils verbrettert.
  - Wirtschaftsgebäude (ehem. Brauerei): massiv, mit Verbretterungen, verändert durch den Einbau von Kunststofftüren, falsche Farbe, unpassender Dachausbau, Pseudosprossung, leichter Dachüberstand.
  - Eigentümer: 13. u. 14. Jh. Geschlecht von Reichenstadt, 15. Jh. Familie von Biesitz, 1503–1560 Familie von Maltitz (Rath und Amtmann auf dem Schellenberge Siegmund von Maltitz), 1569 Kurfürst August und nachfolgende Kurfürsten, 1621 Familie von Taube (1621 Oberkammerherr von Taube,1666 Dorothea Sibille von Kremßdorf, geb. von Taube), 1682 Familie von Nostitz (1682 Hans Caspar von Nostitz, 1697 Gottlob von Nostitz, 1710 Rudolph und Gottlob von Nostitz, 1614 Gottlob von Nostitz), 1717 Familie von Schönberg (1717 Caspar Abraham von Schönberg der Marener Linie und Frau, geb. von Nostitz, 1763 Kammerherr, Johanniter-Ritter und Generalpostmeister Adam Rudolph von Schönberg der Purschensteiner Linie, nach dem Testament von 1795 wurden der Bruder und seine Nachkommen Erben), 1945 Enteignung, nach der Wende 1989 wieder im Besitz der Familie von Schönberg.
26. ↑  Schlosspark Reichstädt
  - Historische Entwicklung der Gartenanlage:

  1. Renaissanceanlage mit Baumgärten (Landesaufmaß von Markscheider Georg Oeder bis 1570)
  2. Rokokogarten mit Alleen, Parterres, landschaftlichen Partien, Lusthäusern, Küchengarten mit Orangerie, Jägerhaus und Fasanerie unter Adam Rudolph von Schönberg (1766 Plan von Geometer Johann Gottfried Schumann, 1795 Testament von A. R. v. Sch., Meßtischblätter), maßgebliche Beteiligung von Friedrich August Krubsacius (1718–1789).
  3. Einflüsse der Gestaltungsphasen des 19. und 20. Jh. und Verluste (Orangerie und Lusthäuser des 18. Jh.)

  - Gärtner (soweit bekannt): 1570–1572 Gärtner Hans Hoyer aus Metz, um 1795 Herrschaftlicher Kunstgärtner Richter, um 1945 Gärtner Bünger
  - Gebäude: Orangerie, Gewächshäuser und Gärtnerhaus
  - Gartenbereiche: Allee im Osten des Schlosshofes, Schlosshof, Schlossgarten, Allee im Westen des Schlossgartens, ehemaliger Lust- und Küchengarten
  - Bauliche Anlagen: Schlosstreppe (vom Gartensaal des Schlosses ein mit Sandsteinplatten belegter Austritt mit zwei in den Garten führenden, geschwungen verlaufenden Treppen von je zwölf profilierten Sandsteinstufen, profilierten Sandsteinwangen und aufgesetztem schmiedeeisernem Geländer), Springbrunnen im ehemaligen Küchengarten (profilierte Sandsteineinfassung)
  - Erschließung: Zufahrt in der Hauptlängsachse (Fahrweg mit Allee von Ost nach West zum Schlosshof führend), Schlosshof, Wegeachsen (Hauptlängsachse und Querachse) und geschwungen verlaufende Wege im Schlossgarten
  - Wasserelemente: ehemaliges, herzförmiges Wasserbecken im Wasserparterre (liegt trocken), Teich im SW und schmaler geschwungen verlaufender Graben im SO des Schlossgartens, im ehemaligen Küchengarten Springbrunnen aus Sandstein
  - Gehölze: Alleen in der Hauptlängsachse im Osten und Westen des Schlosses (im westlichen Abschnitt außerhalb der Gartengrenze noch 11 alte Linden, 3 Stubben von über 1 m Durchmesser, ehemaliger Abstand der Bäume in der Reihe ca. 4,5 m), Baumreihe von Blutbuchen in zwei Viertelkreisen das Wasserparterre im Westen begrenzend (südlicher Viertelkreis mit 4 Bäumen, einem Stubben und einer Nachpflanzung, nördlicher Viertelkreis mit 5 Bäumen und einer Fehlstelle), Reste einer Lindenreihe im Norden des Parterres, Solitärbäume (im südlichen Teil des Schlossgartens 6 alte Eichen und einige Buchen, im nördlichen Teil Bergahorn), Baumgruppen (im NW des Schlossgartens Koniferengruppen), Hainbuchenhecken im Osten des Wasserparterres an der Böschungsoberkante und beidseitig der Treppe im Westen des Wasserparterres
  - Bodenrelief: von Ost nach West ansteigendes Gelände mit ausgeprägter Ost-West-Achse und Terrassierung (1. von der Straße zum Schlosshof ansteigender Zufahrtsweg, 2. Schlosshof, 3. Querachse vor der Westfassade des Schlosses, 4. abgesenktes Parterre, 5. höher liegendes Wasserparterre, 6. ansteigende Lindenallee), im Süden der Hauptgartenachse von Ost nach West ansteigendes Gelände mit vier eingeebneten Flächen, einem Pavillonhügel im SO, einem Teich im SW und einer in das Gelände eingeschnittenen Schießbahn an der Südgrenze, sowie landschaftlich ausgeformten Partien, im Norden der Hauptgartenachse von Ost nach West ansteigendes Gelände mit einer eingeebneten Fläche im NW, im Süden des Schlosses eingeebnetes Gelände des ehemaligen Lust- und Küchengartens,
  - Sichtbeziehung: Hauptlängsachse und Querachse
27. ↑  Windmühle Reichstädt

Windgängige Holländer-Windmühle mit äußerem Krühwerk, Kegeldach drehbar gelagert, innen zwei Böden, auf dem oberen Kammrad, Bremsvorrichtung, Rutenwelle und Mahlgang mit Rüttelschuh (als Schrotgang), im Erdgeschoss Getriebe, über beide Etagen Königswelle, die Drehbewegung der Windmühlenflügel auf die Müllereitechnik überträgt, bezeichnet 1850 in Wetterfahne 1850 aus Sandsteinblöcken gemauert, Kegeldach Schindelgedeckt, außen angebrachtes Drehwerk mit abgestrebtem Sterz zum Verdrehen des Flügelkreuzes samt Dach. Von 1880 bis 1959 ungenutzt und verfallen, bis 1983 rekonstruiert und seitdem betriebsfähig, Schauanlage.
28. ↑  Evangelische Pfarrkirche Reichstädt

Von Strebepfeilern umgebener Bau mit 3/8-Chor-Schluss und wuchtigem Westturm, neugotische Portale. Einfache spitzbogige Fenster an der Nordseite und am Chor, neugotische Fenster an der Südseite. Der viergeschossige Turm mit achteckigem Glockengeschoss und Welscher Haube. Nordwestlich daran anschließend kleiner Treppenturm. Weitere Anbauten an der Nordseite: Am Saal zweigeschossig, Gruft im Untergeschoss, Herrschaftsloge im Obergeschoss (der ehem. Verbindungsgang zum Schloß 1945 abgebrochen). Am Chor schlichte gratgewölbte Sakristei mit Pultdach. Flachgedeckter Innenraum, die mit Propheten, Aposteln und Evangelisten von Buse bemalte Decke wurde 1892 durch eine schlichte Holzdecke ersetzt. Eingeschossige Emporeneinbauten an drei Seiten. Leicht spitzbogiger Triumphbogen zum sterngewölbten Chor. Kreuzgratgewölbte Eingangshalle im Erdgeschoss des Turmes.
  - Kirche: spitzbogige Fenster, neugotische Fenster an der Südseite, neugotische Portale, innen: Emporen an drei Seiten, zweigeschossiger Säulenaltar, bezeichnet 1726, neun Tafeln des ehemaligen Deckengemäldes, 1. Hälfte 17. Jh., vier Grabsteine von David Schwenke, 1608, Kriegerdenkmal: Pfeiler aus großen Sandsteinquadern, mit Inschriften, Gruftanbau mit spätbarockem Sarkophag des Postmeisters Adam Rudolph von Schönberg (1712–1795) von Krubsacius.
  - Ausstattung: Zweigeschossiger Säulenaltar mit Abendmahl- und Auferstehungsgemälde, bezeichnet 1726. Der Altar stammt aus der 1872 abgerissenen Wallfahrtskirche auf der Kahlen Höhe, 1978 restauriert und im Chor aufgestellt. – Schlichter Taufstein, A. 19. Jh. – Vier Tafeln des ehem. Deckengemäldes sind an der Nord- und Südwand aufgehängt, fünf weitere stehen in dem Anbau an der Nordseite, 1. H. 17. Jh. – Mechanische Orgel von Schneißer, 1892. Zwei Epitaphe früherer Rittergutsbesitzer über den Emporen: Caspar Christoph von Nostitz († 1697) und Ehefrau Susanne Luitgarden von Bünau († 1738). – In der Gruft zwei Sarkophage ehemaliger Rittergutsbesitzer: Der mit Schwert, Ritterhelm und Posthörnern reich ausgestattete Sarg des Generalpostmeisters Adam Rudolph von Schönberg († 1795) sowie ein schlichterer für Caspar Friedrich Rudolph von Schönberg († 1830). – In der Turmhalle vier wertvolle Grabsteine von Daniel Schwenke für den Erbrichter Elias Jordan († 1604) und drei seiner Vorfahren, die Steine datiert 1608 (Dehio Sachsen I, 1996).
  - Kirchhof:
    - Einfriedung: Einfriedungsmauer aus Bruchsteinmauerwerk mit Sandsteinabdeckplatten, östliche Einfriedungsmauer Stützmauer mit von Efeu überwachsener Mauerkrone, SO-Tor mit Torpfeilern aus Sandstein, Radabweisern aus Sandstein, Sandsteinschwelle und zwei schmiedeeisernen Torflügeln (die Tore haben je einen Türflügel, die separat zu öffnen sind), nördliche Einfriedungsmauer mit z. T. aufgesetztem Holzlattenzaun, Durchgang zum Pfarrhaus und Tor.
    - Erschließung: ansteigender Weg mit Stützmauern vom SO-Tor zur Kirche, Gehölze: Linde in der SO-Ecke des Kirchhofs, Buche an der NO-Ecke außerhalb des Kirchhofs (die Kirche rahmende Bäume).
    - Kriegerdenkmal, Erster Weltkrieg: in der SW-Ecke des Kirchhofs von zwei Koniferen gerahmt, Sandstein, auf der Nordseite mit folgender Inschrift: „Ich will / deines Namens gedenken / von Kind zu Kindeskind / Psalm 45.18. / Aus unserer / Gemeinde starben für / ihre Heimat / 1914–1919“ es folgen die Namen.
29. ↑  Sachgesamtheit Vorwerk Reinholdshain
  - Seitengebäude: Ostseite massiv, eingeschossig, Krüppelwalmdach mit Biberschwanz-Kronendeckung, hölzerne Dachhäuschen, die anderen Seitengebäude (Stall, Scheune) Feldstein, ebenfalls mit Biberschwanz-Kronendeckung.
  - Reste des Parks mit zwei Teichen: Relief: Damm zwischen dem oberen südlichen und unteren nördlichen Teich, Damm mit Zufahrtsstraße im Norden des unteren Teiches, Damm zwischen unterem Teich und dem an ihm im Osten vorbei geführten Graben, geschwungen ausgeformte Uferlinien, Wasser: im Süden ein oberer nicht gestauter, trockener Teich mit durchlaufendem Bach, im Norden ein unterer Teich mit einem an ihm im Osten vorbeigeführten Graben (Überlauf des oberen Teiches), parallel zur Zufahrt ein weiterer Graben (Überlauf des unteren Teiches), nach Norden weiterführender Graben/Bach (führt das Wasser, das über die beiden Gräben von den Teichen separat weggeführt wird, weiter).
  - Einfriedung: Zaunpfeiler aus Eisen auf Sandsteinsockeln als Reste einer Umzäunung, Reste eines Tores zum Gehöft mit Türbogen und Rest eines Torbogens (Torbogen zu DDR-Zeiten durch LPG zerstört, Material aber noch vorhanden), Erschließung: Zufahrtsstraße auf dem Damm unterhalb des unteren Teiches, Weg in der Böschung an der Straße zum Damm zwischen den beiden Teichen und über diesen führend. Gehölze: Allee an der Zufahrtsstraße, Baumgruppe am NO-Ende der Zufahrtsstraße, Solitärbäume am Ufer des unteren Teiches und am oberen Damm (u. a. Linden).
  - Bauliche Anlagen: Ufermauer aus Bruchsteinmauerwerk (Sandstein) am oberen Teich, sonst Reste von Ufermauern.
30. ↑  Umbauten und Renovierungen 1672, 1749/50 (Innenraum mit Emporen) durch Andreas Hünigen, 1840, 1886 und 1971. Strebepfeiler am Chor. Verschiedene Anbauten: An der Nordseite Sakristei, an der Südseite zweigeschossige Eingangshalle mit Patronatsloge und tonnengewölbter ehem. Gruftraum, bezeichnet 1745. Blockartiger Westturm, ab halber Höhe schiefergedeckt.

Der schlichte Innenraum flachgedeckt, zweigeschossige Emporen an der Nord- und Südseite, Orgelempore im Westen eingeschossig und konvex. Verglaste Patronatsloge an der Südseite. Heutige Emporengestaltung datiert 1840 und 1886. Turmuntergeschoss tonnengewölbt. Zugemauerter Rundbogen zwischen Turm und Schiff, durch die Orgel zum Teil verdeckt.
Ausstattung: Romanische Mensa und Stipes in der Sakristei, im Chor Säulenaltar vom Tischler Elias Legler und Maler Jonas Eywigk, bezeichnet 1653, erneuert 1886. Predella mit Darstellung des Abendmahls, im Hauptfeld Kreuzigung. Schlichte Kanzel, datiert 1745. Taufstein, um 1825. Kopfstück einer Betsäule aus Sandstein, mit vier Szenen aus der Passionsgeschichte, E. 15. Jh. Zwei Holzepitaphien für Samuel Klemm († 1745) und einen von Bünau († 1705). Zwei Pfarrerbildnisse für Gottfried Kretschmar († 1682) und Nikolaus Bahn († 1728) (Dehio Sachsen I, 1996).
  - Kirche: Putzbau mit 5/10-Chorschluss mit Strebepfeilern, Südwand mit zugesetztem romanischem Portal und Fenster, Nordseite romanische Fenster und Sakristei, Südseite zweigeschossige Eingangshalle mit Patronatsloge.
  - Leichenhalle: kleiner Putzbau mit flachem Risalit, Rundbogentüren und Rundbogenfenster, Satteldach, Grab von Wilhelm Eduard Otto (1823–1897): Sarkophag und hoher Gedenkstein aus geschliffenem schwarzem Marmor, eingefasst von vier Sandsteinsockeln, durch Ketten verbunden.
  - Kriegerdenkmal: roter Porphyr, Gedenkstein mit Schwert, bekrönt durch Eichenblattgirlande und Eisernes Kreuz, Gedenkstein für die Opfer des Faschismus in der NO-Ecke des Friedhofs.
  - Kirchhof und Friedhof: Der Kirchhof ist nach Norden zum Friedhof erweitert.
  - Einfriedung: Einfriedungsmauern (z. T. als Stützmauern mit Brüstungsmauer) aus Bruchsteinmauerwerk mit Abdeckplatten aus Sandstein, Süd-Tor mit zwei an die Mauer-Enden aufgesetzten Sandsteinquadern mit Abdeckplatte und Kugelaufsatz aus Sandstein sowie zwei schmiedeeisernen Torflügeln, Ost-Tor mit zwei Torpfeilern aus Sandsteinquadern mit Kugelaufsätzen aus Sandstein und zwei schmiedeeisernen Torflügeln an im stumpfen Winkel zurückspringenden Mauer-Enden, West-Pforte, Nord-Pforte mit zwei Türflügeln aus Holzlatten.
  - Bodenrelief: von Süd nach Nord und von Ost nach West ansteigendes Gelände, Süd-Bereich mit Einfriedungsmauern als Stützmauern mit Brüstungsmauer, Erschließung: in das Gelände eingeschnittener Treppenweg vom Süd-Tor zur Kirche, in das Gelände eingeschnittener Weg vom Ost-Tor zur Kirche, Nord-Süd-Wegeachse als Rasenweg.
  - Gehölze: Torbaum (Eiche) vor dem Süd-Tor, zwei Torbäume (Trauereschen) am Ost-Tor, Baumpaar im Süden vor der Leichenhalle, Solitärbaum (Eiche) an der West-Pforte, je ein Solitärbaum in der NO- und NW-Ecke des Friedhofs (Kastanien), weitere Solitärbäume im Norden der Kirche, auf dem Friedhof und vor der westlichen Einfriedungsmauer, Blickbeziehung: über die Einfriedungsmauer nach NO, Norden und NW in die Landschaft.
31. 1 2  Weißeritztalbahn (Streckenkürzel HK, DB-Streckennummer 6966)

Streckenführung durch das Tal der Roten Weißeritz: von Freital-Hainsberg durch den Rabenauer Grund über Dippoldiswalde und Schmiedeberg nach Kipsdorf, erste Überlegungen zum Bau einer Schmalspurbahn im Weißeritztal 1865, 1878 Vermessungsarbeiten für eine normalspurige Nebenbahn von Hainsberg nach Schmiedeberg, aufgrund der Enge des Tales im Rabenauer Grund Entscheidung für eine schmalspurige Variante (zeitgleich mit den Planungen für die erste sächsische Schmalspurbahn Wilkau-Haßlau–Carlsfeld, diese wurde 1881 – also ein Jahr früher als die Weißeritztalbhan – eröffnet), Beginn der Bauarbeiten 1881, 1882 Eröffnung der Strecke zwischen Hainsberg und Schmiedeberg, 1883 Fertigstellung der Strecke bis Kipsdorf (Eröffnung der Gesamtstrecke am 3. September 1883), große Bedeutung für den Güter- und Personenverkehr (v. a. Ausflugs- und Wintersportverkehr), kurbelte die industrielle Entwicklung des Weißeritztales an, bereits 1883 erhielten einige Bahnhöfe längere Ladegleise, Zweiggleise zu Fabriken kamen auf der freien Strecke hinzu, 1902 Einführung des Rollbockverkehrs (Transport normalspuriger Güterwagen auf schmalspurigen Rollböcken), weiterhin entstanden Hotels, Pensionen und Ausflugsrestaurants entlang der Strecke, ab 1913 Verbindung ins Wilsdruffer Schmalspurnetz mittels Dreischienengleis zwischen Hainsberg und Potschappel, 1907–1912 Neutrassierung des Streckenabschnitts zwischen Spechtritz und Dippoldiswalde aufgrund des Baus der Talsperre Malter, zweite Neutrassierung 1920–1924 zwischen Obercarsdorf und Buschmühle (Verlagerung der Trasse an den Talhang), damit Beseitigung der für den Güterverkehr stark einengenden Ortsdurchfahrt in Schmiedeberg, Demontage der alten Strecke bis 1925, 1932–1934 Um-/Neubau des Bahnhofs Kipsdorf zur Bewältigung des zunehmenden Wintersportverkehrs, während des Zweiten Weltkriegs Einschränkungen im Zugverkehr (Personalmangel, schadhaftes rollendes Material), nach 1945 Einbrüche im Güterverkehr, kein Ausflugsverkehr, ab 1948 Aufnahme des Uranerzbergbaus im Revier Niederpöbel (Wismut AG, Uranerz-Lagerstätte südlich von Schmiedeberg, bis 1954 abgebaut), dadurch wieder Verkehrszuwachs im Güter- und Personenverkehr, ab den 1950er Jahren ebenso Wiederanstieg des Ausflugsverkehrs, 1960 Einstellung des Stückgutverkehrs, 1964–1975 Stilllegung der meisten DDR-Schmalspurstrecken, überwiegend Verlagerung des Güter- und Personenverkehrs auf die Straße, Weißeritztalbahn an 1973 eine der wenigen weiterbetriebenen Schmalspurbahnen (insgesamt sollten 7 Schmalspurbahnen in der DDR erhalten und zu vorrangig touristisch genutzten weiterentwickelt werden), weiterhin großes Güterverkehrsaufkommen für die Eisengießerei in Schmiedeberg (Gusssand) sowie Wochenendausflugsverkehr, nach der Wende überwiegendes Ausbleiben und 1994 schließlich Einstellung des Güterverkehrs, allerdings Aufrechterhaltung des Personenverkehrs, 2002 Zerstörung von Gleisanlagen mehrerer Streckenabschnitte durch das „Jahrhunderthochwasser“, Einstellung des Eisenbahnbetriebs, seither schrittweiser Wiederaufbau: bereits 2003–2006 Sonderfahrtenauf weniger beschädigten Teilabschnitten, 2008 Wiedereröffnung der Strecke zwischen Freital-Hainsberg und Dippoldiswalde, 2010 Sonderzugverkehr zwischen Obercarsdorf und Schmiedeberg, 2013 erneut Hochwasserschäden zwischen Rabenau und Spechtritz, seit 2014 Wiederaufbauarbeiten auf dem Streckenabschnitt Schmiedeberg–Kipsdorf.
32. ↑  Kirche Schmiedeberg

Der Bau über griechischem Kreuz, der östliche Kreuzarm ist schwach nach außen gewölbt. Die abgewalmten, sich durchkreuzenden Dächer mit zentralem, wuchtigem Dachreiter, datiert 1734. Flachbogige Portale, im Westen bezeichnet 1716 (Chronostichon) und Süden, hohe rechteckige Fenster. Das Innere hell und großzügig, entsprechend den protestantischen Anforderungen an einen Kirchenraum mit zentralem Kanzelaltar, darüberliegender Orgel, davor der Taufstein, sowie ein um diese Mitte sich konzentrierendes Gestühl, Flachdecke.
Umlaufende Emporeneinbauten, im Osten dreifach gestaffelt, die dem flachgedeckten Innern einen leicht gestreckten, achteckigen Umriss geben. Dem Altar gegenüber Herrschaftsloge mit zwei bemalten Wappenschilden, darunter zwei Betstübchen. Seitlich des Altars zwei Betstübchen, das rechte als Sakristei genutzt. Bemalung der Emporen, Herrschaftsloge und Betstübchen durch Friedrich Siegmund Striebel aus Dresden, datiert 1716. Unter dem Altar ein herrschaftliches Erbbegräbnis.
  - Ausstattung: Altar, Orgel und Taufstein aus der Erbauungszeit der Kirche. Portikuskanzelaltar, bei dem Säulen und Pilaster einen gesprengten Giebel tragen. Kanzelkorb mit konkav geschwungenen Wangen. Fassung durch Gesellen des Hofmalers Christian Trauschke. – Orgelprospekt 1 16 von den Gebr. Dressel aus Buchholz, Bemalung von Friedrich Siegmund Striebel, Klangwerk 1967 von Rühle neuerbaut.
  - Sandstein-Taufe, die gleichzeitig als Lesepult dient, vom Dresdner Hofbildhauer Johann Benjamin Thomae: Vier Kinder tragen den durch Wülste gebildeten Kessel, hoher Deckel mit Blattwerk aus Holz. – In dem links vom Altar liegenden Betstübchen der Altar aus dem ehem. Rittergut mit Darstellung des Ecce Homo, 2. H. 17. Jh., in dem rechten Betstübchen die mit Stoff bekleidete Wachsbüste der Freifrau von Alemann († 1709), wohl von Friedrich Wilhelm Dubut (Dehio Sachsen I, 1996).
  - zentraler Kanzelaltar, umlaufende Emporen, Logen, aufwändige Tür mit Beschlägen und mächtigem Schloss, Dach verschiefert, Kriegerdenkmal: ca. 1 m hoher Sandsteinblock mit Inschriften und umranktem Eisernen Kreuz, als Abschluss Kanonenkugel.
33. ↑  Einzeldenkmale der Sachgesamtheit Weißeritztalbahn im Teilabschnitt Schmiedeberg, OT Schmiedeberg:
  - Viadukt Schmiedeberg mit Eisenbahnüberführung Schenkgasse: in der Ortsmitte, Streckenkilometer 21,731 bzw. 21,825, Viadukt mit 8 Rundbögen und anschließende Balkenbrücke mit 2 Feldern (Eisenbahnüberführung Schenkgasse), Viadukt: 170 m lang, 9,8 m hoch, 4,2 m breit, erbaut 1919–1920 von Fa. Richter, Kammerling & Co., Dresden, größter Kunstbau/längstes Brückenbauwerk der Strecke, führt die Trasse über das in Schmiedeberg einmündende Pöbelbachtal, Bau im Zuge der Trassenverlegung des StreckenabschnittsObercarsdorf–Buschmühle aus der Ortslage heraus an den Talhang zwischen 1920 und 1924, ursprünglich als Stahlträgerbrücke konzipiert, aufgrund der hohen Stahlpreise jedoch Konstruktion als Bogenbrücke (segmentbogig) aus Stahlbeton mit Natursteinverblendung.
  - Eisenbahnüberführung: 21,2 m lang, 4,2 m breit, erbaut 1922, zweifeldrige Betonbalkenbrücke mit obenliegender Fahrbahn und einem Mittelpfeiler (Pendelpfeiler), zwei Durchlaufträger sowie mehrere Ouerträger pro Feld tragen die vorkragende Fahrbahntafel, letztere wird optisch von Konsolen an den  Stirnseiten getragen, Durchlaufträger über Vouten mit Pfeiler verbunden, Pendelpfeiler mit zwei Gelenken, an den Durchlaufträgerenden ein festes sowie ein bewegliches Lager (Betonlager), Durchlauf- und Querträger mit abgefasten Kanten, in Sachsen inzwischen seltene Brückenkonstruktion als Pendelpfeilerbrücke in Eisenbeton, von großer baulicher und gestalterischer Qualität.
  - Bahnhof Schmiedeberg mit Empfangsgebäude und Güterschuppen:
    - Empfangsgebäude (Nr. 34c): sehr tiefer eingeschossiger massiver Putzbau mit Walmdach und großen Fenstern mit kleinteiliger Sprossung, erbaut 1924, Eröffnung am 1. Dezember 1924, ursprünglich Inselbahnhof, ersetzte den 1882 eröffneten und 1924 stillgelegten Bahnhof in der Ortsmitte.
    - Güterschuppen (Nr. 34b): auf der anderen Gleisseite zwischen Ladegleis und gepflasterter Ladestraße gelegen, einfacher Rechteckschuppen für den Stückgutverkehr, eingeschossiger massiver Putzbau mit beidseitig zum Schutz der Ladesteige (nur noch teilweise erhalten) überstehendem Satteldach, Laderampe (Seitenrampe) giebelseitig anschließend. Zwischen 1919 und 1924 erfolgte die Verlegung der Strecke von Obercarsdorf bis Buschmühle auf die andere Talseite, was den Bau eines neuen Empfangsgebäudes zur Folge hatte. Ursache für die Verlegung war die geplante und teilweise ausgeführte Abzweigung des Schmalspurnetzes von Schmiedeberg nach Moldau (an der Westseite des Bahnhofs war die Einbindung der nicht fertiggestellten Pöbeltalbahn nach Moldau bereits vorbereitet) sowie das hohe Güterverkehrsaufkommen (v. a. der örtlichen Gießerei), das die in Ortslage eingezwängten Bahnanlagen zum Güterumschlag um 1910 schließlich an ihre Kapazitätsgrenze brachte. Angefangen, aber nicht vollendet wurde der Personentunnel am Empfangsgebäude, der die Verbindung zwischen den Bahnsteigen des einstigen Inselbahnhofs herstellen sollte.

  - Haltepunkt Buschmühle: bei Altenberger Straße 71, Stationsgebäude: einfache, querverbretterte Wartehalle mit flachem Walmdach, Grundfläche 8 × 3 m, Eingangstür auf der gleisabgewandten Seite, 1930 errichtet, beherbergte Warteraum, Fahrkartenausgabe und Gepäckabfertigung, Stationseröffnung am 3. September 1883, zunächst als Haltestelle, zwischen 1905 und 1933 als Bahnhof geführt, nachfolgend Haltepunkt, bis Anfang der 1990er Jahre Endstation der Güterzüge zur Bedienung der Gießerei Schmiedeberg, Anlagen während des Hochwassers 2002 nur gering beschädigt.
34. ↑  Ehemalige Buschmühle
  - Mühlengebäude (Nr. 70): zweigeschossiger massiver Putzbau, Sandsteingewände, Eingang und Ecken mit Zierquaderung, zentrales Dachhaus, zwei stehende Gaupen, Anbau: preußisches Fachwerk, Fenster mit originaler Sprossung, hohe Esse, links anschließend verbrettertes Produktionsgebäude.
  - Wohnhaus (Nr. 72): zweigeschossiger massiver Putzbau, Sandsteingewände, Aufschrift an Erdgeschoss-Eckquaderung der Giebelseite „Buschmühle“, zentrales Dachhaus, zwei Gaupen, Satteldach.
  - Wohnhaus (Nr. 71): zweigeschossiger massiver Putzbau, Sandsteingewände, Putzbänder, Dachhäuser als zusätzliche Giebel gestaltet, Satteldach, Gaupen (quirlartig).
  - Scheune (Nr. 74): Holzkonstruktion, verbrettert, Fenster mit alter Sprossung, Satteldach, im Schweizerstil.
35. ↑  Einzeldenkmale der Sachgesamtheit Weißeritztalbahn im Teilabschnitt Schmiedeberg, OT Schmiedeberg:
Haltepunkt Buschmühle: Stationsgebäude: einfache, querverbretterte Wartehalle mit flachem Walmdach, Grundfläche 8 × 3 m, Eingangstür auf der gleisabgewandten Seite, 1930 errichtet, beherbergte Warteraum, Fahrkartenausgabe und Gepäckabfertigung, Stationseröffnung am 3. September 1883, zunächst als Haltestelle, zwischen 1905 und 1933 als Bahnhof geführt, nachfolgend Haltepunkt, bis Anfang der 1990er Jahre Endstation der Güterzüge zur Bedienung der Gießerei Schmiedeberg, Anlagen während des Hochwassers 2002 nur gering beschädigt.
36. 1 2  Bahnhof Seifersdorf als Sachgesamtheitsbestandteil mit den dazugehörigen Einzeldenkmalen:
  - Bahnhof Seifersdorf
    - Empfangsgebäude (mit ehemaliger Fahrkartenausgabe, Gepäckabfertigung und Dienstraum, senkrechte Verbretterung mit Deckleisten, Dachvorsprung über der Eingangstür, Fenster zweiflügelig, je dreifeldrig, originales Türblatt, gewölbtes Walmdach, Biberschwanzdeckung, 1912) sowie Lampenstube und Toilettenhäuschen,
    - Güterboden auf der anderen Gleisseite, 1912, senkrecht verbrettert, ca. 40 cm Ziegelfundament, zweiteilige Schiebetür mit Oberfenster, beidseitig Holzrampen, Walmdach,

  - Stützmauer südwestlich des Bahnhofs, mit großen Blendbögen
  - dreibogige Brücke nördlich des Bahnhofs, unregelmäßige Sandsteinquader,
  - Betonbrücke (bei Bergstraße 6) des ehemaligen Streckenverlaufs von 1881, gilt als erste ihrer Bauart in Deutschland.
37. ↑  Evangelische Pfarrkirche. Schlichte Saalkirche mit gerade schließendem Chor. Stattlicher Dachreiter, bezeichnet 1724, mehrere Anbauten, Fenster segmentbogig. Am Chorgiebel ehem. die Jahreszahl 1451, Erneuerung 1724. Im Innern flachgedeckt, Rundbogen zum fast quadratischen Chor. Emporen um Schiff und Chor, an der Nord- und Südseite doppelgeschossig. Spätgotische Fresgen im Innenraum aus dem 14JH.
  - Kirche: Putzbau mit mehreren Anbauten an der Nord- und Südseite, Grabstein am südlichen Vorbau mit Gekreuzigtem, Fenster mit Segmentbogen, umlaufende Emporen, an der Nord- und Südseite zweigeschossig, bedeutender Flügelaltar bezeichnet 1518, hölzerne Renaissance-Kanzel, spätgotische Sandsteintaufe mit geschnitztem Deckel, bezeichnet 1793.
  - Ausstattung: Bedeutender Flügelaltar, bezeichnet 1518. Die Predella dreiteilig, der Schrein mit zwei beweglichen und zwei Standflügeln sowie einem zweizonigen Aufsatz. In der Predella Holzskulpturen der hll. Martin, Nikolaus, Johannes des Evangelisten und Jakobus d. Ä., seitlich das Martyrium eines Papstes und des hl. Hieronymus, im Schrein Muttergottes zwischen Elisabeth und Dorothea, im Aufsatz der Gekreuzigte. Die beweglichen Flügel mit Gemälden: Die inneren mit Marientod, Petrus und Paulus (links), die Marter der Zehntausend und Anna Selbdritt (rechts), auf den Außenseiten links Geburt Christi und hl. Valentin, rechts Anbetung der Könige und hl. Christophorus. Die Standflügel nur auf den Innenseiten mit Gemälden, links Verkündigung an Maria und Himmelfahrt der Maria Magdalena, rechts Darbringung Jesu im Tempel und Apollonia. Das Gesprenge des Altars von 1886. Die Figuren von einem Mitarbeiter des Meisters der Freiberger Domapostel, die Malerei vom Meister des Oberbobritzscher Altars. Die qualitätvollen Gemälde sind vergleichbar mit denen der e Nikolaikirche in Dippoldiswalde (Weißeritzkreis). – Hölzerne Renaissancekanzel mit Darstellung der Evangelisten, spätgotische Sandstein-Taufe mit reich geschnitztem Deckel, bezeichnet 1793. – Orgel von Karl Traugott Stöckel, 1868–1871 (Dehio Sachsen I, 1996).
  - Kirchhof:
    - Einfriedung: Einfriedungsmauer aus Bruchsteinmauerwerk z. T. mit Grabmahlspolien, Osttor und -tür mit drei Pfeilern aus Sandstein mit Sandsteinabdeckung, zwei schmiedeeisernen Torflügeln und einem schmiedeeisernen Türflügel, ein Tor in der westlichen Einfriedungsmauer des als Friedhof im Westen erweiterten Kirchhofs, eine Tür in der nördlichen und eine in der südlichen Einfriedungsmauer.
    - Erschließung: ein vom Osttor ansteigender Hauptweg zur Kirche, der an der Kirche im Süden vorbei und als Wegeachse über den als Friedhof ausgeweiteten Kirchhof bis zum Westtor des Friedhofs führt.
    - Gehölze: Torbäume (2 Eichen) vor dem Tor auf dem Kirchhof und Koniferen in der Mitte des Friedhofs, die den Blick zur Kirche rahmen.

  - Kriegerdenkmal, Erster Weltkrieg: von 1921 auf dem Kirchhof an der südlichen Einfriedungsmauer ein kleiner Platz mit Steinbänken und einem aus vier Sandsteintafeln bestehendes Denkmal, die beiden äußeren Tafeln mit den Namen der gefallenen Soldaten der Gemeinden Paulsdorf und Malter, zwischen den beiden mittleren Tafeln mit den Namen der Gefallenen der Gemeinde Seifersdorf ein Relief mit Schwert und Eisernem Kreuz und den Jahreszahlen „1914–1918“, über den vier Tafeln Sandsteinabdeckung mit der Aufschrift oben: „DEN HELDEN ZUR EHR DER NACHWELT EIN WAHRZEICHEN“ und in der Mitte darunter „GEMEINDE SEIFERSDORF“, auf der Sandsteinabdeckung Soldatenhelm aus Sandstein, dieser Denkmalplatz ist vom Hauptweg über eine Treppe mit fünf Sandsteinstufen und einen Weg zu erreichen, Rhododendron steht links und rechts der Treppe.
38. ↑  Ehemaliges Pensionshaus

Das Haus ist für die Sommerfrische, auch für Vermietungen, errichtet worden und hat daher verschiedene abschließbare Wohnungen und kein typisches Villeninterieur, erkennbar sind Einflüsse italienischer Renaissance (Dachform, bemalte Attika, Rundbogenfenster) und des Schweizerstils (pittoreske Holzelemente), baugeschichtliche und ortsentwicklungsgeschichtliche Bedeutung. Zweigeschossiger massiver Putzbau mit flachem Zeltdach, darunter bemalte „Attika“-Zone, originale Fensterteilung, zweigeschossiger hölzerner Balkon, hölzernes Eingangshäuschen.